# ブラッククローバー
『ブラッククローバー』（Black Clover）は、田畠裕基による日本の漫画作品。『少年ジャンプNEXT!!』（集英社）2014年Vol.2で読み切りとして掲載された後、『週刊少年ジャンプ』（集英社）2015年12号から連載中。2022年21・22合併号に掲載後、最終章への準備のため休載期間を経て、同年35号より2023年38号まで連載。田畠が「連載が長く続く中で週刊連載でのマンガ制作スケジュールが自身の執筆状況と合わなくなってきた」ことにより、『ジャンプGIGA』（同）に移籍して2024 WINTERから連載されている。話数単位は「ページ○」。略称は「ブラクロ」。2023年6月時点でシリーズの世界累計発行部数は1900万部を突破している。

## あらすじ
かつて世界が魔神とよばれる存在によって滅ぼされようとした時、1人の魔導士が現れて魔神を打倒し、世界を救った。後にその魔導士は伝説となり、魔法帝と呼ばれた。
それから時は過ぎ、クローバー王国は代々の魔法帝とその下に存在する9つの魔導士集団「魔法騎士団」によって、平和を謳歌していた。そこに住む下民で孤児の少年・アスタは、同じ孤児である少年・ユノと共に、魔法帝を目指して日夜鍛錬を続けていたが、魔法の才能溢れるユノとは正反対に、アスタは全く魔法を使えずにいた。
やがて15歳になり、魔導書（グリモワール）が授与される日、ユノをはじめとする周囲の者たちへ魔導書が与えられるが、アスタだけには与えられなかった。その後、ユノの魔導書を狙う盗賊によって、アスタは自分が生まれながらに魔力を一切持たない人間であることを知る。アスタは絶望して夢を諦めかけるが、ユノの言葉に闘志を再び滾らせ、魔法を無効化する力を宿した「五つ葉の魔導書」を手に入れ、盗賊を撃退する。
改めて魔法帝を目指すことを決意したアスタは、半年後、最低最悪の魔法騎士団と言われる「黒の暴牛」に、ユノは最強の魔法騎士団「金色の夜明け」にそれぞれ入団する。2人の魔法帝を目指すための一歩が、ここから始まる。

## 登場人物
声の表記は「テレビアニメ / OVA / 少年ジャンプ公式PV」。

### 主要人物
アスタ（Asta）
声 - 梶原岳人、藤田奈央（6歳、8歳） / 堀江瞬、藤原夏海（幼少期） / 國分優香里
魔道階域 - 冥域 / 第九域（ハート王国入国時）
10月4日生まれの15歳。身長155cm。血液型はA型。恵外界ハージ出身。好きな人はシスター。魔法属性は「無」（反魔法）。
本作の主人公。底抜けに前向きな熱血バカで、声が大きくリアクションも過剰。灰がかったウルフヘアーと碧眼が特徴的な少年。黒地に赤の十字架の刺繍が施されたバンダナを着用している。
赤ん坊のとき教会の前に捨てられており、教会で拾われた時には着用していた服に「アスタ」と書かれていた。以降十五年間を同じ日に捨てられていたユノと共に貧民の孤児として過ごし、同じ捨て子のユノと比較されることで、同じ孤児たちから粗雑に扱われていた。アスタの方はそれでも教会の人を家族のように思い、魔法騎士団になった後もユノと共に手紙を書いている。己の力を証明するという幼少時に立てたユノとの誓いのため、魔法使いの頂点である「魔法帝」を目指す。
魔法の世界では珍しく魔力が一切無く、出自の特殊さに加え、魔力至上主義世界においては常に周囲から蔑みの対象となっている。しかし、決して諦めずに困難に立ち向かっていく性格や行動は他人の心に影響し、実際と関わった人物からは好感を抱かれることも多い。また、孤児で血がつながった家族がいないことから仲間は家族のように大事にすると決めていて、仲間と協力して戦うことにこだわりがあり、協調性がなく協力しようとしない相手でも無理やり自分のペースに巻き込み共闘させている。老若男女関係なくフレンドリーに接し、自身が敬意を持った相手には敬う姿勢を見せ、馬鹿にすることを許さない。また、仕事もしっかりこなし（ヤミから働きすぎだから休めと言われるほど）ており、黒の暴牛の中では比較的常識人である。一方でその生まれ故礼儀礼節をしっかりしておらず、自分が認めていないならば国王にも敬意を示さないため、一部の貴族や王族からはあまりよく思われていない。
魔力が無く魔法が使えないのを補うための日頃のトレーニングにより、肉体は強靭かつ身体能力も高いため、重量を誇る反魔法の剣も軽々と振るうことができるほか、動体視力と反応もずば抜けている。戦い方は無茶苦茶と評されているが、王都襲撃の際にフエゴレオンに説かれたことで状況によっては「冷静」に戦うようになった。魔の感知ができないが、逆に相手の魔感知にも引っかからないので、それを利用して不意打ちすることもある。ネアンの洞窟での戦いでヤミの指導によって「氣」を使って相手の動きを予測する戦い方を習得し魔感知ができない欠点を克服した。また、フィンラルとバネッサとの連携による高速攻撃は三魔眼のヴェットやファナにも通用している。弱点は遠距離攻撃で反魔法の剣のことを知られると剣が届かない位置から一方的に攻撃されることが多く、またヴェットに魔法による身体強化で自分以上の身体能力を持つ相手に弱いことが指摘されている。
授与式の際に魔導書が与えられず、さらにユノがレブチに襲われたのを助けようとして、逆にレブチに返り討ちにされた上、自分に魔力が一切無いことを突き付けられたことで全てを諦めかけるが、ユノの言葉を聞き再び奮起、その意志と覚悟に共鳴したかのように、相手の魔法を無力化する「反魔法の魔導書」に選ばれ、断魔の剣でレブチを撃破した後、ユノと幼い頃の約束を再確認した。
魔力が無いために魔法騎士団への入団は絶望的かと思われたが、魔法帝になることを諦めないその姿勢をヤミ・スケヒロに気に入られ、最低最悪の魔法騎士団と称される「黒の暴牛」へと入団、数々の任務を乗り越えたことで「黒の暴牛」の団員たちと絆を深め、王都での白夜の魔眼との戦いでは三等下級魔法騎士に昇格した。
海底神殿でのヴェットとの戦いで両腕の骨を呪術魔法による粉砕骨折を受けてしまい、二度と剣を振ることができない重症になるが、魔女の森の魔女王の魔法によって治癒し、再び剣を振るうことができるようになる。
王撰騎士団選出試験ではミモザ・ゾラとチームを組んで参加、準決勝でランギルスたちのチームと引き分けになり、ユノと戦えなかったことに落ち込み、王撰騎士団に選ばれた時も放心状態だったが、ユノに発破をかけられたことで、いつもの調子を取り戻した。
王撰騎士団として白夜の魔眼アジトに突入後、メレオレオナ・ゾラと共に行動するがライアの模倣変身魔法で化けられ、その隙に自身の魔導書に触れられたことで反魔法を模倣された。魔石による転生魔法発動で本来の力を取り戻したライアとエルフに転生したリルたちを前に、一度はメレオレオナによってゾラと二人だけで強引に撤収されるも仲間を見捨てたくない想いからゾラと共にメレオレオナ救出に乗り出し、ライアたちによる複合魔法を4倍で跳ね返す奇策を披露しメレオレオナを連れてゾラと撤収、その後ライアによりリヒトの下へ誘拐されエルフに転生したユノ・クラウス・ハモンに驚愕、必死に呼び掛けるもエルフに転生したクラウスやハモンには届かず、二人の容赦ない攻撃に重傷を負い、そのまま二人の合体魔法を喰らいそうになったが、自身の諦めない姿を見て自我を取り戻したユノに救われた後共闘、クラウスとハモンを倒した。直後に僅かに目覚めたリヒトにより「宿魔の剣」を奪われるもののユノと共に激戦を繰り広げ、最終的にミモザ共々アジトの外へ飛ばされるも、直前にリヒトが手放した「滅魔の剣」を手にしたことで、これより後の戦いでエルフに転生した仲間や魔導騎士たちの転生を解いていった。影の王宮ではミモザと共にリルと戦闘、その中でチャーミーが乱入したことでリヒトのいるエリアを目指し、ユノがザグレドと戦闘している最中に乱入、悪魔の掌の上で踊らされ失意の底に堕ちダークエルフと化したパトリを滅魔の剣で憎しみから救った後、ユノ、パトリ、ルミエル、セクレ、リヒトと共に自身の能力を急速成長させてザグレドを撃破することに成功した。
その後、悪魔の一件で自身の中に宿る悪魔を証拠に、ダムナティオにより今回のエルフ転生事件すべての罪をかけられセクレと共に断罪されることとなるが、そこへ乱入した黒の暴牛メンバーにより窮地を救われ、ユリウスから「悪魔と呪いの調査」を黒の暴牛と共に命じられ、ゴードンの協力を得てノエル、ミモザ、フィンラルと共にハート王国へ入国。しかし入国早々にハート王国の王女・ロロペチカとその水の精霊・ウンディーネにより誘拐され、実力を図るために半ば不意打ちのようにバトルとなる。彼女らからハート王国に悪魔の災いが巣食っていることを伝えられると、打倒悪魔のためハート王国でノエルらと共に半年間の修行を実施。
アニメオリジナルの半年間の修行編では、サリーの新薬実験やメレオレオナおよびフエゴレオン主導のユルティム火山深部ダンジョンでの特訓をこなした他、魔力の少ない下民故にエルフ騒動の際に垣間見た悪魔の力に魅かれ崇めるデビル・ビリーバーと対決。ハート王国の精霊守による修行にはロロペチカおよびヤミの推薦で決定し、術式を巧みに使いこなすガジャの下で特訓を開始した。
半年の修行を経て、宿魔の剣などを遠隔操作したり剣に乗って飛行することも可能となり、第二域程度の相手ならば単独で倒せるようになっており、悪魔の影響を受けたスペード王国の魔法騎士を一瞬で撃破した。その後クローバー王国へ突如出現したスペードの漆黒の三極性・ダンテと、黒の暴牛メンバーと共に応戦するがダンテに憑いている悪魔・ルチフェロの力と魔力に圧倒される。ヤミの助太刀と限界を超えた末の片腕を代償とした悪魔との契約を果たして撃破するも、直後に現れた漆黒の三極性・ゼノンによりヴァンジャンスと共にヤミも誘拐されてしまう。悔やむ中、黒の暴牛副団長を名乗る青年・ナハトと出会い、ヤミを救いクリフォトの樹完成を阻止するべく2日間の中で、ナハトの協力の下で悪魔の力を制御するべく「従魔の儀」を執り行う。これまで精神中でしか会話できなかった悪魔・リーベと対面し対決するが、彼が自身を本気で殺害しようとしていないことを見抜いて和解し、本来の儀とは違う「友達」という形でリーベと契約を交わす。リーベの回想の中では、自身の母・リチタによって彼女の魔力・生命力を奪う体質のため、ハージ村の教会へ止む無く捨てられていたことが明らかとなる。そしてナハトのように悪魔の力を引き出す悪魔同化(ユナイト)の能力を得るためにリーベと協力して悪魔同化したナハトと対決するが、リーベとの契約方法が本来の儀の従魔契約とは違う異端なため悪魔同化を発現させることができず、マナゾーンを加えた影魔法で窮地に陥る。しかし、自身とリーベの共通の敵と互いへの想いを糧に影魔法の攻略に成功。後に悪魔同化も制限時間付で会得し、クローバー王国に差し向けられた魔神を撃破。その後スペード王国に向かいナハトを助けて最上級悪魔二体と交戦し、ナハトの協力もあって勝利する。それと同時に悪魔同化が切れてしまい、それでも反魔法には使い道があるとしてナハトと共にダンテの元に向かいマグナとラックと合流。ラックと共にノエルたちのもとへ向かい、間一髪でメギキュラの魔法を無効化する。その後は黒の暴牛の仲間たちと合流しつつヤミの元に向かい、そこで悪魔を依代に顕現したルチフェロと交戦。仲間たちが時間を稼いでいる隙に再度悪魔同化を発動させヤミから渡された斬魔による一撃でルチフェロを両断し、完全顕現を防ぐ。しかし、不完全ながらも顕現したルチフェロには圧倒され、ヤミとヴァンジャンスを除いた魔法騎士団団長の援護を受けながら戦うも重傷を負い気絶する。駆けつけたユノによって助けられ、ミモザの魔法で最低限回復すると再び仲間たちと共にルチフェロに挑む。そして戦いの最中、走馬灯のような形でリーベの過去や感情、母であるリチタの愛を知り真の悪魔同化へと至りルチフェロを圧倒して重傷を負わせる。それでも倒しきれず悪魔同化も解けたことで追い詰められるが、ヤミとナハトによって助けられ、ユノのサポートも受けてルチフェロを倒し切る。
スペード王国との戦いから1年と3か月が経つと臨時特別戦功叙勲式で一等上級魔法騎士となった（本来ならばもっと早くに表彰され、実績からは大魔法騎士になるはずだったが、ダムナティオの行方不明によって裁判が長引き、無罪となるも悪魔の力を持つ彼に不信感を抱く者がいたための処置）。その後シスターに最後のプロポーズを行うも断られたが、それは予想していたらしく笑顔で受け入れ、改めて彼女に魔法帝になることを宣言した。しかし、その直後にルシウスが突如姿を現し、ユリウス以上の実力を持つ彼と渡り合うも、ルシウスによってシスターを全く別の存在へと変えられてしまう。そして彼女から死んでと言われたことに衝撃を受けた隙に重傷を負わされ、シスターの魔法で日ノ国へと飛ばされる（周りからは死亡した可能性が高いと見られている）。
ヤミの幼馴染である将軍の龍頭やヤミの妹の一花によって助けられ、日ノ国について教えられる。そして日ノ国とクローバー王国の距離からすぐに帰れないことや今の実力ではルシウスには勝てないと諭される（アスタ自身そのことには本心では気づいていた）が、今まで鍛えてきた結果からこれ以上自分が大幅に強くなれないかもしれないという焦りと、初恋の相手や憧れていた人、大切な仲間の危機という状況から冷静さを失い、何とかして帰ろうとしていた。しかし一花から諭され、さらに絶天の存在を知ったことで自分もまだ強くなれると希望を取り戻す。基礎が出来ていたために絶天は即座に会得するも精度が低いために、龍禅七人衆と修行することになる。一花との会話でヤミの過去を知るも、自身の今までのヤミへの恩義から対立し戦うことなるが、自身にあった絶天の使い方を掴みかけるも龍頭に止められる。そしてルシウスの命令で日ノ国に襲撃してきたシスターたちと戦おうとするも、修行が途中であることから絶天を完成させるように諭され、七人衆最強の無生ヶ嶽と修行を行う。その途中に彼から迷いがあることを指摘され、自分がここまで負け続けていることや、もしもユノだったらシスターを守ってルシウスも倒せたのではないかと迷いを抱えていたことを自覚する。そして迷いが晴れたことで絶天を完璧に会得し、追い詰められた一花を助ける。そしてシスターと再び対峙して彼女を元に戻すことに成功し、ルシウスを倒すことを約束する。さらに七人衆と共に五頭龍を倒し日ノ国を覆う雲も切り飛ばした。

ユノ・グリンベリオール（Yuno Grinberryall）
声 - 島﨑信長、関根有咲（6歳） / 斉藤壮馬、小松未可子（幼少期）
魔道階域 - 第零域（ハート王国編半年後）
10月4日生まれの15歳。身長172cm。血液型はAB型。恵外界ハージ出身。好きなものは空。魔法属性は「風」と「星」。
アスタのライバル。アスタと同じ日に教会の前に捨てられていた少年で、教会で拾われた時には着用していた服に「ユノ」と書かれていた。アスタとは対称的に黒髪にセピアの瞳の色をした眉目秀麗で、身長が高く冷静沈着でクールな印象を醸し出すが、小さなことでもアスタと張り合ったり、強がりを言ったりと子供っぽいところがある。自分の性格は「死ぬほど負けず嫌い」と評し、アスタからも「クールとかじゃなくてただの負けず嫌いだ」と言われている。自分自身を「クールな人物」と認識しており、メレオレオナに捕まれた際には「そんなキャラじゃないのに」と言葉を漏らしたり、修業を前にハージ村に戻った際にはシスターに圧されて自分の人物像を捨てておままごとの赤ちゃん役を果たした。首にはペンダントを下げている。
魔力が高く自由自在に風を操る「風魔法」の使い手。自他共に認める実力を誇るがそれにあぐらを掻くことは無く、魔法の鍛練を欠かさない。また四大精霊の一つシルフに選ばれたことで、さらに強力な「精霊魔法」も扱えるようになる。実は「風魔法」はユノの中に眠るリヒトとテティアの子供の魔法であり、スペード王国で彼の本来の魔法である「星魔法」を手にした。
他の人たちが嘲り侮蔑するアスタが秘めた力を信じて認めている。幼少時に交わしたアスタとの約束を守るべく「魔法帝」を目指している。
魔導書の授与式では四つ葉のクローバーが刻印された伝説の魔導書に選ばれ、それがきっかけでレブチに魔導書を狙われ窮地に陥るが、反魔法の魔導書に選ばれたアスタの助けを経て、改めて幼い頃の約束を再確認した。
魔法騎士団の入団試験で目覚ましい成績を修め、全ての魔法騎士団団長から入団を望まれたが、「魔法帝」になるための最善の道として「金色の夜明け」への入団を希望、キテン戦役にてダイヤモンド王国八輝将を迎え撃った際には、既に「金色の夜明け」の精鋭入りしているほどの実力をつけていたが、アスタを大切な親友でライバルと思う気持ちは変わっていなかった。
王撰騎士団選出試験ではノエル・エンとチームを組み、決勝戦では「水色の幻鹿」団長リル・ボワモルティエに勝利し優勝した。王撰騎士に選抜され、白夜の魔眼のアジト襲撃に参加、転生魔法の発動によりエルフ化するが前世が目覚めきっていない状態でアスタの姿を見てエルフの魔力を得たまま意識を取り戻した。転生したエルフの魂は初代魔法帝ルミエルの妹であるテティアと、500年前のエルフの長・リヒトの間で生まれるはずだった子供であり、自身の魔とエルフの魔を短時間で成長させていき影の王宮へ入城。アスタ、パトリ、そしてルミエル、セクレ、リヒトらと共にザグレドと交戦し、アスタとのコンビネーション攻撃で勝利へ導いた。
クローバー王国がハート王国と共にスペード王国に巣食う悪魔を討滅することを目的とし全団員に半年の修業期間が設けられた際には、アニメオリジナル編にて、金色の夜明け団の中で団員とのコミュニケーションが上手くとれず副団長のアレクドラとは不穏な雰囲気を生んでいたが、ユリウスにより課せられた使命の中で打ち解けることに成功した。デビル・パニッシャーがクローバー王国で騒動を起こした時にはミモザ、クラウスと共に応戦した。ヴァンジャンスにより、ハート王国の精霊守による修行を提案されたが自ら拒否し、金色の夜明け団の中で強くなることを決めた。叙勲式では影の王宮での悪魔との対決の功績により、ランギルスと同じ「一等上級魔法騎士」へと昇格。これにより次期副団長候補がユノになるのではないかと団員の間で噂される中、ランギルスが副団長ないしは団の座をかけた一騎打ちを申し出たためこれを受託。序盤は負ける気で手を抜いていた彼に本気を出させ自らもスピリット・ダイブを発動、ラトリ時の戦闘感覚を用いた戦法で王冠部分を抉られるなど追いつめられていくが、精霊の静かなる舞踏により残像を作り出して一瞬の隙を突いて辛勝した。団を抜けようとするランギルスを呼び止め、次は本気の手合わせをしてほしいと言い放った。
半年後は金色の夜明けの副団長となっている。スペード王国から強魔地帯を超えてハージ村へやってきたラルフから、ユノは元々スペードのグリンベリオール家に生まれた王子であると聞かされ、彼の炎魔法で、自分の持っている魔石ペンダントはユノの父親であるスペード国王が強魔地帯から帰った際に貰ったものであること、ある日を境に悪魔憑きのゾグラティス兄弟（現在の漆黒の三極性）に王国が襲われたことからユノにも危険が及ぶと判断されラルフの父親によりクローバー王国の教会へ置かれていったことなど、自身の出生を知った。その直後、金色の夜明けアジトがスペード王国の漆黒の三極性の一角・ゼノンが悪魔憑き魔導士を引き連れて襲撃したことで自身もアジトに戻り、団員の半数が殺害されている現場を目撃すると怒りに震えながら辛勝するが、直後にヴァンジャンスを骨魔法で拘束したゼノンにより、クラウス・レトゥアと共に致命傷を負わされ、その後ヴァンジャンスが誘拐される中で放った世界樹魔法で一命を取り留めるも、ハモンをはじめとした団員の半数以上が死亡した現実に悲痛な叫びをあげた。
黒の暴牛副団長・ナハトが今回の襲撃事件についての会議に登場した際、団長であるヴァンジャンスに対する周囲の不信感を払拭し、ナハトが定めた2日間の中でシルフが魔力を溜め込むこととなりゼノンへの復讐に燃える。この力を制御するため、戻ってきたランギルスとの特訓を独自に重ねる。そしてスペード王国へ乗り込み、ランギルスと共にゼノンと再び相まみえ金色の夜明け団のプライドをかけて交戦、新たなスピリット・ダイブ・ボレアスによりゼノンの身体を貫いた。しかし、冥府の門が開いたことで悪魔の力を完全に扱えるようになったことで傷が再生し、逆に圧倒されてしまう。ランギルスに時間を稼いでもらい、渾身の一撃で再びゼノンの身体を貫くも、ベルゼブブから悪魔の心臓を手に入れたことでさらに力を増したゼノンの攻撃で気絶する。目を覚ました際にランギルスと助けに来たフィンラルがやられた姿を見て涙を流しながら絶望しかけるも、アスタとの誓いを思い出して奮起し、現れたリヒトとテティアの子供の幻と共に彼の本当の魔導書を手に入れ、新たに手にした星魔法の力でゼノンと互角の激闘を繰り広げ、目覚めさせた聖域の力でゼノンに勝利した。不完全ながらも顕現したルチフェロにアスタが殺されそうになった所に駆けつけ、メレメレオナと共にルチフェロと交戦。さらに駆けつけたヤミやナハト、復活したアスタと共に全力のルチフェロと激突する。そして重傷を負いながらもアスタをアシストし、ルチフェロを倒すことに成功する。そしてナハトの案内で自分の母親と再会し、民からも王として国に帰ってきて欲しいと頼まれるが、それよりも先に魔法帝になるとして一度断った。
その後は功績を認められたことで大魔法騎士となり、悪魔の調査をしている。1年と3か月が経った時にはさらに成長し複数の上位悪魔を瞬殺。そしてクローバー王国の事態を聞き、アスタが死んだことを聞くと自分がルシウスを倒すことを宣言する。「審判の日」になるとルシウスたちの生み出した大量の守護天使の魔法を一人で防ぎ切り、ヴァンジャンスから金色の夜明けの団長として認められる。その後はアスタとシスターへの行いからルシウスに怒りを向け対峙し、魔法で仲間をサポートしながらもルシウスと激闘を繰り広げる。

ノエル・シルヴァ（Noelle Silva）
声 - 優木かな
魔道階域 - 第一域（ハート王国入国時）
11月15日生まれの15歳。身長161cm。血液型はO型。王貴界出身。好きなものは甘いもの、小憎らしくて可愛いもの。魔法属性は「水」。
アスタと同期で「黒の暴牛」に入団した銀髪の美少女。耳には十字架のピアスをしている。王族の二大巨塔であるシルヴァ家の出身でプライドが高く傲岸不遜な態度をとることがあるが、努力家であり年相応の可愛いげを見せることもある（いわゆるツンデレ）。アスタに好意を寄せている。
「水魔法」の使い手で魔力量は桁違いだが、魔力のコントロールが苦手なため家族からは無下に扱われている。そのため、「黒の暴牛」への加入も正式な入団試験を経ていない、厄介払いのような形で押し込まれた裏口入団である。自主トレーニングの際、魔力が暴走し膨大な水の塊に捕らわれてしまったところをアスタに助けられ、魔力のコントロールができないことを侮辱せず、むしろ魔力量を羨望するアスタや出来損ないの自分を受け入れてくれる他の団員に少なからず心を開いていく。
入団後の初任務でソッシ村を襲撃する一団と戦闘した際、村人を護るための覚悟を決めたことで魔導書のページに新たな魔法が刻まれた。結果としてその場に留めておく魔法だけは魔力のコントロールが可能になった。海底神殿の海流を越えるためカホノのアドバイスと仲間の応援で魔法を移動させるだけの魔力コントロールを身につける。それでも攻撃魔法は当てられなかったが、カホノから人を傷付けたくない理由で無意識に外していることを指摘される。カホノの励ましによって、ヴェット戦で初めて攻撃系の魔法を当てることができ、苦手な魔力のコントロールを乗り越えた。
王撰騎士団選出試験ではユノ・エンとチームを組む。一回戦で次兄・ソリドに打ち勝ち、そのまま優勝した。
白夜の魔眼アジト襲撃時にはルフルをはじめとした転生エルフに防戦一方となり、キルシュらと共に戦線を離脱。その後、クローバー王国に戻った際にはシルヴァ邸に侵入したギヴンに対しノゼルと共にバトルし、その中で数々の奇策や「海神戦乙女の羽衣鎧」を発現させて勝利し、直後に現れたエルフの大群もノゼル、ゾラと共に退けていた。
影の王宮侵入時にはエルフのファナと真っ先に遭遇し戦闘開始。魔力量の差で徐々に苦戦を強いられることになるが、最中でジャックが乱入し戦況は一変、戦いが繰り広げられる中でザグレドによる浸食攻撃が及び始めたため、全ての魔導士、エルフと共に影の王宮から脱出した。
エルフ事件後、アスタの断罪を阻止すべく黒の暴牛団員らと共に裁判所に乱入した。また、悪魔と呪いの調査のためにノゼルの紹介で珊瑚の孔雀団長「ドロシー・アンズワース」の下を訪れ、幻惑の界内で悪魔「メギキュラ」の存在と、この悪魔の呪いと自身の母親の関係を知る。その後、悪魔が巣食うとされるハート王国へ、アスタ・ミモザ・フィンラルと共に向かうが、ガジャと交戦することとなる。王女ロロペチカから事情を聞くと、打倒悪魔のためアスタらと共にハート王国で半年間の修行を積み、その間にロロペチカと交友を深める。
アニメオリジナルの半年間の修行編では、アスタらと共にユルティム火山深層部での特訓を行う、デビル・パニッシャーと対峙するなどした。ハート王国の精霊守による修行にはロロペチカおよびヤミの推薦で決定し、セクレと共にロロペチカおよびウンディーネを相手に特訓をすることになり、同時にスペード王国の漆黒の三極性の一角・ヴァニカに対抗する戦法をこの4人で編み出すことになる。
ロロペチカを殺すためにやってきた親の仇でもあるヴァニカと交戦し、ロロペチカの協力もあり、ヴァニカに全力を出させることに成功する。しかし、ネロの魔法が無効化されたことで、悪魔の力を封印するという作戦を失敗してしまい吹き飛ばされる。それでも友であるロロペチカのために単身ヴァニカに挑み、敗れるも彼女にダメージを与えたことからヴァニカに認められ、ロロペチカをその場では殺さずにノエルと再戦するための人質として連れていかれる。それと同時にヴァニカの配下である悪魔憑き魔導士たちにかけられた呪いが爆弾として発動、巻き込まれる中で他の団員らと共に辛うじて防御し生存。その後はパトリたちによりエルフの里へ運ばれ、ハート王国に居合わせたクローバー王国の魔導士やガジャと共にエルフの究極魔法の下でさらに強くなるため修業し、スペード王国にて戦線復帰。ガシャと共にヴァニカの元へ向かい、ロロペチカのような優しい人々を傷つけて笑う彼女に激怒し、聖域の力で彼女を圧倒する。しかし、追い詰めたところでメギキュラが不完全ながらも復活したことで逆に追い詰められる。それでも諦めずに立ち向かい、ロロペチカ諸共殺されそうになるも駆けつけたアスタによって救われる。アスタの声援を受けると同時に彼への恋心を自覚し、残りの力を振り絞ってメギキュラに突撃する。仲間たちや駆けつけたノゼルの協力によってメギキュラを倒すことに成功する。
アスタの受勲式にも同席したが、恋心を自覚してからはアスタに上手く話しかけられず、さらにはシスターにプロポーズする現場を目撃して激しく動揺していた。アスタがルシウスによって重傷を負うとミモザと共に助けようとするがルシウスの力で変化したシスターに防がれてしまい、目の前でアスタが倒されてしまう。

### クローバー王国
アウグストゥス・キーラ・クローバー13世
声 - 宮本淳
10月22日生まれの35歳。身長160cm。血液型はAB型。好きなものはもてはやされることと城から国を見下ろすこと。魔法属性は「光」。
クローバー王国の国王。老け顔の貧相な外見と自分本位な性格のため、国民からの人望はない。そのため国民から絶大な人気を誇るユリウスのことをとても妬んでいる。
クローバー王国の歴史上数人しかいないといわれる「光魔法」の使い手で、膨大な魔力を持つなど才能には恵まれているが、研磨を怠っているため、宝の持ち腐れになっている。

ユリウス・ノヴァクロノ（Julius Novachrono）
声 - 森川智之
魔道階域 - 冥域
10月15日生まれの42歳。身長180cm。血液型はAB型。好きなものは新たな魔法との出会いを求めて変身ぶらり。魔法属性は「時間」。
クローバー王国の魔道士の頂点に立つ「魔法帝」。軍事面においては国王と同等の権限を所有する。
気さくな男で、無類の魔法マニア。魔法についての知識は豊富で、ユノに宿った精霊に関しても知っていた。変身魔法を使ってたびたび城下町をぶらついている。魔法帝になる以前の団長時代にヤミやウィリアムをスカウトしている。
人の可能性は無限大だと考え、生まれを理由に上のものは驕り、下のものは諦める現状をもったいないと思い、差別のない世界を作るためひたすら実績を積み魔法帝となった。また魔法帝となる以前に下民初の魔法騎士だったザラと出会い、その姿勢に感銘を受けている。アニメ版では彼が活躍を妬まれて貴族の団員に謀殺されたことを受け、魔法帝就任後は身分に関係なく全ての団員が正当な評価を受けられるように階級と「星」制度を導入した。
表紙がない特殊な形状の魔導書を持つ「時間魔法」の使い手で、時間を急激に加速させることで相手を一瞬で消滅させる。また、マナゾーンによって周囲の時を加速させて未来の魔を感知し攻撃を先読みすることができる。その圧倒的な魔力は、四つ葉の魔導書を持つリヒト（パトリ）をして「この人間は世界の理（ことわり）の最後の砦」と言わしめた。他の魔導士同様身体能力は並で、アスタのもつ反魔法の剣を持つことができなかった。額の紋章はぶらり旅の途中で見つけた古代の魔導士が残した魔力を溜め込む魔導具「燕紋（スワローテイル）」と呼ばれるもので、自分にもしものことがあった際に再びやり直すため、時間と魔力を少しずつ蓄えていた。
魔法に関しては好奇心旺盛で子どものようなはしゃぎっぷりを見せるが、現実的な面もあり、魔法帝に必要なのは最強と言わしめる実績だとアスタやユノに教えた。
王撰騎士団が白夜の魔眼のアジト襲撃を行っているタイミングでヴァンジャンスに呼び出され、一つの肉体に二つの魂が存在することを明かされてリヒト（パトリ）と交戦する。戦闘では圧倒するも、リヒト（パトリ）が国民全員に狙いを変えたため、蓄えていた時間と己の魔力を全て使って国民全員の命を救うが致命傷を負ってしまう。そこで死亡したと思われていたが、実際は燕紋の効果で少年の姿で生還することに成功した。ただし魔導書も1枚になるなど魔法の大部分は失われてしまったため、魔法帝は続投できないと考えている。
魔法裁判でダムナティオにより断罪されるアスタとセクレ、それを救うべく乱入するであろうヤミたちの黒の暴牛を救うため、フエゴレオンとノゼルを介して彼らに悪魔と呪いの調査を魔法帝直々の命令として言い渡した。
アニメオリジナルの半年間の修行編では、かつてルミエルが遺した古代の魔導具を開発していた部屋を拝見する、団長限定のクリスタル争奪チームバトル戦を企画し魔法騎士の士気を上げるなどに尽力。叙勲式ではマルクスを介し、エルフ事件や影の王宮での対決の功績を称え、一部団員らの大幅な昇格、他の関与団員の一斉一級昇格を公布。
半年後、ナハトらがスペード王国へ乗り込んだ後にクローバー王国に差し向けられた魔神に対抗するため、ダムナティオに協力を要請する。自身の身体年齢を10年分進めることで魔神に対抗可能な時間魔法で攻撃するが、魔神を倒す前に時間切れになり、元の幼い身体に戻ってしまった。そしてアスタたちがルチフェロを倒したことを聞かされるがそれでもなぜか奇妙な胸騒ぎを覚えていた。そしてダムナティオとの会話を経て自分こそがクローバー王国に隠れていた悪魔付きであり全ての元凶であることに気付く。そしてダムナティオに自分を止めさせようとするもルシウスとしての意識が目覚めたことで肉体を乗っ取られた。

マルクス・フランソワ
声 - 山谷祥生
10月21日生まれの25歳。身長167cm。血液型はA型。好きなものは仕事の合間に飲む紅茶、ユリウス。魔法属性は「記憶」。
魔法帝の側近を務める、マッシュルームカットの男性。魔法帝の奔放さに頭を悩ませているが、なんだかんだで尊敬している。「記憶交信魔法」の使い手で、他人に強力な暗示をかけたり記憶を見ることができる。
転生魔法の発動によって、エルフの転生先に選ばれたために体を乗っ取られる。
エルフに関連する一連の騒動で容姿が幼くなったユリウスを見ると、彼の生存について号泣していた。

オーヴェン
声 - 徳本英一郎
魔法帝直属の回復魔道士。魔法属性は「水」。ヤミとは長い付き合いでヤミ自身も、取れかかった腕を直してもらったことがあり、凄腕の回復魔道士と言っている。
ヴェットとの戦いで傷つけられたアスタの腕を治せなかったため、王選騎士団選抜試験で回復したアスタを見た際は安心していた。
転生魔法の発動によって、エルフの転生先に選ばれたために体を乗っ取られる。
エルフ事件後の国民への挨拶では、ユリウスの影武者として大衆の前に立つ羽目になり、マルクスから同情されている。

コブ・ポルタポルト
声 - 露崎亘
魔法帝直属の魔道士。魔法属性は「空間」。王撰騎士に選抜され、白夜の魔眼アジトの外部で空間妨害魔法を行い、他の空間魔道士の侵入を防ぐ役目を務めるが、転生魔法発動によりエルフの転生先となり体を乗っ取られる。

#### 魔法騎士団

##### 黒の暴牛
シンボルは牛。シンボルカラーは黒。武功よりも被害額が上回る、ならず者たちの集まった魔法騎士団。まともではないと周りからは敬遠されている。団員の半分は正式な入団試験を受けずヤミが直接スカウトして加わった裏口入団者である。団員の実力は非常に高く、珍しい魔法を使用する者も多いが、その素行からほとんどが下級止まりであり、作中当初はマイナスに相当する「黒星」が30個あるなど問題が多い。星取得数は万年最下位だったが、アスタが入団した年は2位と大きく順位を上げた。
ヤミ・スケヒロ（Yami Sukehiro）
声 - 諏訪部順一
魔道階域 - 冥域
9月17日生まれの28歳。身長183cm。血液型はO型。日ノ国出身。好きなものはタバコ、威圧、面白いヤツ。魔法属性は「闇」。口癖は「今ここで限界を超えろ」。
「黒の暴牛」の団長。ボサボサ頭で無精髭を生やした筋肉質の大柄な男性。ヘビースモーカーで、戦闘の時でさえも煙草をほとんど口から離さない。常に眠そうな目をして態度もぶっきらぼうだが、はみ出し者揃いの黒の暴牛の団員を束ね慕われるほどのカリスマ性を持つ。実際、団員の多くは人生を左右するほどの大きな恩義をヤミから受けており無茶な指令でも従うなど人望は非常に厚い。
出身は海を越えた東の島国「日ノ国」。妹の一花が犯してしまった罪を被って漁船で国外逃亡した後、遭難の末にクローバー王国に漂着した。当初は人種や文化の違いから迫害されたが、魔導書をまだ授かっていない14歳の身でのし上がり、盗賊団のボスとして君臨したという異端の経歴を持つ。魔導書を授かった後は、当時「灰色の幻鹿」団長だったユリウスに見出され同団に加わり、武功を重ね現在の地位を得た。それゆえに彼のことは「ユリウスの旦那」と呼び敬意を払っている。
引力を発する「闇魔法」の使い手で、刀に闇魔法を纏わせた強力な斬撃を繰り出し「破壊神」の異名を持つ。また、「氣」を読むことで相手の動きを予測し、強化魔法による身体能力の底上げによって速度のない闇魔法の欠点を補い光魔法の速度にすら対応できる。冥府に干渉可能な魔法で、悪魔に対しても物理的なダメージを与えることが可能。
魔力が無くても魔法帝を目指す意志を明確にするアスタを気に入り「黒の暴牛」に迎え入れる。
ユリウスとリヒト（パトリ）の戦いではマルクスの呼びかけにいち早く呼応し駆けつけるも、一足遅く国民を守ったユリウスがリヒト（パトリ）に致命傷を負わせられる姿を目撃する。ユリウスに「後のことは任せた」と全てを託された。
エルフの転生魔法が発動した際には、クローバー王国内でエルフに身体を乗っ取られたマルクスやオーヴェンらと交戦。途中で加わったジャックやフィンラルと共に王宮に向かい、王宮の入り口でノゼルたちと合流する。影の王宮では悪魔であるザグレドの出現によりシャーロットの身体を乗っ取ったシャルラと共闘することになる。ザグレドとの戦いで自身の闇魔法が悪魔に有効であることが分かり、シャルラのサポートを得たマナゾーン「闇纏・次元斬り 彼岸」でザグレドに致命傷を与え、陰ながらアスタたちをサポートした。
ザグレド撃退後は、ダムナティオの策により裁判に陥れられたアスタとセクレの前に黒の暴牛の団員らと共に黒の暴れ牛号で乱入する形で現れ、セクレを黒の暴牛の一員と認めてローブを渡した。
アニメオリジナルの半年間の修行編では、デビル・パニッシャーらと対峙。過去にハート王国女王と一度だけ対面し、彼女からは自身が成長するヒントを既に見出しているとされた。また、団長限定のクリスタル争奪チーム戦に参加し、ノゼル・ジャック・カイゼルとタッグを組むがドロシーの夢魔法内で放った闇纏・次元斬り 彼岸により両チームのクリスタルを破壊してしまったことで試合結果はドローとなった。ハート王国の精霊守による修行へは、アスタ・ネロ・ノエル・フィンラル・ラックを推薦し、後にマグナが強い志願を申し出たため彼も許諾。
半年の修行後、クローバー王国に現れ黒の暴牛団員を戦闘不能に追い込んでいくスペードの漆黒の三極性・ダンテの戦いに乱入し、アスタと共に共闘。修業の中で得たマナゾーンを駆使した新技で果敢に立ち向かい、新たな力を得たアスタと力を合わせてダンテを撃破する。しかし直後に現れた漆黒の三極性・ゼノンの骨魔法で拘束され、既に戦闘不能となり拘束されていたヴァンジャンスと共に、クリフォトの樹を作り出すために拉致され、スペード王国にて生贄として捧げられる。その間は意識を失っていたが自分の団員たちの声に目を覚まし、過去を思い出しながら笑みを浮かべた。ルチフェロの完全顕現の依代にされかけるもアスタによって助けられ、グレイの魔法で復活。ヴァンジャンスから全魔力を込めて作った刀を渡されるとナハトの危機を救い、ルチフェロにナハトとの連携で奮闘、ルチフェロからも力を認められる。そして駆けつけたアスタ、ユノと共に本気を出したルチフェロに挑む。ナハトとの連携攻撃でルチフェロを倒そうとするも背中から生えた腕によって胸を貫かれ致命傷を負う。真の悪魔同化を会得したアスタに助けられると残った力でアスタを援護した。その後はナハトと共に死にかけたがミモザの魔法によって一命を取り留める。そしてアスタに自分の刀を正式に譲渡した。
アスタの叙勲式でスペードの一件以降やたらと自分を避けるシャーロットを不思議がっていた所、側にいたフィンラルから自身が死にかけた際に告白されていたことを聞かされて動揺していた（それまで好意を寄せられたことがないらしく、シャーロットが自分に向けていた独特の氣を生理的な嫌悪だと思っていた）。

フィンラル・ルーラケイス（Finral Roulacase）
声 - 福山潤
魔道階域 - 第三域（ハート王国入国時）
2月6日生まれの21歳。身長173cm。血液型はA型。好きなものは女の子。魔法属性は「空間」。一等下級魔法騎士。「金色の夜明け」副団長ランギルスは自身の異母弟。
希少な空間魔法の使い手だが、空間移動魔法の使い勝手が良いためにいつもヤミにこき使われている。
変人揃いの「黒の暴牛」においては比較的まともな性格の青年だが、任務に支障をきたすほどの女好き。また臆病な面があり、物語初期はすぐに諦めたり、泣き言を言ったりしていた。海底神殿でのヴェットとの戦いからは自分が最強になるのではなく黒の暴牛を最強にすると決意する。黒の暴牛に入団して長いようで、他の団員にぞんざいな態度を取られると自分の方が先輩だと主張している。
攻撃型空間魔法の使い手を数多く輩出する名門貴族・ヴォード家の長男だが、喧嘩が苦手で攻撃魔法を習得できず、異母弟のランギルスと周囲から比較され続けた結果、劣等感を紛らわすために現在の性格になった。
前述の通り攻撃魔法は使えないが、空間魔法の瞬発力と正確さはヴェットにも認められるほど高く、王撰騎士団選抜試験でも味方を的確な位置に送り、今まで埋もれていたのが不思議だと実力を評価されている。互いの弱点を補えるアスタを「最強の相棒」と言っている。
王撰騎士団選抜試験では、レオ・ハモンとチームを組む。2回戦で暴走したランギルスの攻撃により瀕死の重傷を負うが、とどめを刺されそうになった所を間一髪で黒の暴牛メンバーに救われた。そのまま意識不明の状態で王都の病室に収容されていたが、転生魔法発動によるエルフたちの襲撃の際にヤミに叩き起こされる。
ランギルスの肉体に転生したラトリとの戦いでは団長であるヤミとジャックを上手く援護してランギルスの身体を乗っ取ったラトリを追い詰めた。ヤミの攻撃で暴走状態になったラトリを空間魔法で自分の目の前に連れてきてありったけの力で殴り飛ばし、「戻ってこい、ランギルス」と声を掛けて弟を取り戻し再度意識を失う。その後悪魔ザグレドが受肉を果たしたのと時を同じくしてネロに叩き起こされ、ルミエルの封印解除の補助を行った。
ザグレド撃退後はランギルスとある程度打ち解けており、自身の極度の女好きを「呪い」と冗談交じりで言われている。また、魔法騎士団に入団する前にヴォード家次期当主の許嫁であるフィーネスに相応しい男になると決意し、ナンパ癖を自制するようになる。
悪魔に関する調査のため、アスタ・ノエル・ミモザと共にハート王国へ入国するが、襲撃してきたガジャに対しノエル・ミモザとタッグを組んで交戦。
アニメオリジナルの半年間の修行編では、女性への耐性をつけるべく奮闘。ハート王国の精霊守による修行にはヤミの推薦で決定し、精霊守のスムリクと共に自らの空間魔法で仲間を守るためのさらなる力を付けていく。
ゼノンが黒の暴牛のアジトを強襲した際にはヤミを迎えに行っており、途中からヤミを連れて駆けつけた。ゼノンの攻撃からアスタを守るも、目の前でヤミを連れて行かれて意気消沈していたが、ナハトに煽られて黒の暴牛の仲間と修行し、スペード王国での戦いに駆けつける。ヤミの元へ向かう途中でランギルスとゼノンを見つけたことでランギルスの助太刀に入り共闘するも、空間魔法でも悪魔の心臓は破壊できず敗北する。ユノに助けられた後はセクレに傷を封印してもらい、黒の暴牛に再度合流した。

ゴードン・アグリッパ
声 - 松田健一郎
1月13日生まれの26歳。身長187cm。血液型はO型。好きなものは趣味の悪い人形コレクション、苺のショートケーキ。魔法属性は「毒」。
呪術魔法のエキスパート。黒の帽子を被りピエロのようなメイクをした人物で、常に小声でブツブツ呟いており、他者とコミュニケーションをとることが不可能。
呪詛を生業とする家に生まれ、魔法が悍ましい毒魔法だったことから周囲から疎外された過去を持つ。それゆえ寂しがり屋でみんなと仲良くしたいと思っているが、海底神殿の任務では日光が苦手で欠席し、小説版では黒の暴牛の団員で唯一出番がないなど、なかなか機会に恵まれない。
王撰騎士団が白夜の魔眼のアジトに到着する数時間前にヴァルトス・サリー・ラデスの急襲を受けるが、ゴーシュ・グレイ・ヘンリーと協力し退ける。ゴーシュがドロワの転生先となってエクラと共に襲撃してきた際には、アスタ・グレイ・ヘンリーらと共闘し転生を解くことに貢献。
ザグレド撃破後は、呪いについて調査するアスタの力になるため、呪詛魔法で人を苦しめると思い込んでいた実家へ協力を求める。実家の実情を知ってからは呪詛魔法会得のため実家で修業を始める。半年後、呪いを力に変える魔法を習得し、黒の暴牛の仲間と共にスペード王国の戦いに参加、ルチフェロと契約したモリスの魔力を吸収した。
実家の家族はペットも含め、全員彼と同じ顔となっている（アニメ版では担当声優も全員ゴードンと同じ松田健一郎が務めている）。ゴーシュからは血が繋がっていない夫婦ですら同じ顔であることを突っ込まれている。

マグナ・スウィング（Magna Swing）
声 - 室元気
魔道階域 - 第五域（半年間修業時）
4月7日生まれの18歳。身長169cm。血液型はB型。恵外界ラヤカ出身。好きなものは辛いもの、漢。魔法属性は「炎」。五等下級魔法騎士。
自称「ヤミの筆頭舎弟」。トサカのような髪形でサングラスをかけ、額に抜糸したような傷のあるチンピラ風の男。ガラは悪いが漢気が強く、新人の面倒見が良い。同じ田舎出身であるということもあり、アスタと意気投合する。ラックにはしょっちゅうちょっかいをかけられて喧嘩しているが、ラックの才能を一番認めており、ライバルだと思っている。
「炎魔法」の使い手で火球を投げたり打ったりする野球のような魔法を使う。魔力量が少ないため強力な魔法を乱発はできないが、遠距離・近距離双方で戦えるなど技巧派で魔法帝やノエルからは「見た目によらず器用」と評される。
愛箒は牛の骨でデコレーションされ団のシンボルの旗を掲げた「紅零爾威災駆乱号（クレイジーサイクロンごう）」。アスタには好評だったが、ノエルにはダサいと一蹴されていた。
王撰騎士団選抜試験では、ソル・キルシュとチームを組む。2回戦では中距離からの極殺消滅魔球でアスタの守りを掻い潜り魔晶石を攻撃するが、熱くなりやすい性格が災いし、ゾラに自分の魔法を反射され敗北。ゾラからは「引くべきところは引け」と罵倒された。
黒の暴牛において、王撰騎士団選抜試験を受験したものの中では唯一落選する（フィンラルは重症）。
パトリが魔石を使って転生魔法を発動させラックがルフルに支配された際には、アスタ・バネッサと共闘。誰よりもラックのことを知っていることを活かして戦闘し、転生魔法を解くことに貢献した。
ドロシーに転生したレーヴの「幻惑の界」にラック・バネッサ・チャーミー・サリーと共に引きずり込まれた際、ヤミ団長との夜更かしでは寝たことがないと言っていた。また、「幻惑の界」内では自身の炎魔法が脱出に貢献しており、ラックと共にレーヴを気絶まで追い込んだ。
アニメオリジナルの半年間の修行編では、ハート王国の精霊守による修行には魔が少ないことで推薦されなかったが、ラックに置いて行かれることを良しとせず自らヤミに志願し許諾された。ロロペチカには精霊守のフローガを指名されたが、ラックと共に強くなりたいと懇願しガジャの手ほどきで術式の特訓をするも、魔力量が少なすぎることと魔導階域が五であるため習得に必要な強さまで至っておらず、悔やみながら修行場を去っていった。その後ゾラに頼み込んで独自の魔言術式を会得するため修行していたが、ダンテの強襲時には術式が完成してなかったため何もできなかった。術式完成後はゾラと共にスペード王国へ向かい、追い詰められたジャックを助けてダンテと交戦する。新技「魂鎖炎死決闘」で不意を突くが、再生できるダンテに徐々に押されていく。それでも根性で立ち向かい、魔力が切れた彼を殴り倒した。その後は黒の暴牛の仲間たちと合流しつつヤミの元に向かった。

バネッサ・エノテーカ（Vanessa Enoteca）
声 - 水樹奈々
魔道階域 – 冥域
5月16日生まれの24歳。身長170cm。血液型はO型。好きなものはお酒、チーズなどのおつまみ。魔法属性は「糸」。
酒好きの魔女（ヤミ曰くすぐに酔って使い物にならなくなる）。抜群のプロポーションであるが羞恥心は皆無で、アジト内では常に下着姿で闊歩している。
任務から帰還し報酬を得たアスタとノエルを連れて闇市（ブラックマーケット）を訪れ、成り行きで窃盗犯に襲われ毒に犯されたセッケに軟膏を処方した。
「糸魔法」の使い手で、攻撃力は低いが糸が細すぎるためほぼ目で捕えられず魔力感知もできない。
魔女の森の出身。いずれ開花するはずの魔法の才能を見込まれ、魔女王の所有物として幽閉されていたが、武者修行中のヤミに檻を破壊され、彼の言葉に勇気づけられて脱走した過去がある。その出来事からヤミに惹かれており、ヤミに惚れているシャーロットと対峙した際は無意識に負けてはいけない相手と認識している。
海底神殿では敵の一人を返り討ちにし白夜の魔眼が襲撃したことを知るとヴェットに追い詰められたアスタたちのもとへ駆けつけ、フィンラルと共にアスタを援護して勝利する。両腕に重傷を負ったアスタを治すため故郷の魔女の森に戻り、魔女王に直談判するが聞き入れてもらえず、逆にアスタの反魔法の力を奪われそうになるが、「運命の赤い糸」の能力が発現し、魔女王に勝利して真に自由の身となった。
クローバー王国の魔導騎士たちがエルフに転生した中で、超高速で移動するルフル、「幻惑の界」内を支配するレーヴなどの攻撃にも「運命の赤い糸」による絶対回避能力をいかんなく発揮して仲間たちのサポートを行っている。
アジトに襲撃してきたダンテと仲間たちと共に交戦し、ルージュの力で援護していたが彼の圧倒的な魔力によって一瞬で魔力を全て消費された。その後冥域であることから彼に妻になるよう求められる。暴走したアスタや駆けつけたヤミのお陰で助かるも、ゼノンによって目の前でヤミを連れて行かれてしまい、他の仲間と意気消沈するもナハトに煽られてやる気を取り戻す。スペード王国との戦いに黒の暴牛の仲間と駆けつけた。モリスやルチフェロとの戦いではルージュの力で仲間たちを守っていたが、不完全ながらも顕現したルチフェロによって追い詰められ、ヤミをルージュで何とか守った。

ラック・ボルティア（Luck Voltia）
声 - 村瀬歩
魔道階域 - 第一域（ハート王国編半年後）
10月11日生まれの18歳。身長167cm。血液型はO型。平界イボン出身。好きなものは強い者、ちょっかい。魔法属性は「雷」。五等下級魔法騎士。
笑顔の戦闘狂。小柄で童顔な青年だが、非常に好戦的。魔法騎士団の入団試験で対戦相手を必要以上に叩きのめしたことから「狂喜のラック」と呼ばれる。マグナをワザと怒らせて喧嘩をすることが多いが、入団当初から「きっと危険な（面白い）存在になる」と見込んでおり、「一番最初の友達」と大事に思っている。
幼い頃はヒステリックな母親（声 - 関根有咲）に疎まれていたが、学校で貴族に勝ったことで一転して褒められるようになる。その母親が急逝し、「これからも勝ち続けなさい」という生前の言葉に縛られ、独りで戦って勝利することにこだわり続けるようになった。しかし、アスタたちとの出会いで協調性が芽生え始める。
雷の魔力を身に纏う「雷魔法」の使い手。身軽な上に魔力の感知能力がずば抜けて高く、性格が破綻していなければどの団でも引く手数多だった。
魔宮攻略当初はアスタ、ノエルと共に行動していたが、魔力を感知したことで単独でロータスたちのいる所へ向かう。ロータスとの戦闘では部下を圧倒し、ロータスとも激闘を繰り広げるが、部下との戦闘時に仕掛けた魔法の影響もあり追い詰められる。窮地をアスタによって救われ、アスタとノエルと協力したことで強調性が芽生える。
海底神殿では敵の一人を一瞬で倒し、マグナと共にジオと戦うもヴェットの襲撃を受ける。ヴェットの一撃を受け重症を負うも、ヤミの言葉とアスタの先輩としての思いからマグナと共に挑み善戦するが敗北する。
王撰騎士団選出試験ではプーリ・クラウスとチームを組む。1回戦ではチームプレーで勝利を収めるも2回戦でリルのチームに敗北。フィンラルにとどめを刺そうとしたランギルスを他のメンバーと共に止めた。
王撰騎士に選抜され、白夜の魔眼のアジト襲撃に参加。しかし、転生魔法の発動によりエルフの「ルフル」に乗っ取られてノエルたちを襲う。ノエルたちに逃げられた後は平界の町を襲い駆け付けたマグナ・バネッサと交戦。圧倒するも、ラックと違いマグナの性格を知らなかったため拘束される。しかし、さらに魔力を跳ね上げて拘束を解除し追い詰めるが、駆けつけたアスタも加わり激闘の末、敗北する。それでも諦めずさらに凶悪な何かになりかけるもアスタの言葉を聴き、「君たちのような人間と友達になりたかった」と述べて転生魔法を解除される。それと同時に黒の暴牛との記憶を思い出し、母に礼と別れを告げて元に戻った。その後、ドロシーに転生したレーヴの「幻惑の界」にマグナ・バネッサ・チャーミー・サリーと共に引きずり込まれた際、自身がルフルと肉体を一時共有していた経験を活かし、脱出の策として本物のドロシー・アンズワーズをレーヴに連想させることを提案した。「幻惑の界」崩壊後は、マグナと共にレーヴを気絶まで追い込んだ。
アニメオリジナルの半年間の修行編では、ハート王国の精霊守による修行にはヤミに推薦され、ガジャの下で術式を会得。
半年後、レオポルドと共に第二域以下のスペード王国の魔導士を撃破するほどに成長し、ガジャが習得に2年かかった真魔法をこの短期間で習得するなど目覚ましい成長を遂げている。この実力を以て、ハート王国に現れた漆黒の三極性・ヴァニカの部下である漆黒の使徒・スヴェンキンを真雷魔法で撃破した。しかし何度でも立ち上がる漆黒の使徒に苦戦を強いられ、ヴァニカがロロペチカを誘拐して去ると同時に呪いの爆弾の爆発に巻き込まれるも、辛うじて生存しパトリらによりエルフの里へ運ばれ、さらに強くなるためエルフの究極魔法を用いた特訓を開始し、スペード王国にて戦線復帰。中級悪魔数体を一瞬で撃破した。道中でマグナの魔力を感じ、マグナやアスタたちと合流する。アスタと共にノエルの元へ駆けつけるとガシャと共に敵の兵隊を蹴散らし、ノエルの道を作った。その後黒の暴牛の仲間たちと合流しながらヤミの元へ向かった。

ゴーシュ・アドレイ（Gosh Adley）
声 - 日野聡、景山梨彩（11歳・少年）
6月27日生まれの19歳。身長181cm。血液型はB型。好きなものはマリー。魔法属性は「鏡」。
元囚人。パーマのかかった髪で左目は隠れている。左目は魔力を蓄える鏡魔導具で奥の手として使う。
病的なまでに妹のマリーを溺愛する、どシスコン。妹を「天使」「女神」と称し、常に妹の写真を持ち歩き自慢するだけに留まらず、写真を見ては鼻血を垂らしている。
「鏡魔法」の使い手で、鏡から自分の写し身をつくりだして戦う。黒の暴牛の中では一番頭が良く、戦い方も上手い。
貴族の家の生まれだったが、両親が事故死した際に財産を乗っ取られて家から追い出された。生きるために犯罪にも手を染め過酷な日々を送った末に人間不信に陥って、「マリーが自分の全て、マリーさえいれば他の人間などどうでもよい」という現在の性格が形成されるに至った。脱獄してマリーの下へ向かおうとした際に追っ手として派遣されたヤミと交戦するが、敗北後に勧誘を受けて黒の暴牛に入った。本人は気づいていないがその後マリーのお願いでグレイを助けており、それがグレイが黒の暴牛が入るきっかけとなっている。
ヤミには感謝しているものの、他人のことは信用せず自分一人の力で戦っていたが、アスタたちとの出会いで少しずつ協調性が芽生え始める。
マリーに会いに来た際に仲良くなっていたアスタに嫉妬し、彼の寝込みを襲っていた際にマリーが連れ去られたことを知り、アスタ、テリジアと共に子供たちの所へと向かうも、他の子供を助けようとした2人と別行動になる。マリーが怪我した姿に激怒し、ネージュを圧倒するも続いて現れたサリーとの相性の悪さからマリーを連れて逃げる。しかしマリーにお願いされ、マリーを安全な場所に置くとアスタたちのもとへと戻りアスタと共闘、サリーたちを追い詰める。続いて現れたリヒト（パトリ）に襲われるもヤミの助太刀によって助かり、フィンラルの魔法で逃げることに成功する。逃げた先でみんなから魔力を分け与えられるとフィンラルに頭を下げてヤミたちのもとへ向かい敵の攻撃を跳ね返してリヒトを倒すことに成功する。しかし、その場に現れた三魔眼に襲われてしまい、窮地を他の団長に救われた。海底神殿では敵の1人と一瞬で倒し、白夜の魔眼の1人も倒したが、敵の罠にかかり拘束されるも、機転でチャーミーを起こすことに成功し勝利する（アニメではさらにその後アスタたちのもとへ駆けつけた）。王撰騎士団が白夜の魔眼のアジトに到着する数時間前にヴァルトス・サリー・ラデスの急襲を受けるが、グレイ・ゴードン・ヘンリーと協力し退ける。しかし、転生魔法の発動によりエルフの「ドロワ」に乗っ取られてグレイたちを襲う。その後パトリらと合流し、同じくエルフ「エクラ」の転生先となり乗っ取られたマリーとともにアスタらを襲うも、アスタの攻撃で正気を取り戻した。
アニメオリジナルの半年間の修行編では、デビル・パニッシャーにマリーが誘拐されたことで激怒。また、素顔を見せることを未だ恥とするグレイの特訓に付き合っていた。
修業後に黒の暴牛アジトへ襲撃してきた漆黒の三極性の一角・ダンテと交戦するが、重力魔法により生成された巨大な石の剣により胴体を貫かれ致命傷を負う。グレイの魔法により一命は取り留めるが、途中で乱入してきたヤミが攫われてしまったことで失意に落ち、現れた副団長のナハトにも厳しい言葉を浴びせられる。その後スペード王国での戦いに駆けつけ、グレイとの連携でルミフェロと契約したモリスの魔法を無力化した。

チャーミー・パピットソン（Charmy Papittson）
声 - 安野希世乃
6月3日生まれの19歳。身長142cm。血液型はA型。出身地不明。好きなものは食べ物。魔法属性は「綿」と「食」。
止まらない食いしん坊。おデコが特徴的で、小柄な女の子。ヤミの回想では、とある森でヤミの罠にかかってしまい、そのまま入団した。
食事が好きな大食いで、基本的に毎日アジトで食事をしているだけ。人に食べ物を勧めることが多いが、自分の分の食べ物を取られると激怒する。
「綿魔法」の使い手で、綿から創られる羊は白夜の魔眼の魔道士を一撃で倒す攻撃力を持つ以外にも、魔力を回復させる料理を作ったり、綿で包んだものを小さくして、潜入・敵の拘束をするなど「実はすごい」「めちゃくちゃな魔法」と評される。実はかつて存在したエルフとは別の異種族であるドワーフ族との混血で、混血の特徴として「綿魔法」とは別に相手の魔法を食い尽くす「食魔法」を使うこともできるが、本人はそのことを知らなかった。ドワーフの力を使用する時は体格も大きくなり、口調も荒々しい物に変わる。その魔法はエルフに転生したリル（リラ）を気絶まで追い込むほど。
王都での活躍が認められ、一等下級魔法騎士に昇格した。ユノを「救食の王子」と呼んで好意を抱くようになる。
アニメオリジナルの半年間の修行編では、ハート王国の精霊守による修行の場になぜか訪れており、ロロペチカや精霊守からは王女のペット扱いされていた。修業では、精霊守のポトロフの下で遊び半分ながら一瞬で術式を会得した。
半年後には、ハート王国の豊富な自然に魅了され作物を食い漁っており、体型もまるまると太っていた。ハート王国を襲撃してきたハールベートを魔言術式を用いた食魔法で撃破。その後はヴァニカの魔法で爆弾と化したハールベートをやり過ごし、パトリらによりエルフの秘境・エリュシアに搬送されエルフの究極魔法によりさらなる力を得て、スペード王国に戦線復帰。その後黒の暴牛の仲間たちと合流しつつヤミの元へ向かった。

グレイ（Grey）（本名不詳）
声 - 高橋未奈美、赤坂柾之（巨人時）
魔道階域 – 冥域
2月20日生まれの24歳。身長159cm。血液型はAB型。好きなものは変身してその人物になりきること、ミルク。魔法属性は「変身」。
ショートカットの女性だが、極度の恥ずかしがり屋で変身していないと人前に出られない。アジト内では顔が陰に隠れた巨人に変身し、任務などで他人とコミュニケーションをとる際には他の団員に変身しておどけた挙動をとる。
元はとある貴族の家の生まれだが、義母や義姉たちから虐めを受け続け、家を飛び出した際に強盗に襲われそうになったところをゴーシュに助けられた過去がある。それ故自分を変えるきっかけを作ってくれたゴーシュには恩義を抱いている。
「変身魔法」は他の魔導士も扱うことができるが、あくまで自分の姿を変える程度なのに対し、彼女の魔法は自分の姿のみならず、無機物・魔法などあらゆるものを別のものに変えることができる。グレイの傷を癒した後に冥域であることが発覚し、彼女の本当の魔法は今までに類を見ない錬成魔法。
海底神殿での戦いで他の団員に素顔を知られてからは、仲間の前では本当の自分でいなければと決意して、素顔でコミュニケーションをとろうとしている。王撰騎士団選抜試験には抜擢されなかったが、王撰騎士団が白夜の魔眼のアジトに到着する数時間前に黒の暴牛アジトに襲撃してきたラデス・ヴァルトス・サリーを、ゴーシュ・ゴードン・ヘンリーと共に撃退。
ゴーシュがドロワの転生先となってエクラと共に襲撃してきた際には、アスタ・グレイ・ヘンリーらと共闘し転生解除へ導いた。この戦いの中では自身のマジックコンバートでドロワから仲間をサポートすることに貢献していた。
ダンテが黒の暴牛アジトを急襲し、ゴーシュが瀕死の重傷を負った際には、彼を助けたいという思いからゴーシュに突き刺さった岩石の剣を消滅させ、傷口を塞ぐなど新たな魔法を身に着けた。しかし結果的には途中で乱入したヤミを攫われてしまう。
黒の暴牛団員を罵るナハトに人を見た目で判断してほしくないとするが、あえなく一蹴される。スペード王国との戦いに黒の暴牛の仲間と共に駆けつけ、ルチフェロと契約したモリスの魔法をゴーシュとの連携で無力化した。

ゾラ・イデアーレ
声 - 緑川光、水樹奈々（少年）
12月19日生まれの25歳。身長は176cm。血液型はA型。好きなものはシチュー、父さん。魔法属性は「灰」。
ボサボサの髪に黒いマスクで口元を覆った魔道士。王撰騎士団選抜試験開始前に「紫苑の鯱」副団長のザクスに重傷を負わせ、魔法騎士団のローブを奪うことでザクスに成り代わり王撰騎士団選抜試験に参加、アスタ・ミモザとチームを組む。
「灰魔法」の使い手で、灰を使って魔法陣を描き一定の条件下で発動させる罠（トラップ）魔法を得意としている。多用するのは地形や物体に魔法陣を描くことで特定の条件下で発動させ、相手の魔法を倍加して跳ね返すカウンター罠魔法。このカウンター罠魔法は人間が長い歴史の中で努力の末に作り上げた異端な魔法で、500年前の存在であるエルフはこの存在を認知していない。大規模な罠魔法を仕掛けるのには、時間と魔力が必要ながらも、魔法陣を空中に設置することで空中にも罠を仕掛けることができ、また撥ね返した魔法は撥ね返した魔法の効果も真似ができる。さらに本来魔力の少ない者が扱えない魔言術式を、微弱な魔力で作ることで消えずに残る特徴を利用して前もって時間をかけて術式を作ることで物にしている。
人を食ったような態度で、試合中でも相手の感情を逆なでするような行動を取ったりチームメイトへの被害もお構いなしに罠を仕掛ける、敗北した相手を容赦なく罵倒するなど問題行動が多いが、言っていること自体は的を射た正論が多いため、アスタを始め、ほとんどの者が反論できていない。
幼少時は大人しい無口な少年で、奮闘努力の末に下民初の魔法騎士として「紫苑の鯱」に入団した父親を尊敬していた。しかし、下民が魔法騎士として活躍することを快く思わぬ貴族の同僚に父親が戦場で後ろから撃たれて死亡し、それ以来、権力を笠に着て横暴に振舞う魔法騎士団員を叩きのめす無頼の日々を送っていた。その過程でヤミに出会って気に入られ黒の暴牛入りを認められるも、形だけ所属している幽霊団員扱いで、同じ黒の暴牛の団員のマグナやラックですら存在を知らなかった。
王撰騎士団選抜試験でも、「茶化しに来た」と不真面目な態度だったが、父親と同じことを言うアスタに心を動かされ、アスタに悪態を吐きつつも協力していく。ランギルスたちのチームと引き分けた際は敵味方の問題点を指摘した後に「もっと仲間を信じるべきだった」と自省している。
本人は王撰騎士団に合格するつもりは全く無く、ユリウスからは罠魔法とその知識を評価されても乗り気ではなかったが、去り際に父親を知っていた彼から星のシステムが元々父と同じような人物を評価するために作られたと聞かされ、ヤミから勧誘されていたのを知っていたユリウスに自分の団のローブを身につけても良いのではないかと言われる。結果として王撰騎士団選抜試験に合格しており、自身が真の魔法騎士になるべく、王撰騎士団の結成の場で改めて黒の暴牛の一員として王撰騎士団に加入する。なお、この時からゾラとして行動しており、アスタを「クソチビ後輩」と呼んでいる。
王撰騎士団として白夜の魔眼アジトに突入した際には、メレオレオナ・アスタと共に行動しサードアイのライアと遭遇。ライアと戦闘し圧倒的優位に立つメレオレオナのことを「怪物」「化物」と呼称していた。魔石により転生魔法が発動したライアと新たに現れたエルフ4名からメレオレオナにより逃がされた後、アスタにメレオレオナの覚悟を無駄にするなと発言しており、仲間意識は強い様子を見せている。アスタの説得でエルフ5人が同時攻撃を仕掛けてくるタイミングで気絶したメレオレオナの前に再び現れ、ライアたちの複合魔法「魔調の五重奏」をカウンター罠魔法で2倍に、それをアスタがゾラへ跳ね返し再びカウンター罠魔法で4倍にして返すという荒業を披露しメレオレオナと共に撤退した。
エルフを食い止めるためにアスタやノゼルらと共にクローバー王国に戻った際には、城で合流したヤミに悪態をつくも「誰だっけ」と返され、ヤミをテキトー団長と呼び、ローブを寄越した責任取れとキレた。シルヴァ家で境地に陥ったノエル・ノゼルらの前に出現し、エルフの攻撃をカウンター罠魔法で跳ね返し救う。エルフたちが前述のようにカウンター罠魔法を知らないことを活かし、ノエル・ノゼルの攻撃を倍にしてエルフらに命中させ勝利した。
エルフの騒動後は再び個人で修行をしていたが、その場に訪れたマグナに術式を教えて欲しいと頼まれ了承する。修行の最中にダンテがアジトを強襲した際には茂みに隠れてやり過ごし、飛び出そうとするマグナを引き止めた。アスタに僅かに遅れる形でダンテに追い詰められたジャックの元にマグナと共に現れ、マグナの戦いを見守る。マグナの勝利後は黒の暴牛の仲間たちと合流しつつヤミの元へ向かった。ルチフェロが不完全ながらも顕現した際にはアスタを庇い、ネロとの強力でルチフェロの一撃を防ぎ切った。

ヘンリー・レゴラント
声 - 斎賀みつき
2月12日生まれの26歳。身長は190cm。血液型はAB型。好きなものは小動物、黒の暴牛のみんなの団欒。魔法属性は「組換」。
黒の暴牛アジトにいると噂されていた「幽霊」の正体。間延びした口調が特徴。
他者から魔力を少しずつもらわないと生きていけない特性故、数年前までは家で寝たきりの状態だった。人前に姿を出すことはなく、団員のほとんどが存在を知らずに「アジトの内部が知らない間に動いてるのはアジトを操る幽霊がいるから」と噂話になる。
特定の場所や物を使役する「組換魔法」の使い手で、建物の構造を自在に組み替える。日頃から自分が慣れ親しんだり、魔法を注いでいるものに絶大な効力を発揮し大規模な魔法を使うことができる。
呪いが原因で人と関わることもできず、両親もいつしか姿を消してしまい、死を待つだけになっていたところにアジト用の建物を探していたヤミの提案で家をアジトとして提供し、そこに住む黒の暴牛団員の魔力をもらうことで生き長らえるようになった。そのため団員全員に恩義を感じ、たとえ存在を知られていなくても大事な仲間と思っている。
白夜の魔眼がアジトを襲撃した際に、追い詰められたゴーシュたちの前に姿を現し、白夜の魔眼を圧倒した。その後は黒の暴牛の仲間と共にエルフの転生先となった魔導騎士たちがクローバー王国を襲撃した所に駆けつけ、ゴーシュを救出した。その後はアスタたちを先に進ませるためにエルフたちの相手をした。
ダンテがギルドを襲撃した際には圧倒的な実力差に何もできなかったが、スペード王国に駆けつけた際はルチフェロと契約したモリスの魔力を、ゴードンの協力で吸収して自分のものしたことで圧倒した。さらにルチフェロがクリフォトの樹と多数の悪魔を依代に巨大な姿で顕現した際には城そのものをアジトにすることで操り、時間を稼いだ。

ナハト・ファウスト
声 - 下野紘
「黒の暴牛」の副団長。魔法属性は「影」。
4月30日生まれの29歳　身長は180cm。
常に笑顔のような表情で細目のポニーテールが特徴的。過去に悪魔との因縁があり、それを象徴するペンダントを4つ身に着けている。
ヤミによって副団長に任命されたが「ヤミのことが嫌い」という理由をつけて就任後一度しかアジトに顔を出していないため、アスタたち現在の団員には存在すら知られておらず、他の団長もナハトのことは知らず、ナハトの存在を知っていた魔法帝もナハトが悪魔憑きであることは知らなかった。本人曰く、「魔法騎士として動ければ何でもいい。副団長ともなれば自由に色々できて便利」。長らくスペード王国での潜入調査を続けており、スペード王国内のレジスタンスと協力体制を築いている。
自由を好まず、自ら良い人物を装うことが楽だとし、「始めからずっと良い人間が一番偉い」を持論とする。自由を楽としていたヤミとは正反対の生き方をしており、ヤミをはじめとした黒の暴牛団の大半のメンバーなどしっかりとしていない者を毛嫌い、「黒の暴牛は嫌い」と言い切るほど（事実アスタが来るまで様々な問題を起こしていたため、彼の意見は厳しいながらも正論である）。非常に高い実力を持っているが、漆黒の三極性に勝てない、自分の限界を知っているなど、「限界を越える」ことがモットーのヤミとはかなり対照的な考えの持ち主。アスタのことは他の黒の暴牛の団員と違って「良い人間」であると述べ、反魔法のこともあって期待している様子を見せており、リーベと友達になった際には愚かだが正しいと笑顔で彼の考えを認めた。
アスタと同じく悪魔憑きで、ギデモロをはじめとした4体の悪魔を従魔の儀により契約し従えている。元は貴族の名家ファウスト家の出身で、魔法騎士団に入る前は金髪の長髪で性格や素行も悪く周りからも快く思われていなかった。ヤミとはお互いに魔法騎士団に入る前からのワル仲間的存在であった。自分と対照的な双子の弟モルゲンにコンプレックスを抱きファウスト家も自身ではなく弟のモルゲンが継げば良いと思っていたが、18歳になった際にファウスト家が密かに研究していた悪魔学の技術を伝承される。以降、悪魔学に傾倒して若くして悪魔4体を使役するほどの才能を発揮し両親から「天才」と言われるが、調子に乗って自分自身の限界を越えようとして、挑んだ最上級悪魔との契約に失敗し、儀式を止めようとしたモルゲンのおかげで自身は命拾いするも家族は全て死亡するという結果に終わる。今わの際のモルゲンの言葉で、彼に抱いていた感情が嫉妬ではなく憧憬であることに気付かされたナハトは、「俺は死んでも 俺は俺を赦さない」と自身を戒めるようになり、「オレは悪を正そうだなんて思っていない」「悪が善人に手をかける前に殺す」という信念を持つようになり、一生をかけた自戒のためヤミから「将来魔法騎士団を作った時には、副団長になって俺と一緒に笑われろ」という誘いを受け「黒の暴牛」副団長になり、容姿も生前のモルゲンのそれに変えた。ヤミのことも本心から嫌っているわけではなく、ヤミを見ていると昔の自分を思い出すという理由からである。
ダンテに完敗したアスタの前に現れ、悪魔の力の使い方の指導者として名乗りを挙げ、彼を連れて魔法騎士団会議に乱入。これまでの潜入活動で得た情報を教えた。その傍らでヤミの誘拐を許してしまった黒の暴牛団員らに厳しい言葉を浴びせる。
アスタの力を引き出すため、従魔の儀を用いてリーベを魔導書から引き出すが、アスタが「友達」という異端の形で契約を交わしたことに驚かされる。その後悪魔同化の実戦修行を行い、自身のマナゾーンを用いた影魔法を突破する力のきっかけを引き出すことはできたものの、期限である2日の中でアスタの完全な悪魔同化の力を引き出すことはできずに終わった。
そしてスペード王国へ攻め込む当日、ユノ、フエゴレオン、ノゼル、ジャック、ランギルス、シャーロット、ドロシー、リル、セッケ、マクサ、ラデス、サリー、ヴァルトス、メレオレオナを引き連れ王国へ侵入し、一部団員を漆黒の使徒らと交戦させつつ漆黒の三極性との交戦へ向かい、自身はヤミを連れ去ったダンテの下へジャックと共に辿り着く。ジャックの裂断魔法の適応力を頼りに、悪魔同化で耐えつつ彼を煽ることで重力魔法を切り裂かせる。しかし戦闘の最中でクリフォトの樹がモリスの手により予定よりも早いスパンで成長していることを察知し、冥府の門から現れた2体の最上級悪魔と100%の力を引き出したダンテを前に、勝つために死ぬことを決意。ダンテの相手をジャックに任せて自身は最上級悪魔の足止めをするも圧倒され、二度と言わないと誓っていた「今ここで限界を越える」ことで、自分を生贄に相手を道連れにしようとするも失敗する。そのまま殺されそうになるがアスタによって助けられ、彼を援護した。アスタと共にダンテの元まで向かった際に合流したラックの頼みでミモザを連れてきたことにより、瀕死のガジャたちを助けることに成功した。その後モリスや顕現しようとしたルチフェロと戦う黒の暴牛を認めた。ルチフェロが不完全ながらも顕現した際には限界のアスタを援護するべく立ち向かうも一蹴され殺されそうになるが復活したヤミによって助けられる。自身の行いで彼と親しかったモルゲンを殺してしまった負い目や大切な友人であることから自分を庇うなと告げるも、ヤミから友達を出すのに理由なんていらないと返され、ヤミと共にルチフェロと交戦する。さらには駆けつけたアスタやユノとも共闘し、途中で胸を貫かれる致命傷を負いながらもヤミと共にアスタを助けた。その後は死にかけたがミモザの魔法で復活を果たした後、ユノをシエルと会わせた。

アスタ
#主要人物を参照。

ノエル・シルヴァ
#主要人物を参照。

ネロ / セクレ・スワロテイル
#500年前の人物を参照。

##### 金色の夜明け
シンボルは太陽。シンボルカラーは金色。現最強を謳われる魔法騎士団。団員は貴族のエリートのみで構成されているが、その実力を買われたことで下民のユノは入団を果たした。ヴァンジャンスが魔法帝に対する恩返しとして有能な人材を集める目的以外に、リヒト（パトリ）がエルフたちに似た存在の魔法騎士を一か所に集める目的があり、ローブのデザインは皮肉を込めてテティアの兄が着ていた服装を模している。実際、パトリが転生魔法を発動した際には金色の夜明けの団員のほとんどがエルフに転生していた。エルフを巡る一連の騒動後はヴァンジャンスの提案で体内に残るエルフの魔力をコントロールする修行が行われるが、約半年後に冥域の魔導士を狙って襲撃してきたスペード王国の漆黒の三極性・ゼノン率いる悪魔憑きの魔導士たちによりヴァンジャンスは拉致され団員の半数が殺害されるなど壊滅的な被害を受ける。
ウィリアム・ヴァンジャンス（William Vangeance）
声 - 小野大輔、小若和郁那（10歳）
魔道階域 - 冥域
12月24日生まれの26歳。身長172cm。血液型はO型。好きなものは小鳥。魔法属性は「世界樹」。
「金色の夜明け」の団長。次期魔法帝の最有力候補で魔法帝に最も近い男。羽の付いた兜と外套を身につけている。
魔力を吸収して育つ樹を生み出す「世界樹魔法」の使い手。他人の魔力を利用するため一人では到底発動できない大規模な魔法を使える。
仮面の下は生まれつきの黒々とした傷のような跡があり、周囲の人間から「呪われた子」と呼ばれ不気味がられていた。ドロシーによれば全ての呪いの原点は悪魔・メギキュラによるものであるとされたため、ヴァンジャンス本人の呪いも間接的にメギキュラが影響している。
元は貴族の落胤で幼い頃は恵外界で暮らし、8歳の頃に貴族として迎えられ、子供の頃に出会ったユリウスに恩義を感じており忠義を尽くしている。またユノの実力を評価し、その成長に期待しており、下民であることを理由に非難する部下をたしなめることもある。
実は一つの肉体にヴァンジャンスとリヒト（パトリ）の二人の魂を宿しており、子供の頃から自分の体の中にもう一つの魂が眠っているのを感じていたが、周囲にはそのことを一切洩らさず密かに守り、リヒト（パトリ）が完全に目覚めた以降は、それぞれ魔法騎士団団長や白夜の魔眼の頭首として互いに入れ換わりながら過ごした。王撰騎士団が白夜の魔眼のアジトを襲撃したのと時を同じくしてユリウスに正体を明かし、ユリウスに自身を助けてくれた恩や尊敬する気持ちは変わらないこと、そして古くからの大切な友人であるリヒト（パトリ）の人間に対する憎しみを理解していることを伝え、ユリウスとリヒト（パトリ）の二人に決着を委ねた。ザグレド消滅後はパトリの依頼で彼の転生魔法が解除されたことで人格を取り戻し、エルフの暴走鎮圧に貢献した。このとき、これまでは魂でしか疎通ができなかったパトリと初めて生身の肉体で対面することができ、共に背負った罪を償っていくことを決意した。その後は生存していたユリウスと対面し、彼の裁量で再び魔法騎士として活動することとなる。なお、これ以降は頭部の呪いの痣を隠す仮面は着用していない。
アニメオリジナルの半年間の修行編では、団長限定のクリスタル争奪チーム戦に参加し、フエゴレオン・ドロシー・シャーロットとタッグを組む。開幕から魔樹降臨で奇襲をしかけ、ミスティルテインの大樹で敵チームの動きを攪乱・封じるなど、世界樹魔法の範囲と能力を存分に奮って戦場の制圧に終始徹底した。新たに行われた入団試験は前回と同じく取り仕切り、魔樹降臨により試験を開始している。ハート王国の精霊守による修行にはユノとミモザを推薦したが、ユノには拒否されている。ランギルスが副団長の職務に中々復帰しない中で、彼がユノとの手合わせを行った際に静止することはなかった。
半年後、スペード王国の漆黒の三極性の一角・ゼノンにより冥域の魔導士として狙われ、金色の夜明けアジトが襲撃される。ゼノンの骨魔法に団員たちを守りつつ自身の夢である金色の夜明け団を守るべく立ち向かうが、悪魔憑きの魔力に圧倒され瀕死の状態で束縛されてしまう。ゼノンがユノたちにも致命傷を負わせ自身を誘拐していく際に、世界樹魔法を放って死亡していない金色の夜明け団員の半数程度を回復させた。ヤミも同時に誘拐され、スペード王国にてクリフォトの樹の生贄に捧げられる。モリスの敗北後、ヤミや多数の悪魔と共にルチフェロの依代にされるもアスタによって助けられる。その後自分の全魔力で刀を作り、復活したヤミに託した。
「審判の日」ではかつてのユリウスへの恩に報いるべくルシウスに立ち向かうも一蹴され、自分を超える実力を見せたユノを金色の夜明けの団長として認める。

ランギルス・ヴォード
声 - 石川界人
9月27日生まれの20歳。身長166cm。血液型はO型。好きなものは皮肉、チェリータルト。魔法属性は「空間」。一等上級魔法騎士。
「金色の夜明け」の副団長。フィンラルの異母弟。
幼少期から兄以上の才能を発揮し、当主候補となった。やや傲慢かつ尊大な性格で、非常時には民を犠牲にすることも厭わない。出来の悪い兄を見下しているが、実は優しく周りに好かれている兄にコンプレックスがあり、両親の態度から自分は兄よりすべて優れていなければ愛されないと思っている。
空間を削り取る攻撃的な「空間魔法」の使い手。通常の防御魔法では防げないが必要以上に破壊してしまうこともある。エルフに転生後は空間魔法が襲ってきた敵を自動的に攻撃する。
王撰騎士団選抜試験ではセッケ・フラギルとチームを組む。強力な空間魔法で1回戦を突破するも、2回戦でのフィンラルとの戦闘においてコンプレックスが爆発し、三魔眼と同じような異常な魔力を放出してフィンラルに瀕死の重傷を負わせる。決着後も執拗に攻撃を行おうとしたことでアスタ・マグナ・ラック・ユリウスに制止され、そのままアスタたちのチームと試合を行うことになる。空間魔法でアスタを追い詰めるも、自身の魔法を跳ね返したゾラや反魔法を解放したアスタと引き分け、選抜試験後は事情聴取のために連行された。
実は転生魔法の影響が人間の際にも出ており、転生魔法の発動によりエルフの「ラトリ」に乗っ取られる。その際にランギルス自身の人格が「兄さん」とフィンラルに呼びかけると同時にヤミによってフィンラルが目覚め、ランギルスを助けるために行動する。他の仲間と共に王城を襲い、その場にいた両親や王を追い詰め殺そうとするもヤミ・ジャック・フィンラルの三人に止められる。ヤミの攻撃で暴走状態になるも、隙を突いたフィンラルに殴られて最終的にはラトリの魂から解放された。
エルフ事件後はフィンラルを兄としてある程度認めており、彼をからかうような態度をとるようになった。
アニメオリジナルの半年間の修行編では、副団長の職務を行っておらず長期の休暇を取っているような状態となっている。叙勲式で同じ団のユノが自身と同じ一等上級魔法騎士に昇格したことで、団員の間で次期副団長候補にユノの名が上がると、彼がいずれ魔法帝となるためまずは金色の団長となると発言したことを思い出し、彼に1vs1の手合わせと称した一騎打ちを「負けた方は団を去る」という条件付きで求める。ユノがこれに応じたことで互いに本気の戦いを繰り広げることとなるが、序盤は自身の本気を出しておらず負けて団を去るつもりでいた。しかしユノの言葉で自らも本気を出し、かつてラトリが憑依していた際のオートガード能力を用いて、スピリット・ダイブを果たしたユノを空中攻撃で追い詰めていくが、残像までは見抜けず敗北。負けた以上は団を抜けるとしたが、ユノやヴァンジャンスとの会話で団に残ることになるも、自らは当分の間は修業の旅に出ることを決意した。
アスタたちがハート王国で修業を始めた半年後、ユノが団の副団長となっていることから、自身は副団長から降格している。スペード王国の漆黒の三極性の一角であるダンテおよびゼノンの襲撃を受けたことからクローバー王国へ帰還し、ゼノンとのリベンジに燃えるユノと共に特訓を重ねる。ナハトにより結成された対スペード王国の精鋭の一人に選考され、スペード王国では対空間魔法用として、そして金色の夜明け団のプライドを賭けユノと共にゼノンと交戦。ゼノンさえいなければ最強の空間魔導士と称され、自身の攻撃が完封されてしまう。さらにゼノンが悪魔の力を完全に扱えるようになったことで圧倒されるも、マナゾーンを開花させて時間を稼いだ。そして、一人で強くあろうとする自身と違い、仲間と共に強くなるユノを金色の夜明け副団長として認めた。魔力の溜まったユノの一撃でゼノンに重傷を負わせるも、悪魔の心臓を手に入れたゼノンによってユノがやられ、自身も追い詰められる。間一髪のところでフィンラルに救われ、二人での連携でゼノンの意表を突いたものの、悪魔の心臓は空間魔法では破壊できずやられてしまうが、ユノが復活したことで助かる。

アレクドラ・サンドラー
声 - 大河元気
1月3日生まれの24歳。身長178cm。血液型はA型。好きなものは絵画、ウィリアム・ヴァンジャンス。魔法属性は「砂」。四等上級魔法騎士。
「金色の夜明け」に所属する魔法騎士。任務中に死にかけたところをヴァンジャンスに助けられて以来、ヴァンジャンスに心酔している。下民であるユノのことはヴァンジャンスに特別扱いされている嫉妬もあって認めていない。そのため、初登場以降は彼へのストレスのため頬が痩せこけている。
戦功叙勲式に呼ばれた際には下民のアスタやユノだけでなく、失態を犯したクラウスやモミザにも容赦のない言葉を浴びせ周りへの扱いに怒ったアスタと交戦するも、フエゴレオンによってその場が収まった上、王都が襲撃されたためユノ、モミザと共に北西区へと向かうも、敵の空間魔法にとばされる。その後超複合魔法によって王都へと戻り、アスタたちの危機に駆けつけた。
王撰騎士団選出試験ではソリド・デミトリとチームを組む。1回戦でユノと一騎討ちとなるが自身の魔法の内部からユノの魔法を発生させられ敗北。
転生魔法の発動によりエルフに肉体を乗っ取られる。
アニメ版の悪魔戦に備えた特訓編では、金色の夜明け団に課せられた任務の中でユノを半ば認める形で和解した。
転生魔法後もヴァンジャンスを慕っており、ゼノンが攻めてきた際にはヴァンジャンスを守ろうと果敢に挑むも敗れた。

クラウス・リュネット
声 - 寺島拓篤
4月19日生まれの18歳。身長176cm。血液型はA型。王貴界出身。好きなことは読書、建築鑑賞。魔法属性は「鋼」。三等中級魔法騎士。
「金色の夜明け」に所属する魔法騎士。眼鏡をかけた生真面目な少年。ユノの先輩でアニメ版では教育係。
下民出身のアスタとユノのことを見下していたが、魔宮探索を経て二人を認めるようになる。魔宮探索後はアスタに対してやや過保護になった。
「鋼魔法」の使い手で王選騎士団選抜試験では「数か月の間に力をつけた鋼魔法は突破困難だぞ」と評されている。アスタの影響で筋肉も鍛え始めた。
王撰騎士団選出試験ではプーリ・ラックとチームを組む。2回戦でリルのチームに敗北。
王撰騎士に選抜され、白夜の魔眼のアジト襲撃に参加。しかし、転生魔法の発動によりエルフに肉体を乗っ取られてミモザを襲う。アスタとユノに敗北した後、王都を襲うが黒の暴牛に敗北した。
スペード王国の漆黒の三極性の一角・ゼノンが引き連れてきた霧魔法を使う悪魔憑き魔導士と交戦。集中攻撃を受け瀕死の状態に陥るが、アスタのように肉体を鍛えていたことが幸いし、レトゥアのサポートの下で辛勝。しかし直後に出現したゼノンの骨魔法でユノ、レトゥア共々致命傷を負う。ヴァンジャンスの世界樹魔法で一命は取り留めている。

ミモザ・ヴァーミリオン
声 - 西明日香
魔道階域 - 第三域（ハート王国入国時）
8月26日生まれの15歳。身長158cm。血液型はO型。王貴界出身。好きなものは甘いお菓子とそれに合った紅茶。魔法属性は「植物」。
「金色の夜明け」に所属する魔法騎士。天然な性格のおっとりした少女。王族二大巨塔であるヴァーミリオン家の一員でフエゴレオンやノエルとはいとこ同士。原作者曰く、作中で最も胸が大きい女性キャラクターで、ハート王国修業後ではさらに肥大化した。
悪気なく失礼なことを口にするため「天然失礼」と言われているが、周りが見下すノエルや下民の長所に気づくことができる優しさを持つ。魔宮探索からアスタのことが気になっている。
「植物魔法」の使い手で、回復魔法やサポート系のエキスパートだったが、アスタと並んで戦えるようになると決意してからは攻撃魔法も覚えた。
王撰騎士団選出試験ではアスタ・ゾラとチームを組む。ランギルスたちのチームと引き分け、ゾラから「自分の想像を超える事態に出くわしたときに思考停止しないよう気を付けろ」と指摘された。
王撰騎士に選抜され、白夜の魔眼のアジト襲撃に参加。転生魔法発動によりエルフに乗っ取られたクラウスとハモンに襲われるが、アスタとユノに助けられる。リヒトによりアジトからアスタらと共に吹き飛ばされた後は影の王宮にアスタたちと共に侵入し、同じ場所に飛ばされたアスタと共にリヒトのいる場所を目指していく。言霊魔法の悪魔により腹部を削り取られたライアに「傷ついている者に敵味方関係ない」として回復魔法を施していた。
ハート王国編ではアスタ、ノエル、ラック、フィンラル、セクレと共にハート王国へ入国。13歳の頃にキルシュと共にハート王国への留学経験があり、現地民との交流もあったため、入国の手続きを取ることができており、ガジャとも知り合いであった。しかしアスタが攫われたことを見るとノエル・フィンラルと共にガジャと交戦。
アニメオリジナルの半年間の修行編では、ハート王国の精霊守による修行にはヴァンジャンスにより推薦された。叙勲式では影の王宮での悪魔との対決の功績により、二等中級魔導騎士へと昇格。精霊守・サラードの下で術式の特訓をこなす。
半年後は修業の成果により、強力な範囲回復魔法を会得している。ハート王国へ突如襲撃してきたヴァニカ率いる漆黒の使徒と交戦する中でヴァニカの呪いの爆弾から辛うじて生き残り、パトリらによりエリュシアに運ばれ、彼らの究極魔法でさらに強くなることを決意。ラックに頼まれたナハトによってスペード王国へと連れてこられ、瀕死のガジャたちを救った。ルチフェロが不完全ながらも顕現するとユノと共にアスタを助けに駆けつけ、アスタの傷を癒そうとするものの、魔力が足りず最低限しか回復できなかった。ルチフェロ撃破後はチャーミーの魔法で魔力が回復したことでヤミとナハトを治療した。

シレン・ティウム
声 - 赤坂柾之
5月4日生まれの23歳。身長183cm。血液型はO型。好きなものはビスコッティ、卓上旅行。魔法属性は「岩石」。一等中級魔法騎士。
「金色の夜明け」に所属する魔法騎士。寡黙な大男。
魔法の利便性から王撰騎士団に参加する。しかし、転生魔法の発動によりエルフに肉体を乗っ取られてしまう。
スペード王国の漆黒の三極性の一角・ゼノンが引き連れてきた悪魔憑き魔導士により殺害された。

ハモン・カーセウス
声 - 鳥海浩輔
4月21日生まれの20歳。身長170cm。血液型はO型。好きなものはチーズフォンデュ、生ハムメロン、美術品鑑賞。魔法属性は「硝子」。二等中級魔法騎士。
「金色の夜明け」に所属する魔法騎士。笑みを絶やさない太った男。笑い方は「オホホ」。
王撰騎士団選出試験ではレオポルド・フィンラルとチームを組む。1回戦ではフィンラルの指揮で魔晶石を破壊し、2回戦では自身の魔法で魔晶石の位置を見つけるものの敗北。
王撰騎士に選抜され、白夜の魔眼のアジト襲撃に参加。しかし、転生魔法の発動によりエルフに肉体を乗っ取られてミモザを襲う。アスタとユノに敗北した後、王都を襲うが黒の暴牛に敗北した。
スペード王国の漆黒の三極性の一角・ゼノンが引き連れてきた悪魔憑き魔導士により殺害された。

ユノ
主要人物を参照。

レトゥア・ベクレル
声 - 綾瀬有
「金色の夜明け」に所属する魔法騎士。魔法属性は「羅針盤」。魔石による転生魔法の発動により、エルフの「ギヴン」に身体を乗っ取られた。エルフ時の描写についてはギヴンを参照。
言霊魔法の悪魔撃退後、ランギルスの見舞いに来たフィンラルの前に現れて口説かれていたが一切反応していない。
スペード王国の漆黒の三極性の一角・ゼノンが引き連れてきた霧魔法を使う悪魔憑き魔導士と交戦。エルフのギヴンが遺したマナを活かしアナザー・アトラスを再現するがギヴンのような広範囲に及ぶものではなく、まだ使いこなせていない状態ながらもクラウスと協力として辛勝しているが、直後に出現したゼノンの骨魔法でユノ、クラウス共々致命傷を負う。ヴァンジャンスの世界樹魔法で一命は取り留めている。

ダヴィド・スワロー
声 - 佐原誠
「金色の夜明け」に所属する魔法騎士。魔法属性は「ダイス」。魔石による転生魔法の発動により、エルフの「バヴァル」に身体を乗っ取られたが、実際はバヴァルがクローバー城のヴァーミリオン邸に現れた時点で既に言霊魔法の悪魔に乗っ取られていた。バヴァルを参照。
アニメオリジナルの半年間の修行編では、金色の夜明け団に課せられた盗賊討伐の任務中でダイス魔法を攻撃に用いる描写が初めてされた。また、叙勲式でユノが一等上級魔法騎士に昇格したことで、次期副団長候補はユノなのではと発言していたところをランギルスに聴かれてしまっていた。

##### 紅蓮の獅子王
シンボルは獅子。シンボルカラーは赤。星取得数は歴代1位か2位のみという優秀な魔法騎士団だが、アスタが入団した年はフエゴレオンが昏睡状態に陥っため5位という結果になった。
フエゴレオン・ヴァーミリオン
声 - 小西克幸
8月5日生まれの30歳。身長188cm。血液型はA型。王貴界出身。好きなものは向上心のある者で好きなことは大浴場にゆっくりと浸かること。魔法属性は「炎」。
「紅蓮の獅子王」の団長。額にダイヤの入れ墨をした男性。王族ヴァーミリオン家の一員。同団のレオポルドは実弟で、「金色の夜明け」のミモザは従妹（父同士が兄弟）。
正義感の強い熱血漢で、身分差を気にせず対等な姿勢を貫き、団員からの信頼も厚い。戦功叙勲式ではユノやアスタを蔑む魔法騎士をたしなめ寛容な態度で接し、戦闘では兄たちの言葉で萎縮していたノエルを叱咤し、アスタには冷静に戦うことを指導した。ヤミからは「熱血真面目大王」と呼ばれている。真面目な性格故に、3つの卵を異なる熟し具合のゆで卵にするという変わったかくし芸を持っているが、子供たちの評判はよくない。
「炎魔法」の使い手で、王族特有の高い魔力から放たれる豪快な魔法と相手の隙を突く繊細な魔法を使い分ける。また四大精霊の一つサラマンダーに選ばれたことで、さらに強力な「精霊魔法」も扱えるようになる。
ヤミとは仲が良いようで小説版で自分が行けなくなった任務の代理をヤミに頼み、ヤミもフエゴレオンを罠にかけて倒したリヒト（パトリ）に「卑怯な手でも使わねーと勝てなかったんだろう」と怒りを見せている。
王都襲撃の際に魔石を所持していたことから「白夜の魔眼」の標的となり、罠にかかって右腕を失う瀕死の重傷を負った。その後は昏睡状態が続いていたが、転生魔法発動によるエルフたちの襲撃の際にサラマンダーに選ばれて目を覚ました。ユノとほぼ同時期に王都に到着後は、エルフに肉体を乗っ取られたカイゼルと交戦。カイゼルの渦魔法で炎をかき消される中、メレオレオナの弟として負けるわけにはいかない確固たる意志を拳に込めてカイゼルにぶつけたことで勝利を果たした。
一連の騒動後は団長に復帰した模様で、ノゼルと共にユリウスの命で魔法裁判所に乱入し、黒の暴牛にユリウスからの命令を伝えた。
アニメオリジナルの半年間の修行編では、黒の暴牛の一部メンバーと紅蓮の獅子王による、ユルティム火山での合同修業をメレオレオナと共に企画し参加したり、師匠であるテレジアのもてなしをメレオレオナと共にする、デビル・パニッシャーとの交戦を行うなど多々。また、団長限定のクリスタル争奪チーム戦に参加し、ヴァンジャンス・ドロシー・シャーロットとタッグを組んで主にノゼルと対峙。魔法属性の相性や精霊を従えている上では自身が優位に立つはずだったが、精密な魔による攻撃を行うノゼルおよび彼をサポートするカイゼルとは互角の戦いとなった。ハート王国の精霊守による修行には、術式との相性や実績から、そして彼の中に未だ潜む迷いを断ち切るきっかけを与えるためにレオを推薦した。
半年後にクローバー王国がスペード王国の漆黒の三極性の一角であるダンテおよびゼノンの襲撃を受けたことから、ナハトにより結成された対スペード王国の精鋭の一人に選考され、スペード王国では城内道中の漆黒の使徒と戦う囮要員を担う。モリスの手でクリフォトの樹による冥府の門が開かれた際には、現れた悪魔と対峙。ルチフェロがクリフォトの樹や悪魔たちを依代に顕現しようとした際にはメレメレオナと共に攻撃し、不完全ながらも顕現したルチフェロを相手に単身戦うアスタの元へヤミとヴァンジャンスを除く他の団長と共に駆けつけるも、一蹴される。

レオポルド・ヴァーミリオン
声 - KENN
魔道階域 - 第一域（ハート王国編半年後）
8月13日生まれの16歳。身長164cm→170cm（ハート王国編半年後）。血液型はO型。王貴界出身。好きなものは面白い男、兄上（フエゴレオン）。魔法属性は「炎」。二等中級魔法騎士。
「紅蓮の獅子王」に所属する魔法騎士。フエゴレオンとメレオレオナの弟。兄と姉を尊敬している。
「炎魔法」の使い手で、兄と同じく圧倒的な威力だと魔法帝に評されている。一方上の二人の高い実力から周りからは凄いが二人と比べるとそうでもないと陰口を叩かれていた。そのためいくら強くなってもやはり二人の方が上だと悲観的に捉えていたが、フローガから耐え忍ぶ強さがあると言われ、考えを改めた。
王族だが差別意識は兄や姉同様なく、魔法帝を目指すアスタに興味を持ち、自らのライバルとしている。アスタのライバルということでユノもライバル認定する。
王撰騎士団選出試験では、ハモン・フィンラルとチームを組む。2回戦ではフラギルの魔法をマナスキンで耐え抜き魔晶石を破壊するが、先に自分たちのチームの魔晶石を破壊されて敗北。
魔石によりエルフが転生した際、紅蓮の獅子王団員を率いてエルフとなったランドールと対峙。最後まで諦めない信念が昏睡状態に陥っていたフエゴレオンに干渉し、炎の精霊サラマンダーを呼び込んだ。
アニメオリジナルの半年間の修行編では、メレオレオナの企画した黒の暴牛との合同修業に参加し、アスタと張り合いながらマナスキンをさらに磨き上げていく。ハート王国の精霊守による修行にはフエゴレオンにより推薦された。叙勲式ではエルフ騒動時での功績により、四等上級魔導騎士へと昇格。精霊守・フローガからは実力・才能共に申し分ないとされ、術式の特訓をこなす。
半年後は、ラックと共に第二域以下のスペード王国の魔導士を撃破するほどに成長した。その後ハート王国が襲来を受けた際にやられたフローガに代わり、シーヴワルと戦う。当初は彼の魔法に翻弄・圧倒されていたが、必死に耐え凌ぎ凄まじい大きさの術式を完成させ倒した。しかし何度でも立ち上がる漆黒の使徒に苦戦を強いられ、ヴァニカがロロペチカを誘拐して去ると同時に呪いの爆弾の爆発に巻き込まれるも、辛うじて生存しパトリらによりエルフの里へ運ばれ、さらに強くなるためエルフの究極魔法を用いた特訓を開始し、スペード王国にて戦線復帰。

メレオレオナ・ヴァーミリオン
声 - 皆川純子
7月26日生まれの32歳。身長178cm。血液型はO型。王貴界出身。好きなものは温泉で酒を呑むこと、ジビエ料理。魔法属性は「炎」。
フエゴレオンとレオポルドの姉。いざ戦えば恐らくフエゴレオン以上に強いとされる実力を持ちながらも戦闘・政に興味がないという理由で表に出ることはほとんどなかったが、昏睡状態となったフエゴレオンの代理として紅蓮の獅子王の団長に就任する。
過激苛烈極まりない女傑で、鉄拳制裁は当たり前。雌獅子のごとき咆哮の前では団員はみな震え上がり、ヤミたち団長クラスですら逆らえない。しかし過激な言動の裏には、団や弟に対する誇りや、下の者たちの才能を引き出そうという深慮も秘めている。ノエルの亡き母には稽古を付けてもらっていた。ヤミからは「アネゴレオン」「バイオレンスメスライオン」呼ばわりされている。
「炎魔法」の使い手で、魔力を凝縮した拳で殴ったものを焼き尽くす近接戦を得意とした武闘派。王都暮らしが息苦しく感じ、年に300日以上自然界で暮らし魔を浴びつつ生きているうちに、一帯の魔を支配するマナゾーンの境地に達して、空中で動く方向を変えるなどの化け物じみた動きができる。事実、白夜のアジトでの戦闘中ではエルフであるライアが「本当に人間か」と疑うほどの力を見せつけており、エルフ5人に気絶まで追い込まれた後に1日と経たず回復を果たしている。
王撰騎士団団長に任命されて白夜の魔眼のアジトでライアと交戦する。圧倒的な戦闘能力でライアを全く寄せ付けず一方的に殴るが、転生魔法の発動で前世の力を取り戻したライアに加えてエルフ化したリル・フラギル・プーリ・ルベンが合流し形勢逆転されてしまう。アスタとゾラを逃がして5対1で戦い、マナゾーン全開の必殺技を放つが撃退までには至らず、それでも最後まで倒れなかったものの気絶。止めを刺されそうになるが、戻ってきたアスタとゾラのカウンター罠魔法と断魔の剣を使った4倍攻撃によって助けられた。気絶状態から回復した後は、転生復活したエルフのヴェットと交戦。殴り合いの熾烈な勝負の中、フエゴエオンの姉として負けるわけにはいかない確固たる意志を拳に込めてヴェットにぶつけたことで勝利を果たした。
影の王宮崩壊時にザグレドの魔法に飲み込まれる中、怯むことなくマナゾーンの灼熱腕・連撃で応戦していた。この際の攻撃は全く通用していなかったが、この一件は後の更なる強さを求めるきっかけとなっている。
アニメオリジナルの半年間の修行編では、黒の暴牛の一部メンバーを捕縛して紅蓮の獅子王と共にユルティム火山での合同修業を企画し参加。
半年後にクローバー王国がスペード王国の漆黒の三極性の一角であるダンテおよびゼノンの襲撃を受けたことから、ユルティム火山のマグマに全裸で浸かっている最中でナハトにより招集される。結成された対スペード王国の精鋭の一人に選考され、スペード王国ではゼノンが嗾けた対レジスタンス用の古の魔神を相手に単騎で挑み、魔そのものとなる魔法とマナゾーン最大の攻撃で終始圧倒。そのまま魔神を撃破すると不完全ながらも顕現したルチフェロからアスタを助けるためにヤミとヴァンジャンスを除く団長と共に交戦。一度は一蹴されるもさらに魔力を跳ね上げ、ユノと共に再度挑み時間を稼ぐも限界が来てしまう。

ランドール・ルフトエール
声 - 伊藤健太郎
「紅蓮の獅子王」の副団長。魔法属性は「空気」（アニメ版では「大気」）。
「空気魔法」の使い手で、拳法のような構えから、空気を蹴って宙を縦横無尽に動き、見えない空気の塊で攻撃する。
転生魔法発動によりエルフに肉体を乗っ取られて紅蓮の獅子王の本拠地を襲い、レオたちを追いつめるが、サラマンダーが宿り目を覚ましたフエゴレオンに敗北し拘束された。
アニメ版での魔法属性は原作と異なり「大気魔法」となっているが、エルフの属性なのかは不明。リラはかつて落書き魔法であったが転生時にはリルの絵画魔法を使用しているため、アニメ版のランドール副団長の属性が大気である可能性がある。
アニメオリジナルの半年間の修行編では、エルフに支配されたことを悔やみながら修業に参加した。

フォルティ・グリス
声 - 露崎亘
「紅蓮の獅子王」に所属する魔法騎士。魔法属性は「炎」。
王撰騎士団選抜試験ではカータス・リックとチームを組む。1回戦でアスタたちのチームと戦い息の合った遠距離攻撃でアスタたちを追い込むが、ゾラの罠魔法で自分の魔法を跳ね返されて敗北。

ベン・ベンファンク
声 - 宮本淳
「紅蓮の獅子王」に所属する魔法騎士。魔法属性は「銅」。四等上級魔法騎士。
王撰騎士団選抜試験ではブラッド・エリックとチームを組む。2回戦で、ユノのチームに敗北。
王撰騎士に選抜され、白夜の魔眼のアジト襲撃に参加。しかし、転生魔法の発動により前世のエルフに乗っ取られる。アスタたちに逃げられた後、王都を襲うが黒の暴牛に敗北した。
アニメオリジナルの半年間の修行編では、エルフに支配されたことを悔やみながら修業に参加した。

ルベン・シャガー
声 - 露崎亘
「紅蓮の獅子王」に所属する魔法騎士。四等上級魔法騎士。魔法属性は「砂岩」。
王撰騎士団選抜試験ではリル・ニルスとチームを組む。
王撰騎士に選抜され、白夜の魔眼のアジト襲撃に参加。しかし、転生魔法の発動によりエルフの「ロッサ」に肉体を乗っ取られたことでライアに助太刀する形で他のエルフ4名と共にメレオレオナと対峙。バトルの最中でメレオレオナの殺意にルベンの身体そのものが恐怖したことでロッサに一瞬の隙が生まれた。5人がかりでメレオレオナを気絶に追い込むと直後に現れたアスタたちを襲うも彼らに逃げられ、今度は王都を襲うが黒の暴牛に敗北した。
アニメオリジナルの半年間の修行編では、エルフに支配されたことを悔やみながら修業に参加した。

##### 銀翼の大鷲
シンボルは鷲。シンボルカラーは銀色。前年度とアスタが入団した年の星取得数は3位。
ノゼル・シルヴァ（Nozel Silva）
声 - 鳥海浩輔
12月30日生まれの29歳。身長177cm。血液型はB型。好きなものは秩序、鴨のロースト。魔法属性は「水銀」。
「銀翼の大鷲」の団長。編んだ前髪の先に小さな十字架をつけている。ノエルの兄。王族としてのプライドが高く、王族や貴族以外の者が団長の地位にいることを良く思っていない。また母・アシエの死が悪魔の呪いであることを家族で唯一知っており、さらに巻き込まれた自身も他人にメギキュラのことを話したら死に、聞いた者にも呪いがかかる魔法を食らってしまい、誰にも教えることなく秘匿していた。下民のことを見下しているが、入団試験でユノを銀翼の大鷲に入れようとしたり、王選騎士団に選ばれたアスタを戦力に数えるなど実力があれば素直に認めている。何かとおちょくってくるヤミのことを異邦人と呼んで嫌っており「いつか処刑してやる」とまで言っている。一方でヤミが拐われた際は言動とは裏腹に心配しているようであり、アニメではノエルについても教えていた模様。魔力のコントロールができないノエルのことを見下しているが、内心ではノエルには死んでほしくないとも思っており、敢えて前線から遠ざけようとしていた。ドロシー・アンズワースによれば、ノエルのことを溺愛しているようである。
「水銀魔法」の使い手で、液体の性質を持つ金属は形状変化が多彩で攻守両方に優れている。金属という性質上、弱点が少なく光速である光魔法に対し圧倒的優位に立つことが可能。
同じ王族であるフエゴレオンとは民への接し方から対立することもあるが、幼少の頃から競い合ってきたライバルともいえる存在であった。そのため、表には出さなかったものの、フエゴレオンが重傷を負って倒れた際には襲撃犯に対して憤ると同時に、何もできなかった己を恥じ、仇を討つべく密かに闘志を燃やしていた。
アウグストゥス王の命令で王撰騎士団に参加する。転生魔法発動後は気絶したメレオレオナに代わって残った王選騎士団の指揮を執り王都に向かう。シルヴァ邸での戦いで成長したノエルの実力を認め今までの態度を謝罪するが、隙を突かれて重傷を負ったが、水銀魔法で血止めをし戦線に復帰する。影の王宮でダークエルフ化したパトリがアスタとユノを圧倒していく最中に現れ、水銀魔法の性質で魔光魔法をすべて跳ね返し圧勝し、アスタとユノに魔法騎士団長としての強さを見せつけた。その後は悪魔討伐を彼らに任せ、下階で仲間たちのサポートを行う。
ダムナティオがアスタとセクレを断罪すべく陥れようとした際には、フエゴレオンと共にユリウスの命で魔法裁判所に乱入し、黒の暴牛にユリウスからの命令を伝えた。また、悪魔の調査に協力するため、ノエルにドロシーの下へ赴くよう伝えている。
アニメオリジナルの半年間の修行編では、デビル・パニッシャーなどの事件に接触し、中流以下の階級の庶民の光景をその身で感じることが特に多かった。また、団長限定のクリスタル争奪チーム戦に参加し、ヤミ・ジャック・カイゼルとタッグを組んで主にフエゴレオンと対峙。炎精霊のサラマンダーを従えるフエゴレオンに対し、刑戮の銀星やカイゼルの渦魔法とのコンビネーションで互角以上の戦いを繰り広げた。
半年後にクローバー王国がスペード王国の漆黒の三極性の一角であるダンテおよびゼノンの襲撃を受けたことから、ナハトにより結成された対スペード王国の精鋭の一人に選考され、スペード王国では城内道中の漆黒の使徒と戦う囮要員を担う。クリフォトの樹発動後はノエルの元へ駆けつけ彼女を助け、自身の宿敵であるメギキュラと対峙、ノエルを信じてメギキュラの心臓以外を破壊し、勝利に貢献した。ルチフェロが不完全ながらも顕現した際にはヤミやヴァンジャンスを除くと他の団長と共にアスタを守ろうとしたが一蹴される。

ネブラ・シルヴァ
声 - 逢沢ゆりか
10月23日生まれの24歳。身長170cm。血液型はB型。好きなものはポークソテー、人を弄ぶこと。魔法属性は「霧」。五等上級魔法騎士。
「銀翼の大鷲」に所属する魔法騎士。ノエルの姉。魔力のコントロールができないノエルのことを見下している。
　ソリドと共にいた所をエルフの転生魔法によって乗っ取られたレトゥアたちに襲撃され、魔法の相性の問題もあり歯が立たず重症を負う。
王都を襲撃してきた魔神と他の仲間と共に交戦し足止めするも敗れる。

ソリド・シルヴァ
声 - 山本匠馬、小若和郁那（幼少期）
2月26日生まれの18歳。身長169cm。血液型はB型。好きなものはラムチョップのグリル、嫌味を言うこと。魔法属性は「水」。三等中級魔法騎士。
「銀翼の大鷲」に所属する魔法騎士。ノエルの兄。魔力のコントロールができないノエルのことを見下し執拗に虐めていた。
「水魔法」の使い手で、魔力の操作性に優れているが、自分の力を誇示するばかりで協調性がないと指摘されている。
戦功受勲式の際には下民のアスタ以上にノエルを見下し、兄や姉と共にノエルを侮辱したことでアスタを怒らせる。サンドラーに拘束されたアスタに追撃を仕掛けるも跳ね返されて膝を着き、アスタに怒りを露わにする。その後王都を襲撃された際はノゼルたちと共に向かうが、魔法で飛ばされる。合体魔法で戻って来た後、「白夜の魔眼」に敗れたフエゴレオンを馬鹿にするが、ノゼルに「（罠にかかって）戦いの場にいなかった我々はそれ以下」と叱責される。
王撰騎士団選抜試験ではアレクドラ・デミトリとチームを組み、1回戦でノエルたちのチームと戦う。ノエルを相手に見下し、クリスタルへと向かったノエルを単独で執拗に追いかけノエルと戦闘するも、成長したノエルの敵ではなく、ノエルの攻撃魔法に怯えながらも実力差を認められないまま敗北。エルフによる王都襲撃の際に金色の夜明け団員に転生したエルフに襲われるもノゼルとノエルに助けられる。その一件でノエルの実力を認めた。
魔神が襲撃した際は一度は魔神の攻撃を弾くが敗れる。

カータス・ウォルン
「銀翼の大鷲」に所属する魔法騎士。三等上級魔法騎士。魔法属性は「石」。
王撰騎士団選抜試験ではフォルティ・リックとチームを組む。1回戦でアスタたちのチームと戦い息の合った遠距離攻撃でアスタたちを追い込むがゾラの罠魔法で自分の魔法を跳ね返されて敗北。ゾラからは「未知の魔法に対しての想像力が欠如してる。馬鹿でかい魔法だけ撃って勝ててりゃ世話ねーんだよ」と罵倒された。

ロブ・ヴィテス
声 - 露崎亘
「銀翼の大鷲」に所属する魔法騎士。二等上級魔法騎士。魔法属性は「風」。
「風魔法」の使い手で、団一の機動力の持ち主。
王撰騎士団選抜試験では、1回戦でラックに一撃で敗北した。

ニルス・ラグス
声 - 室元気
「銀翼の大鷲」に所属する魔法騎士。四等上級魔法騎士。魔法属性は「氷」。
王撰騎士団選抜試験ではリル・ルベンとチームを組む。
王撰騎士に選抜され、白夜の魔眼のアジト襲撃に参加。しかし、転生魔法の発動によりエルフに肉体を乗っ取られてしまう。王都を襲うが黒の暴牛に敗北した。

##### 碧の野薔薇
シンボルは薔薇。シンボルカラーは碧。団員のほとんどが女性の魔法騎士団で、男性はパシリ扱いを受けている。前年度の星取得数は5位でアスタが入団した年は4位。女性団員ほとんどが男を毛嫌いし高貴な態度をとる団長のシャーロットを尊敬しており、表向きは恋愛を禁止していた。しかし、シャーロットが団員の前でヤミへの愛を告白した際には、ソル以外のほぼ全ての女性団員が裏で秘密裏に男性との恋愛関係を持っていたことを暴露し、男性の興味を惹きつかせる手段を数多く熟知していた。
シャーロット・ローズレイ
声 - 小林ゆう
9月18日生まれの27歳。身長171cm。血液型はA型。好きなものは私邸内庭園での落ち着いた時間、ヤミ（以外の男はほぼ嫌い）。魔法属性は「荊」。
「碧の野薔薇」の団長。上級貴族ローズレイ家の出身。軽装の鎧を身につけた騎士のような恰好をしている。男を軽んじる言動が目立つが、内心ではヤミに惚れている。ツンデレ。お酒は超弱い。ヤミからは「トゲトゲツンツン女王」もしくは「トゲツン女王」と呼ばれている。
「荊魔法」の使い手で、薔薇の装飾が施されている剣柄から膨大な量の荊を展開する中距離攻撃を得意としている。荊には青い薔薇が咲いているが、これは下記の呪いによりシャーロットの魂そのものが変質されたことによるもの。
ローズレイ家を恨む人物によって18歳になった時に発動する呪い（クローバー王国内の魔法とは異なるもの）を家にかけられ、それを克服すべく、言い寄る男たちにも目もくれず魔法の研鑽を続けてきたが、努力も空しく呪いが発動し、荊の檻に閉じ込められそうになったところに「食っていたスープパスタをぶちまけられた」ヤミが登場して救われる。呪いを解く方法が「男に心を奪われる」ことだったため、長年の呪詛からも解放されると共に、ヤミに心惹かれるようになった。ドロシーによれば、全ての呪いの原点は悪魔・メギキュラによるものであるとされたため、シャーロット本人の呪いも間接的にメギキュラが影響している。
転生魔法の発動によりエルフの「シャルラ」に肉体を乗っ取られる。その最中でもシャルラとヤミの行動は見ていたようで、エルフ事件の後に目を覚ました際にはヤミを見るなり凄まじい速度で王国中を走り抜け、団員たちにヤミのことが好きであると告白している。その後、呪いについて聞きに来たヤミを食事に誘い、彼にゴードンの存在を指摘する。
アニメオリジナルの半年間の修行編では、ヤミに自身の思いを幾度か伝えようとするが失敗が続く。また、団長限定のクリスタル争奪チーム戦に参加し、ヴァンジャンス・フエゴレオン・ドロシーとタッグを組む。ハート王国の精霊守による修行には、シャルラに支配された際の魔の感覚を頼りに、彼女が使っていた赤い薔薇を再現しさらに強くなるべく、自らを推薦した。精霊守・サラードの下で術式の特訓を行う。魔言術式に関する勉強は誰よりも熱心に行っていた。
半年後にクローバー王国がスペード王国の漆黒の三極性の一角であるダンテおよびゼノンの襲撃を受けたことから、ナハトにより結成された対スペード王国の精鋭の一人に選考され、スペード王国ではリルと共にヴァニカおよび彼女の呪いがかかった八輝将2名と対峙。自身の呪いを魔言術式により「呪いを吸うほど強くなる」ものに書き換え、八輝将をまとめて撃破。さらに、自分の呪いが書き換わったことで本来の紅色の薔薇をシャルラのように使うことができ、碧と紅の2色の荊魔法で呪いの塊ともいえるヴァニカおよびメギキュラを圧倒し、一瞬にして拘束する。しかし冥府の門が開いたことで完全に悪魔の力を使えるようになったヴァニカに拘束を破かれてしまう。さらに操られたロロペチカが駆けつけたこともあり追い詰められるもノエルとガシャが駆けつけたことで助かる。自身の魔法で呪いを弱めることでノエルを援護していたが、現れたメギキュラの攻撃で再起不能となる。しかし、直前に発動していたリルの魔法によって復活し、メギキュラを完全体にすることを阻止し、ノエルを援護した。メギキュラの消滅後、リルの魔法が切れたことで再度死にかけるも、ミモザの魔法によって回復した。ルチフェロが不完全ながらも顕現しようとした際にはヤミやヴァンジャンスを除く他の団長と共にアスタを助けに駆けつけるも一蹴される。ルチフェロ撃破後は死にかけているヤミに必死に声をかけ、自分の恋心も告白したが、ヤミは意識が朦朧としていたため覚えていない（シャーロット自身や周りはヤミも聞こえていたと思っている）。

ソル・マロン
声 - 書上春菜
5月13日生まれの18歳。身長180cm。星座は牡牛座。血液型はB型。好きなものはモンブラン、シャーロット。魔法属性は「土」。三等中級魔法騎士。
「碧の野薔薇」に所属する魔法騎士。平界出身。男勝りで自由奔放な褐色肌の娘。過去にシャーロットに救われたらしく、それ以降シャーロットに心酔しており、「姐さん」と呼び慕っている。
「土魔法」の使い手で、土のゴーレムを操ることを得意とし、独創性は魔法帝ユリウスにも褒められているが、ちょっと自由すぎると評されている。
王撰騎士団選抜試験ではキルシュ・マグナとチームを組む。1回戦はキルシュに誘導されたのもあり、流れるように勝利した。2回戦ではミモザを拘束するが、ミモザがゴーレムに仕込んだ魔法によってゴーレムの制御を奪われて敗北。ゾラからは「何かと大雑把すぎだ。テメーが魔力の機微に敏感だったら負けてなかったかもな」と罵倒された。
転生魔法によってシャーロットを乗っ取ったシャルラに攻撃を喰らったことにショックを受けながらも、シャーロットを追いかけた先でヤミと合流。ヤミから転生魔法のことを聞かされると過去に自分を救ってくれた恩返しとしてシャルラに立ち向かうが、彼女の魔力を前に魔法を上手く使うことすらできず、自分が毛嫌いする男の中でもかなり嫌がっていたヤミに泣きながらシャーロットのことを頼む。その後はヤミの指示を受け行動した。事件後はヤミへの恩義から面会を求めたシャーロットに会わせた。団員の中で唯一男と関係を持っておらず、周りが恋愛経験豊富であることに驚いた。また、星果祭の時にヤミのことを「ムサ苦しい男クサイ男の中の男No.1黒の暴牛団長」と言っていたが、エルフ事件後のシャーロットの見舞いの時はヤミのことに対して「男にしては魅力がある」と語っていた。
アニメオリジナルの半年間の修行編では、叙勲式にてエルフ騒動時での功績を称えられ、五等上級魔導騎士へと昇格。

プーリ・エンジェル
声 - 小若和郁那
「碧の野薔薇」に所属する魔法騎士。魔法属性は「翼」。四等上級魔法騎士。
ハイテンションな性格の丸々した女性。王撰騎士団選出試験では、ラック・クラウスとチームを組む。
王撰騎士に選抜され、白夜の魔眼のアジト襲撃に参加。しかし、転生魔法の発動によりエルフに肉体を乗っ取られたことでライアに助太刀する形で他のエルフ4名と共にメレオレオナと対峙。その後はアスタたちを襲うも逃げられると今度は王都を襲うが黒の暴牛に敗北した。
恋愛に関しては知識豊富のようで、ヤミに恋心を抱く団長のシャーロットに対し様々なアドバイスを与える。

リサッカ・オンダル
声 - 小若和郁那
「碧の野薔薇」に所属する魔法騎士。魔法属性は「水」。
転生魔法の発動によりエルフに肉体を乗っ取られて平界の街を襲っていたが、駆け付けた黒の暴牛に敗北し転生魔法を解除された。

##### 翠緑の蟷螂
シンボルは蟷螂。シンボルカラーは緑。評価は中の下の魔法騎士団。前年度とアスタが入団した年の星習得数は6位。
ジャック・ザリッパー
声 - 浪川大輔
6月1日生まれの28歳。身長197cm。血液型はO型。好きなものは酒場でくだを巻くこと、裂く快感。魔法属性は「裂断」。
「翠緑の蟷螂」の団長。平民出身。万物を裂くと豪語する破壊愛好家。ヤミとは軽いケンカで山一つ削り取ったらしい。ヤミからは「縦長変人」「縦長マン」などと呼ばれている。ヤミとはなんだかんだで親しいようでヤミがダンテに捕まったことを聞いた際には一人で助けに向かおうとした。副団長のナハトのことも他の団長たちとは違い知っているようだったが、使っている魔法に違和感を覚えたらしく、ナハトからもそいつはもういないと言われた（彼の記憶にある人物はナハトの弟であるモルゲン）。自身が元平民であることから自身の魔法団にも平民を積極的に取り入れている一方で下民まで入れるヤミのやり方には懐疑的だったが、マグナたちを見て考えを改めた。
「裂断魔法」の使い手で、魔力で創った鎌状の刃を振りぬくことで対象を裂断する。それに身体強化を乗せた肉弾戦を得意としている。
エルフの事件の際はヤミ、フェンラルと共にエルフを次々と倒し、乗っ取られたランギルスと交戦。最初は彼の空間魔法に苦戦するも空間魔法を切れるようになり、ランギルスに勝利した。その後ファナに苦戦するノエルを助けてそのままファナと交戦するも、ファナがリヒトたちの身に起きたことを知ったため共に脱出する。その中で未だにファナを切り裂きたがっていたことから彼女からは危ない人と認識されていた。
アニメオリジナルの半年間の修行編では、団長限定のクリスタル争奪チーム戦に参加し、ヤミ・ドロシー・カイゼルとタッグを組む。ヴァンジャンスのミスティルテインの樹に捕らえられ脱落になると思われた矢先にノゼルの銀の煌王槍で解放されたことで戦線へギリギリ復帰、フエゴレオンのサラマンダーの吐息を切り裂いた。
半年後にクローバー王国がスペード王国の漆黒の三極性の一角であるダンテおよびゼノンの襲撃を受けたことから、ナハトにより結成された対スペード王国の精鋭の一人に選考され、スペード王国ではナハトと共にダンテと対峙。重力魔法に苦しめられるが、ナハトに煽られたことと自身の裂断魔法の特性により重力魔法にさえも適応し戦局を一転させるが、直後に冥府の門が開かれたことで出現した最上級悪魔の奇襲を受ける。その後100％の力を引き出したダンテと交戦するも直前と比べ物にならない力に圧倒され敗れるが、駆けつけたマグナとゾラに救われる。マグナの勝利後は下民である彼らを認めた。その後ダンテが異常な速度で魔力を回復することを看破し、「勝利に水を刺すな」と彼を倒した。ルチフェロが不完全ながらも顕現しようとした際にはヤミとヴァンジャンスを除く他の団長と共に交戦するも一蹴される。
「審判の日」には聖騎士（パラディン）としてルシウスに蘇らせられたモルゲンに襲われ胴体を貫かれる重傷を負い、最後の一撃を放って死亡した。

セッケ・ブロンザッザ
声 - 逢坂良太
4月22日生まれの16歳。身長175cm。血液型はB型。平界出身。好きなものはカッコイイ雰囲気、ちょっとしたギャンブル。魔法属性は「青銅」。
「翠緑の蟷螂」に所属する魔法騎士。カチューシャを付け、「フッハ」と笑うのがくせの軽薄な男。
「青銅魔法」の使い手で、本人の性格で霞みがちだが多彩な魔法が使えるなど素質は本物。
魔法騎士団入団試験時に、自分を引き立たせるための存在としてアスタに近付く。実戦形式の最終試験でアスタを圧倒しようと企むが、返り討ちに遭ってアピールに失敗し、「中の下」の騎士団に入団する羽目になる。逆恨みでアスタを襲撃しようとするもユノに阻まれ気圧される。
その後はコメディ面でしばしば登場しているが、戦闘面ではほとんど活躍していない。なお、アニメ版でラクエの海岸で登場した際には、ヴェットの一団に襲撃された魔法騎士たちの救助を行い、その功績から団に星が授与されたことがアニメ50話のプチット・クローバーで語られている。
王撰騎士団選出試験ではジャックの「新人にもチャンスをくれてやろう枠」に選ばれ、ランギルス・フラギルとチームを組むが、ランギルスに乗り物代わりに使われた以外には特に活躍もなく、ゾラから「大した実力もないカッコつけヤロー」と罵倒された。
エルフ事件の中ではヤミたちとラトリの戦闘に巻き込まれた国王をまぐれで救っており褒め称えられていた。
アニメオリジナルの半年間の修行編では、国王から付き人をさせられている。本人は団に戻りたがっているが、ジャックからは存在そのものを忘れられてしまっている。叙勲式にて、下民であるユノが昇格したことを受けて国王が対抗する形で、エルフ騒動時で国王を救った功績という名目で国王権限により一等上級魔導騎士へと昇格したが、同席していた全ての魔法騎士は不服そうな態度を示しており、昇格した当の本人も困惑している。
半年後にクローバー王国がスペード王国の漆黒の三極性の一角であるダンテおよびゼノンの襲撃を受けたことから、ナハトにより結成された対スペード王国の精鋭の一人に選考された。ナハト曰く正しい人間のための犠牲要員であり、ジャックからはやるからには本気でやれと脅されている。ルチフェロが不完全ながらも顕現した際には団長たちですら歯が立たない姿に勝てる訳がないと絶望し、それでも挑むユノやアスタの姿を見て、最初は言い訳をしていたものの、なぜ自分は今まで強くなろうとしなかったのかと涙を流した。

エン・リンガード
声 - 日野聡
9月3日生まれの24歳。身長176cm。血液型はO型。好きなものはキノコのリゾット、弟や妹たち。魔法属性は「菌」。四等上級魔法騎士。
「翠緑の蟷螂」に所属する魔法騎士。ボサボサの長髪に眼鏡をかけた細身で陰気な風貌の男性。10人兄弟の長男であり、兄弟を蔑ろにする者には激しい憤りを見せる。
「菌魔法」の使い手で、さまざまな能力を持つキノコを操る。
王撰騎士団選出試験では、ユノ・ノエルとチームを組む。
王撰騎士に選抜され、白夜の魔眼のアジト襲撃に参加。

##### 水色の幻鹿
シンボルは鹿。シンボルカラーは水色。前年度の星取得数は7位でアスタが入団した年は最下位。アニメ第85話にて、かつてユリウスが団長を務めていた団であり、当時は「灰色の幻鹿」という名称でヤミやヴァンジャンスも所属していたことが判明した。
リル・ボワモルティエ
声 - 花江夏樹
3月16日生まれの19歳。身長は165cm。血液型はAB型。好きなものは絵を描くこと、じいやが淹れるお茶とワッフル。魔法属性は「絵画」。
「水色の幻鹿」の団長。盛り上がった髪が特徴の青年。
基本的に無邪気な性格で初対面のアスタにも好意的に接している。団長会議の際に険悪な雰囲気を和ませようと他の団長のモノマネをするも、逆に不快に思われてしまうなど少々残念な所がある。
魔力を絵具にして操る「絵画魔法」の使い手で、異なる属性の魔法を描くことであらゆる属性を再現することができる。魔導書を手に入れた直後は創作意欲のままに絵を描いていたが、描いた絵がそのまま魔法として効果を発揮する性質から、常に周囲に被害を出していた。周囲からは「人の理解を越えた怪物」と恐れられて、自分の気持を理解しない周囲に苛立っていたが、付き人のヴァルターの助言で魔法騎士団に入団してからは、周りのことを考えるようになり、最年少で団長に上り詰めた。
水色の幻鹿の星取得数が最下位になったことにショックを受けて評価を上げようと王撰騎士団選抜試験に参加する。圧倒的な力で勝ち進むが、ユノとの戦いに熱中し、自分の魔力で魔晶石を壊してしまい敗北。さらにショックを受けることになった。
王撰騎士に選抜され、白夜の魔眼のアジト襲撃に参加。しかし、転生魔法の発動によりエルフの「リラ」に乗っ取られてライアに助太刀する形で他のエルフ4名と共にメレオレオナと対峙。その後はアスタたちを襲う。影の王宮ではアスタたちと再び交戦するも、覚醒したチャーミーの食魔法に圧倒される。
アニメオリジナルの半年間の修行編では、リラに支配されていた際の自分を救ってくれたドワーフ形態のチャーミーに恋心を抱くようになるが、その時の姿の正体がチャーミーであることを知らない。団長限定のクリスタル争奪チーム戦には、前述の恋心が引っかかるため自主的に参加を拒否した。ハート王国の精霊守による修行には、チャーミー（が変身していたドワーフ形態）に認められる強さを手に入れるべく、自らを推薦した。精霊守・ポトロフの前で術式を初見ながらも一瞬で成功させた。修業の中を経てチャーミー（普通の姿）を友達として認識するようになった。
半年後にクローバー王国がスペード王国の漆黒の三極性の一角であるダンテおよびゼノンの襲撃を受けたことから、ナハトにより結成された対スペード王国の精鋭の一人に選考され、スペード王国ではシャーロットと共にヴァニカおよび彼女の呪いがかかった八輝将2名と対峙。八輝将の攻撃を受け流し、シャーロットの魔言術式を巨大化させるなどサポートに徹して勝利に貢献した。しかし、ヴァニカが完全に悪魔の力を使えるようになったことに加え、ロロペチカが来たことで形勢が逆転し、追い詰められたところをノエルとガシャに助けられる。出現したメギキュラによってシャーロット諸共再起不能になったかに思われたが、直前に発動していた魔法によって復活しノエルたちを援護した。魔法の効果が切れると再び瀕死の状態になったが、ミモザの魔法で回復した。ルチフェロが不完全ながらも顕現した際には自身の魔法でルチフェロの重力下でも戦えるように強化していたが一蹴される。

フラギル・トルメンタ
声 - 内田彩
2月21日生まれの20歳。身長162cm。血液型はA型。好きなものはレモンシャーベット、誠実な人。魔法属性は「雪」。三等中級魔法騎士。
「水色の幻鹿」に所属する魔法騎士。フサフサの帽子を被った女性。
王撰騎士団選抜試験ではランギルス・セッケとチームを組む。2回戦ではレオポルドとハモンの二人を相手に魔晶石を守り切るが、準決勝では暴走するランギルスに怯え何もできず、ゾラから「空間貴族にビビッてただ指をくわえて見てたのか!? いい身分だな」と罵倒された。
王撰騎士に選抜され、白夜の魔眼のアジト襲撃に参加。しかし、転生魔法の発動によりエルフに肉体を乗っ取られたことでライアに助太刀する形で他のエルフ4名と共にメレオレオナと対峙。その後はアスタたちを襲うも逃げられると今度は王都を襲うが黒の暴牛に敗北した。

##### 珊瑚の孔雀
シンボルは孔雀。シンボルカラーはピンク。前年度の星取得数は8位でアスタが入団した年は7位。
ドロシー・アンズワース
声 - 伊瀬茉莉也
3月21日生まれの27歳。身長145cm。血液型はO型。好きなものはカラフルなもの、マカロン。魔法属性は「夢」。
「珊瑚の孔雀」の団長。魔女を思わせる帽子を被った小柄な女性。魔女の森出身。
常に寝ており、ゲルドルが逃走しようとした際に他の団長たちが迎撃しようとする中、ただ一人寝ていた。なお、当人はかなり明るくハイテンションな性格をしている。
「夢魔法」の使い手で、魔法が発動すると対象物はなすすべもなく夢の世界に連れていかれる。
転生魔法の発動によりエルフの「レーヴ」に乗っ取られる。サリーのアイデアで作り出された人形を見たことでレーヴの「幻惑の界」の中で実体化しレーヴと交戦する。互いの攻撃が夢の中で支えきれなくなったことで幻惑の界は崩壊し、レーヴに人間の良さの一部を垣間見せた。
悪魔撃破後は自ら復興作業を指揮し、ノエルを「幻惑の界」に呼び込んで母・アシエの死の真相を話した。
アニメオリジナルの半年間の修行編では、起きていることが多い。団長限定のクリスタル争奪チーム戦に参加し、ヴァンジャンス・フエゴレオン・シャーロットとタッグを組む。ヴァンジャンスが世界樹魔法のミスティルテインの樹を発動し敵チームを攪乱した時点で、ヤミに対し幻惑の界を発動して夢の世界に閉じ込める。エルフのレーヴが敗北した夢魔法の弱点を克服、ヤミのコピーを無数に作って数で戦力を圧倒する。最後は幻惑の界特有の徐々に睡魔が襲う特性でゲームエンドに持ち込もうとするが、次元斬り 彼岸を放たれ現実の世界のクリスタルを両チーム分破壊してしまったためバトルはドローで終了した。
半年後にクローバー王国がスペード王国の漆黒の三極性の一角であるダンテおよびゼノンの襲撃を受けたことから、ナハトにより結成された対スペード王国の精鋭の一人に選考され、スペード王国では城内道中の漆黒の使徒と戦う囮要員を担う。その途中でナハトの悪魔であるワルグナからモリスについて聞き、駆けつけた交戦するもメギキュラと契約したモリスが概念にさえ干渉できるようになっていたため敗北する。ルチフェロが不完全ながらも顕現した際にはヤミとヴァンジャンスを除く他の団長たちと共に挑むも一蹴された。

キルシュ・ヴァーミリオン
声 - 浪川大輔、小若和郁那（幼少期）
4月24日生まれの20歳。身長182cm。血液型はO型。好きなものは野菜のテリーヌ、美しいもの。魔法属性は「桜」。一等上級魔法騎士。
「珊瑚の孔雀」の副団長。ミモザの兄。
「次期団長に最も近い男」と評される実力者で、常に寝ている団長に代わって騎士団の実務をほぼ全て行う。しかし、度を越したナルシストのため、周囲からはキモチ悪いと言われてミモザからも「消えてほしい」と嫌がられている。
「桜魔法」の使い手で、王族ゆえの怪物じみた魔力量によって戦場一帯を桜吹雪で覆うことができる。また、広範囲の魔力を感知しゾラの罠魔法を見破るなど魔力感知能力も優れている。
王撰騎士団選抜試験ではマグナ・ソルとチームを組む。1回戦では好き勝手動く二人に魔法の使い方をアドバイスするなど的確な指示をだし完勝。しかし、2回戦ではブラックアスタによって自分の魔法を破られて動揺し、さらにマグナが下民だと知って一人で戦おうとするが、魔力感知を過信して落とし穴に引っかかりそのまま気絶させられる。ソルに助けられると同時に諭されてマグナと協力してアスタと魔晶石を攻撃するが、ゾラとアスタの連携に敗北。ゾラからは「始終驕りが過ぎる。テメーが一番醜い」と罵倒されるが、ミモザからは「下民の力を認めて汚れながら戦い抜いた姿は今までで一番美しい」と言われ下民の力を認めた。王撰騎士団選出試験は合格し、髪を短くして白夜の魔眼アジト襲撃時には「自分の驕りは髪と共に捨て去った」と言っている。
影の王宮突入前にはミモザを回復要員として王宮へ向かわせたため、アスタと同行できることを喜ぶ彼女には珍しく感謝されていた。

リック・コーネル
声 - 赤坂柾之
「珊瑚の孔雀」に所属する魔法騎士。三等中級魔法騎士。魔法属性は「水晶」。
王撰騎士団選抜試験ではカータス・フォルティとチームを組む。1回戦でアスタたちのチームと戦い息の合った遠距離攻撃でアスタたちを追い込むがゾラの罠魔法で自分の魔法を跳ね返されて敗北。

デミトリ・ブリント
「珊瑚の孔雀」に所属する魔法騎士。魔法属性は「炎」
王撰騎士団選抜試験ではソリド・アレクドラとチームを組むが、自分勝手に動くソリドに振り回されて作戦が滅茶苦茶になった挙句にエンに倒された。

プロトベ・コリナ
「珊瑚の孔雀」に所属する魔法騎士。魔法属性は「土」。
転生魔法の発動によりエルフに肉体を乗っ取られて平界の街を襲っていたが、駆け付けた黒の暴牛に敗北し転生魔法を解除された。

##### 紫苑の鯱
シンボルは鯱。シンボルカラーは紫。魔法騎士団の中でも団員のモラルが低く、レブチやラデスのように追放あるいは退団後に盗賊やテロリストに身を落とす者もおり、正規団員の中にもザクスのように権力を笠に着て横暴な振る舞いをする者もいれば過去には下民の団員を任務中の事故に見せかけて謀殺する事件すらも起きるほどで、魔法騎士団で唯一王撰騎士団選抜試験合格者が一人も出なかった。前年度の星取得数は4位だったがアスタが入団した年はゲルドルが背信行為により拘束されたため8位という結果になった。
ゲルドル・ポイゾット
声 - 杉田智和
12月5日生まれの28歳。身長194cm。血液型はB型。好きなものは金、地位、稀少な魔道具、ステーキ。魔法属性は「透過」。
「紫苑の鯱」の団長。目元に黒いマスクを着けた巨漢の男性。「ンフフフフ」という笑い方が特徴で、ヤミからは「固ハム」「ボンレスハム」と呼ばれている。
魔道士とは別に豪商としても知られているが、裏では黒い噂も存在し、その影響で団のモラル低下にもつながっている。
「透過魔法」の使い手で、 一定時間姿を消し、一切の魔法を透過する。この状態で本人は無敵状態となるが、魔力は消せても「氣」までは消せないため、「氣」が読めて反魔法で透過を解除できるアスタが天敵となる。
「白夜の魔眼」に通じていた裏切り者で、障壁魔導師を誘拐して「白夜の魔眼」に引き渡し「白夜の魔眼」を王都へ侵入させた王都襲撃事件の元凶。さらに内通以外でも国宝級の魔導具の横領・横流しを初め、他国からの危険魔法薬の密輸、自団員への暴行など数々の背信行為を行っていた。拘束した「白夜の魔眼」の構成員の記憶から悪事を暴かれると透過魔法で逃走しようとするも、アスタに見抜かれ、最終的にはリルに拘束された。
その後は王都の魔法封印牢に収監されていたが、転生魔法発動によるエルフたちの襲撃で魔法封印牢が壊れて脱獄、襲ってきたエルフに対抗するため因縁のあったレブチと手を組みエルフを倒した後、宝目当てで影の王宮に潜入していたが、崩壊の際にヤミにレブチ共々捕まり、騒動後はヴァルトスらと共に復興作業に従事させられている。
アニメ版ではアスタたちがハート王国から戻って暫く経った頃に、その商才に目をつけたユリウスから影の王宮から持ち出していた古の魔導具や財宝を元手に国の復興資金を集めることを条件に恩赦が与えられる。ただし、必ず利益を出すことが前提の条件であり、魔導具や財宝の価値以上の利益を出すよう遠回しに釘を刺されている。

ザクス・リューグナー
声 - 露崎亘
「紫苑の鯱」の副団長。魔法属性は「氷」。
「麗氷の聖者」の異名を持ち、ゲルドル失脚後の団の立て直しは彼の人徳と功績のお陰と言われているが、実体は若い女性を拐すようなあくどい所業もしていた様子で、自分に逆らう人間を公務執行妨害と称して暴行するなど非道で傲慢な性格。
王撰騎士団選抜試験に向かう途中、孫娘を返してほしいと自分に嘆願に来た老婆に暴行を加えようしたところをゾラに倒されて、騎士団のローブを奪われてしまう。主に国境地帯に駐屯していたため、同じ団の魔法騎士でも顔を知らない者が多く、ゾラがザクスを名乗ってもユリウス以外の人間は気づいた様子はなかった。
転生魔法の発動によりエルフに肉体を乗っ取られて平界の街を襲っていたが、駆け付けた黒の暴牛に敗北し転生魔法を解除された。

カイゼル・グランボルカ
声 - 松田健一郎
ゲルドルの後任の「紫苑の鯱」の団長。魔法属性は「渦」。
「王国最強の盾」と呼ばれ、人徳と能力を兼ね備えフエゴレオンからも一目置かれる人物で、評価の下がった「紫苑の鯱」の現状を受け入れる誠実な性格で高い包容力を持つ。
「渦魔法」の使い手で、自身の魔力で巨大な渦を作り出し、相手の魔法を流し消し飛ばすことができる。
表に立つことを好まない性格だが、ゲルドルの失脚に伴い団長に就任した。しかしエルフに肉体を乗っ取られ、影の王宮でフエゴレオンと交戦、当初は優位に立つも、最後はフエゴレオンの一撃の前に敗北した。
半年間の修行編（アニメオリジナル）では、団長限定のクリスタル争奪チーム戦に参加し、ヤミ・ジャック・ノゼルとタッグを組む。ノゼルとのコンビネーションで、かつでエルフのカイゼルに支配されていた際に敗北したフエゴレオンと自らの意志で対峙した。
魔神の王都襲撃時は自身の魔法で魔神の動きを少しの間封じてみせたが、圧倒的な魔力に敗れる。

ジギト・タリス
声 - 露崎亘
「紫苑の鯱」に所属する魔法騎士。魔法属性は「毒草」。
オドオドした性格で、転生魔法を解除された後も混乱していたが、一方で穏やかな性格でもあり、アニメでは自分の体を乗っ取っていたエルフは誰かを傷つけようとはしなかったと話している。
「紫苑の鯱」の評価回復のために恵外界のパトロールを行っていた時、転生魔法の発動によりエルフに肉体を乗っ取られてハージ村を襲撃するも、駆け付けたアスタとユノに敗北し、転生魔法を解除された。

##### 元魔法騎士団員
レブチ・サリーク
声 - 鈴木裕斗 / 青山穣
1月16日生まれの32歳。身長176cm。血液型はO型。好きなものは金。魔法属性は「鎖」。
元一等下級魔法騎士の盗賊。物語開始の2年前まで「紫苑の鯱」に所属していたが、危険な任務には出向かず上を目指すこともなかったため、後輩のゲルドルを含む他の団員からは嫌われており、ゲルドルに嵌められて任務で大きな傷を負った挙句に任務の失態の全責任を負わされて退団させられた。顔にはその時の傷跡が残っている。
「鎖魔法」の使い手で、鎖で縛り付ければ相手の魔力量に関係なく魔力を封じることができ、魔法騎士時代は「鎖魔法のレブチ」として少しは名の知られた魔導士だった。
ユノの持つ四つ葉の魔導書を狙ったが、五つ葉の魔導書を手にいれたアスタによって返り討ちにされた。その後は王都の魔法封印牢に収監されていたが、転生魔法発動によるエルフたちの襲撃で魔法封印牢が壊れて脱獄、襲ってきたエルフに対抗するため因縁のあったゲルドルと手を組みエルフを倒した後、宝目当てで影の王宮に潜入していたが、崩壊の際にヤミにゲルドル共々捕まり、騒動後はヴァルトスらと共に復興作業に従事させられている。

テレジア・ラプアール / シスター・テレジア
声 - 五十嵐麗
老シスター。顔の左側に大きな傷がある。魔法属性は「炎」。
かつては魔法騎士団員であり、「紅蓮の女豹」の異名を持って宮廷に仕えていた。幼いながらも魔力が大きかったフエゴレオンやメレオレオナの教育係を任されていたこともあり、アニメ版では彼らからは在勤15周年のパーティーを開催されるなど信頼が厚い。姉弟喧嘩をしている2人を一瞬でとめるほどの実力を年老いてもなお持っている。
教会でゴーシュの妹・マリーを預かっているが、ゴーシュとは互いに憎まれ口をたたきあっている。

アシエ・シルヴァ
声 - 優木かな
ノエルとその兄弟たちの母親。故人。32歳（死亡時）。身長167cm。魔法属性は「鋼鉄」。
ノエルによく似た容姿で、かつては「鋼鉄の戦姫」と呼ばれた凄腕の魔法騎士だったが、ノエルを産んだ際にメギキュラの呪いにより他界した。実際はノエルを産んだ後にヴァニカの襲撃に遭い、追い詰められるも子供を守るために致命傷を負わせ代わりに呪いをかけられた。その後は呪いで衰弱していき、一年後に死亡した（周りはノゼル以外真実を知らなかったためノエルを産んだからと勘違いした）。
自身の「鋼鉄」の魔法要素は、ノゼルの「水銀」魔法にのみ受け継がれており、他の子はすべて父親と同じ「水」属性の魔法となっている。
生前は当時の魔法騎士団では無類の実力を持ち、よくメレオレオナにも稽古を付けており、属性では有利だったメレオレオナですら一度も勝てなかったほどの実力を持つ。彼女の死はノゼルら子供たちの関係にも大きな影響を与えている。アニメ版では宴の席ではかくし芸を率先して行っていたと言われている。

ザラ・イデアーレ
声 - 緑川光
ゾラの父親。30歳（死亡時）。身長176cm。魔法属性は「炎」。
下民だが魔法騎士団に入るため、何度試験に落ちても諦めずに努力に努力を重ね、少ない魔力を補うべく考え抜かれた罠魔法を駆使し、やがて下民初の魔法騎士として「紫苑の鯱」に入団した。しかし下民ということで貴族の同僚たちに疎まれ、任務中に事故に見せかける形で背後から撃たれて謀殺された。ユリウスと会ったことがあり、何よりも国民を助けことを優先していた姿は当時のユリウスに「本物の魔法騎士」と評され、アニメ版では彼の死はユリウスに大きな影響を与え、彼が魔法騎士団員が身分に関係なく正当に評価されるよう等級や星のシステムを考案するきっかけにもなったことが語られている。

ラデス / ラデス・スピーリト
#白夜の魔眼を参照。

モルゲン・ファウスト
ナハトの双子の弟。故人。19歳（死亡時）。身長180cm。魔法属性は「光」。
現在のナハトと瓜二つの容姿をした青年。名家ファウスト家の次男であり心優しい人物で周りからも慕われていた。「灰色の幻鹿」に所属しており、ヤミとは同期でよく一緒に行動していた。兄と共に魔法騎士として国の平和を守ることが夢であり、自分よりも高い才能を持つ兄を魔法騎士団に誘っていた。ファウスト家の裏の顔には薄々勘づいていたが、家族愛が災いして内部告発できず、ナハトが最上級悪魔との契約儀式を始めたときに意を決して阻止を図り、儀式妨害の代償による致命傷を負い兄の腕の中で命を落とした。

#### 魔法議会
クローバー王国の司法機関。
ダムナティオ・キーラ
声 - 土田大
10月16日生まれの28歳。身長180cm。血液型はA型。好きなものは正義、紅茶。魔法属性は「天秤」。
魔法議会の議長で、王権派で知られる王族キーラ家の出身。クローバー王国を守るためなら手段・犠牲を厭わない苛烈な性格で、かつて実の父親をも裁いたことがあるという。国力維持のために魔法騎士団を失うわけにはいかないため、悪魔の力を使うアスタを処断しようとするが、ユリウスが黒の暴牛にアスタの監視と国外での悪魔の調査を命じたことで処断を中断せざるを得なくなった。裁判の後、一人でユリウスを訪ねた時、ユリウスから「いつか君の天秤もアスタの方に傾く」と言われ、国の障害になるならユリウスをも裁くと言い残して去った。
クローバー王国にスペード王国から魔神が仕向けられた際にはユリウスと共に応戦するも抑えきれなかったが、魔法同化を会得したアスタによって助けられる。ルチフェロ撃破後にユリウスの元を訪れ、集めた情報から確証はないもののユリウスの正体に気づき、彼を止めようとするもルシウスによって動きを封じられる。その後は行方不明となっている。

#### デビル・バニッシャー / デビル・ビリーバー
アニメオリジナルの地下組織。魔法議会でアスタとマリーがダムナティオにより悪魔の使いとされたことを受け、悪魔を憎む者たちが集まって結成された。主要構成員以外は金で雇われている。相手の魔法の能力などを事前に徹底的に調べ上げて作戦を確実に成功させる。目的は悪魔やその使いを滅ぼすことであり、目的のためならば自身の命を捨てることも惜しまない。
しかしそれらの目的は全て建前で、真の目的は悪魔の力を得ることでアスタのような強さを得ることであり、カブエから得た情報を基にアスタの魔導書とネロを手土産にスペード王国へ亡命し、悪魔に取り入ることを企て、その過程で魔力の低さから魔法がろくに使えない者たちを集めている。
ダズー・タヤク
声 - 茜屋日海夏
デビル・バニッシャーの中心メンバーの一人。魔法属性は「触媒」。「触媒魔法」の使い手で他人の魔力を分けてもらうことで自分の力とすることができる。
実は悪魔を崇めるデビル・ビリーバーの一人。元々は平界にあるチュリューの町に夫と姑と暮らしていたが、ろくに魔法が使えないため、幼少期から惨めな思いをしていた。他の町民からは良好な家庭と思われているが、実際は家庭内でも粗雑に扱われており、エルフの騒乱で夫が助けを求める時でも横暴な態度を取り続けたことでこれまでの鬱憤が爆発し、姑共々見殺しにしていた。
騒乱後に知人のボゥが持ってきた新聞から騒乱の原因がアスタであること、そのアスタが持つ反魔法が悪魔の力であることを知り、「自分たちもアスタのように悪魔の力を手に入れれば」と考え、悪魔に関する情報を集めるため、ボゥと共にカブエに接触、同士を集めながら悪魔の滅亡を願うものとして悪魔憑きのアスタと禁術魔法を使用したネロの処刑を目的とするデビル・バニッシャーとして行動したが、実際はアスタとネロを手土産にスペード王国に赴いて悪魔の力を得ることが真の目的であり、アスタの奪取には失敗したものの、彼の魔導書とネロを手に入れることはでき、潜伏先のボゥの家にてカブエを含む悪魔を憎む構成員をボゥの調合した毒で始末した後、アスタの魔導書とネロを持って、デビル・ビリーバーとしての同士や悪魔の力にすがるクローバー王国の民を連れてスペード王国に向かった。
国境を目前にしたところで説得に現れたアスタとノエルを人質に加えるも、触媒魔法の影響で強魔地帯から引き寄せられた魔獣からヤミら魔法騎士団長に助けられたことで罪を認め、ボゥら他の主要メンバーと共に国外追放処分となる。そして「行き先は自分たちで決める」としてアスタに魔導書を返し、死を覚悟の上でスペード王国へ向かうべく強魔地帯へと消えていった。
ボゥ・ノクデ
声 - 木下紗華
チュリューの町に住むダズーの知人の女性。魔法属性は「植物」。
現地では一流の薬剤師として知られ、魔力の低さから魔法はろくに使えないが、医療系の魔法を凌駕する高度な薬剤調合技術を持ち、相手を昏睡状態に陥れるほどの眠り薬を製造することもできる。煙で覆った範囲の魔を掻き乱す爆弾も製作しているが、魔法騎士団長クラスの魔導士に対してはほぼ無力だった。
カブエ・カリョン
声 - 佐原誠
魔法議会所属の魔導士でダムナティオの部下。38歳。魔法属性は「透過」。
魔法議会の中でも人一倍正義感が強く、悪魔に対して強い憎しみを抱いており、ダムナティオがアスタたちの処分を半年間先延ばししたことに不満を抱き、接触してきたダズーらと共にデビル・バニッシャーを結成する。
「透過魔法」の使い手で自分と相手の姿を消すことができるが、ゲルドルのように魔力までは隠すことはできない。
デビル・バニッシャーの中心メンバーとして活動していたが、実際は平民のダズーらが知り得ない情報を引き出すために利用されていたに過ぎず、マリー奪還後に用済みとされ始末される。

オノビー・シーフォ
魔法議会所属の魔導士でダムナティオの部下。31歳。魔法属性は「障壁」。
「障壁魔法」の使い手で、身長の5倍程度の半径にバリアを展開することができる。このバリアは無理に破壊しようとすると爆発する。
デビル・バニッシャーの中心メンバーとして活動していたが、マリー奪還後に用済みとされ始末される。

シオナ・キャバリー
声 - 齋藤未空
魔法議会所属の魔導士でダムナティオの部下。29歳。魔法属性は「紙」。
「紙魔法」の使い手で、任意の厚み、面積の紙を創成・操作することができる。
デビル・バニッシャーの中心メンバーとして活動していたが、マリー奪還後に用済みとされ始末される。

#### 国民
オルジ・オーファイ
声 - 中尾一貴 / 上田燿司
アスタとユノが育った教会の神父。魔法属性は「火」。

シスター・リリー
声 - 久保田未夢 / 茅野愛衣
アスタとユノが育った教会のシスター。魔法属性は「水」。
左目の下に泣きぼくろがある。アスタに好意を持たれているがその都度フッている。本名は「リリー・アクアリア」。エルフ曰く魔力は貴族クラスとのこと。非常に心優しい性格をしているが事情によっては相手に魔法を使うこともある。

レッカ
声 - 景山梨彩 / 大亀あすか
アスタとユノが育った教会の子供。魔法属性は「水」。

ナッシュ
声 - 佐藤はな / 石上静香
アスタとユノが育った教会の子供。魔法属性は「炎」。

アルル
声 - 咲々木瞳 / 山本希望
アスタとユノが育った教会の子供。

ホロ
声 - 真野あゆみ
アスタとユノが育った教会の子供。

ドルオ
ハージ村の魔導書塔を取り仕切る塔主。自分の担当地区から魔法騎士団入団者が中々出ないことを嘆いている。また、アスタの五つ葉の魔導書の正体を知っていることを仄めかす摸写がある。

サリム・ド・ハプシャス
声 - 下妻由幸
貴族ハプシャス家の嫡男。魔法属性は「雷」。
アスタやユノと同じ入団試験を受験し、四つ葉の魔導書を持つユノと試合を行うも、一撃で敗北した。
読み切り版ではレブチの立ち位置でユノを襲うが、アスタに倒された。
原作では入団試験以降は登場しないが、アニメ版ではユノとミモザの初任務の護衛対象として再登場している。ハート王国に留学することになり、護衛としてユノを指名した。
下民に対する差別意識も持たず、ユノの実力も素直に評価しているかのように振る舞っていたが、それらはすべて演技であり、実際はユノへの逆恨みから盗賊を雇って復讐を企てていた。盗賊たちが自分を狙っているかのように見せかけながらユノを攻撃させ、ハージ村で盗賊を使いシスター・リリーを誘拐してユノの魔術書を奪おうとするも、盗賊はユノに一蹴され、最初から不審に思っていたクラウスに拘束されて、ミモザの魔法で真相を白状させられた上にシスター・リリーの制裁を受けた。さらにミモザの魔法で父親のハプシャス議員の悪事まで暴露してしまったため、王都に連行された後、父親共々失脚した。

セイヒ
声 - 佐野康之
ソッシ村の村長。賭けポーカーでヤミとマグナの身ぐるみ剥いで、そのカタとして猪退治を依頼した。
若い頃に魔法騎士団の入団を目指していたが、受験はしていない。魔石を求めて村に侵入してきたヒースたちに1人で立ち向かい、命を落としてしまう。
原作では名前がなかったが、アニメ版ではセイヒという名前がつけられ、マグナとは旧知の間柄で、魔導書を手に入れてヤンチャしていたマグナを叱りつけながら鍛え、「漢」とは何たるかを叩き込み魔法騎士団の入団を後押しした恩人という設定になっている。魔法属性は不明だが、金属製の剣や矢を出している。

ニック
声 - 澁谷梓希
ソッシ村の村長の孫。祖父の死にショックを受けるが、祖父の憧れだった魔法騎士団に入団する決意をアスタに伝えた。

アンナ
ソッシ村に住む少女。ニックの幼馴染。祖父を失ったニックを心配するなど優しい性格をしている。

レベッカ・スカーレット
声 - 山口立花子
4月18日生まれの16歳。身長165cm。星座は牡羊座。血液型はA型。好きなものは兄弟姉妹と料理。
アスタが参加した合コンに参加した娘。幼い弟妹（弟3人・妹2人）を養うため食堂で働いている。
友人に誘われて合コンに参加したので最初は気が乗らなかったが、アスタとは気が合い、酔漢に絡まれたところを助けられたのがキッカケで惹かれていく。
原作では王都襲撃事件後の合コン回が初登場だが、アニメ版では第4話にて1カットのみ登場しており、第11話でもフィンラルにナンパされる形で登場している。

マリー・アドレイ
声 - 咲々木瞳
ゴーシュの妹。平界の教会で暮らしている。魔法属性は「瞳」。心優しい性格でゴーシュが自分だけを連れて逃げようとした際は叱りつけた。まだ魔導書に選ばれていないが、エルフの「エクラ」に肉体を乗っ取られた際は「瞳魔法」を使用した。
エルフ事件後、アスタが悪魔と関りがあると睨んだダムナティオの策により裁判に召喚させられた。

バロ
声 - 室元気
盗賊。自己中心的な考えの持ち主で他人のことは捨て駒程度にしか思っていない（昔は泣いている弟に魔法で作った人形を渡したりなどしていた）。相手の魔力量を見ることができる眼鏡をかけている。魔法属性は「泥」。
金目当てで白夜の魔眼に協力しており、子どもをさらって魔力を奪っていた。
さらった子供たちを助けに来たアスタたちによって追い詰められ、サリーに助けを求める。そのまま動けるようになったら金を奪って逃げるつもりだったが、サリーの魔道具によって動けるようになった代わりに人格が飛ばされ、泥の怪物と化した。そのまま弟だろうとお構いなしに攻撃するもアスタとゴーシュの連携によって敗れる。それでも暴走を続けてアスタに襲いかかるもネージュに氷漬けにされる。アニメではアスタにやられ、魔道具にて身体も消滅し、服のみが残った。

ネージュ
声 - 天﨑滉平、奈波果林（幼少期）
盗賊。バロの弟。華奢な優男。魔法属性は「雪」。
魔法で子供たちを集めていたが、根は悪人ではなく、友達を欲しがっていた。広範囲に雪を降らせる高い魔力の持ち主だが、兄のバロに頼り切っている。
マリーを助けに来たゴーシュに手も足もです敗北し、さらに暴走したバロにまで襲われるもアスタに助けられる。その後アスタたちの攻撃でやられるも未だに暴走を続けアスタに不意打ちを仕掛けたバロからアスタを守り氷漬けにして（アニメではバロが消滅し、残った服を抱きしめていた）、自身が兄に頼り続けていたことを反省し、バロに謝罪した。そして罪を認め、償ったらアスタに友達になって欲しいと頼むも直後にサリーを助けに現れたリヒト（パトリ）に刺されるが、一命を取り留め、ヤミたちを助けに向かうゴーシュに自身の魔力を渡し、彼の妹に危害を加えたことを謝罪した。その後はテレジアと共に暮らしている模様（アニメでは反省していることと、兄の命令によるもので悪意が無かったことから罪状が軽くなり、教会で奉仕活動している）。

ファンゼル・クルーガー
声 - 三上哲
10月7日生まれの28歳。身長178cm。血液型はO型。好きなものは教え子の成長と開放的なファッションとドミナの料理（だいたいなんでも美味しいと言う）。魔法属性は「風」。愛称はゼル。
元ダイヤモンド王国の指揮官。ぼさぼさの赤い髪とまばらに伸びた無精ひげが特徴で、実年齢より老けて見える。
温厚な性格だが、図々しい他力本願な面を持つ。なぜか裸でトラブルを起こすことが多い。
「風魔法」の使い手で、風の魔法を剣に纏わせたり、風の斬撃を飛ばす戦闘スタイル。教官になってからは同じように魔法が武器の形をしている子供たちの指導をしマルスにも教えていた。
前線を退いてからは、魔導戦士の教育係に従事していたが、ダイヤモンド王国のやり方についていけなくなって国外逃亡する。暗殺部隊との戦いで婚約者のドミナとはぐれてしまい、ドミナを探す途中に魔法騎士団に入るために修行していたアスタと出会い剣術の指導をする。
アスタと別れた後は再びドミナを探していたが、変質者と間違われて黒の暴牛に捕まってアスタと再会した。黒の暴牛の協力でドミナと再会した後はダイヤモンド王国を裏切ったマリエラを引き取って去って行った。
小説版のキャラクターだが、後に本編にも登場。アスタの両腕のケガを治すため魔女の森の旅に同行する。同じタイミングで魔女の森に侵攻しに来たダイヤモンド王国相手に応戦し、かつての教え子ラドロスと戦う。騒動終結後、ファナを預かる。

ドミナント・コード
声 - 冨岡美沙子
9月15日生まれの26歳。身長167cm。血液型はO型。好きなものはお金と魔導具開発・改造と肉料理全般。愛称はドミナ。
ファンゼルの婚約者。大人びた雰囲気の美女。学者畑の出身で魔道具の作成や研究を専業にしている。作る魔道具は高品質な物が多い。
元ダイヤモンド王国の軍属で中枢にいたが、国のやり方についていけなくなってクローバー王国に亡命する。暗殺部隊のと戦いでファンゼルとはぐれてしまい、城下町の闇市の女店主としてファンゼルを待ちながら生活していた。
小説版のキャラクターだが、後に本編にも登場。魔女の森出身だと明かし、ノエルたちに魔女の森の案内を買って出る。

マリエラ
声 - 千本木彩花
10月26日生まれの15歳。身長157cm。血液型はA型。好きなものは隙を突くこととゼルやドミナと過ごす時間とロリポップチョコ。魔法属性は「氷」。
ファンゼルの元教え子。ショートの黒髪とつり目が特徴の美少女。
「氷魔法」の使い手だが戦闘能力はそれなりで、部隊を率いる指揮官としての能力に優れている。
ファンゼルとドミナの助けで他の子供たちとダイヤモンド王国から逃げ出すが、追ってきたガレオに仲間を殺されてしまい、頭の良さを買われてガレオの仕事の大半を代行することを条件に生きながらえた。
その後は国外逃亡者を始末する任務に就き亡命したファンゼルを追っていたが、実は国に復讐するチャンスをうかがっていてファンゼルが黒の暴牛のアジトに捕まったのを機に、ガレオを含むクローバー王国に潜入していた諜報員たちを黒の暴牛のアジトに攻め込ませて全滅させる。
小説版のキャラクターだが、後に本編にも登場。魔女の森の旅に同行し、ダイヤモンド王国と交戦する際には、魔女たちに的確な指示を与え、ダイヤモンド軍を翻弄する。

ヴァルター
リルの執事を務める初老の男性。老齢で紳士的な人物だが身のこなしは素早い。
かつて強大な魔法を持つが故に周囲から理解されずにいたリルと向き合い、魔法騎士団に入るよう勧めた。

フィーネス・カルムルイヒ
声 - 秋山絵理
6月2日生まれの25歳。身長163cm。血液型はO型。好きなものは暖かい野菜のスープ、心の優しい人。
国王を大叔父に持つ名家の令嬢。ヴォード家の次期当主の許嫁でフィンラルに好意を寄せる。

ネイサン・アグリッパ
声 - 松田健一郎
ゴードンの父親。息子と瓜二つの容姿をしている。魔法属性は「黒油」。
数百年続く呪詛魔導士の家系であるアグリッパ家の当主だが、自身は回復魔導士であり、先祖が行ってきた呪詛の知識と薬毒の知識を健康管理に転用する研究を始めていた。ゴードンはそのことを全く知らず、未だに呪詛で人を呪い殺す仕事をしていると思われており、ゴーシュからはゴードンに「ちゃんとコミュニケーションとれ」と突っ込まれる。かつてアスタがヴェットにかけられた古代の呪詛魔法の解呪方法を教えなかったことから嫌悪感を抱かれていたが、実際は自分の代から始めた研究のため、まだ普通の病気しか治せなかったことから協力できなかっただけであった。アスタたちに自身の魔法でハート王国に悪魔の呪いがあることを教えた。

ヨンナ・アグリッパ、ロクサーヌ・アグリッパ、ニレニア・アグリッパ
声 - 松田健一郎
ヨンナはゴードンの母でネイサンの妻。ロクサーヌはゴードンの妹。ニレニアはネイサンの母でゴードンの祖母。愛犬のナナリー（声 - 松田健一郎）も含め全員ゴードンと瓜二つの容姿をしている。ニレニアは認知症気味だが、彼女の発言から、アグリッパ家の先祖はメギキュラと契約を交わしていたことが示唆されている。

リチタ
声 - 石原夏織
アスタの母。魔の宿っていない物を別のものに出し入れできる魔法を使える。生まれつき周囲にいる者の魔と生命力を吸ってしまう体質のため、生まれたばかりのアスタを止む無くハージ村の教会へ手放した。偶然にも、ザグレドの策によりリヒトの深い絶望から生まれた五つ葉の魔導書を発見して保有している。
アスタを手放した後は自身の体質が誰にも影響しない場所で一人暮らしをしていたが、悪魔が冥府から現世へ飛ばされ行き倒れているところを保護。自身の体質の影響がない彼を「リーベ」と名付け、自分の子供として育て共に暮らす。しかし、現世に顕現したリーベを冥府から発見し連れ去ろうと彼を乗っ取ったルチフェロの介入を受け、2人を引き剥がすために自身の体質を利用しルチフェロの魔を奪い尽くそうとするが返り討ちに遭い致命傷を負う。いずれリーベを取り戻しにくるであろうルチフェロから彼を守るべく、自身の魔法で彼を五つ葉の魔導書に封印した。
自身の体質が故に手放したアスタやリーベのことを愛しており、ルチフェロの一件を経たリーベは「母」の仇を誓う。
リーベの視点ではアスタにもリチタの面影があるとしており、リチタとの交流が後にアスタとリーベを結ぶきっかけとなっている。

### ダイヤモンド王国

#### 八輝将
マルス
声 - 梅原裕一郎 / 石川界人
1月8日生まれの19歳。身長170cm。血液型はAB型。好きなものはファナ。魔法属性は「鉱石」と「炎」。
ダイヤモンド王国の魔導戦士。体躯はがっしりしており、一般的な魔道士に比べて筋肉質。
ダイヤモンド王国が実験的に進めている人工的に魔力の高い魔道士を育成する計画により生み出された、ダイヤモンド王国の秘密兵器。額には魔力を増幅させる魔導石が埋め込まれており、魔導書なしでも強力な魔法を操る。ただし、その計画は才能のある子供を集め、厳しい競争にかけ、最後には一人になるまで殺し合いをさせる非人道的なものであり、その過程で幼馴染の少女・ファナを自らの手にかけたことと洗脳の影響で精神の方は若干壊れていた。
本来は「鉱石魔法」の使い手であったが、魔導学者モリスによる人体改造でファナの魔導書の一部が自身の魔導書に移植されたことで、自分の属性ではない炎の魔法が使える。
魔宮ではユノやクラウスを圧倒しとどめを刺す寸前だったが、アスタが割り込み反魔法の剣の前に敗北。回復を果たしアスタの反魔法の剣に対応した戦い方を展開し追い詰めるも、アスタが新たに手に入れた反魔法の剣とユノの魔導書から飛び出したシルフの魔法の前に再び敗れる。崩壊する魔宮からロータスによって救出され、その際、反魔法の影響で洗脳が解けてファナが自分を助けるために自ら討たれたことを思い出し本来の性格に戻った。
八輝将として魔女の森にラドロスと共に侵攻。そこで恩師であるファンゼルと再会し、ラドロスに追い詰められたファンゼルを助け、アスタと共に再会したファナを禁術魔法から解放した。実質的にモリスに牛耳られているダイヤモンド王国を平和国家に改革するという決意を持って、正気に戻ったラドロスと共に帰還していった。マルスの報告によりモリスおよび一部の八輝将はダイヤモンド王国を亡命する形となり平穏を取り戻したかのように思えたが、モリスがスペード王国に寝返ったことで間接的にスペード王国の力が増し、モリスの科学力を得たスペード王国の悪魔憑きにより、残った一部の八輝将をはじめとした魔導士が倒されダイヤモンド王国が滅ぼされかける事態を招いてしまった。

ラガス
声 - 露崎亘
ダイヤモンド王国の八輝将の1人。魔法属性は「雷」。
魔法には美しさが必要だと考える。キテン襲撃で魔法障壁を破壊する活躍をするが衝突したユノに手も足も出せず、敗北する。
ダイヤモンド王国からは「前時代の朽ちかけの将」と評されてクローバー王国の戦力を図る捨て駒扱いだった。

ブロッコス
ダイヤモンド王国の八輝将の1人。ガハハと笑うアフロヘアの大男。魔法属性は「赭土」。
キテン襲撃ではキテンの城壁を壊す突攻隊長の役割を果たすがユノに侵攻を止められる。自身の軍を壊滅させたヴァンジャンスに戦いを挑むが呆気なく倒された。
ダイヤモンド王国からは「前時代の朽ちかけの将」と評されてクローバー王国の戦力を図る捨て駒扱いだった。

ヤーゴス
声 - 室元気
ダイヤモンド王国の八輝将の1人。前髪で目が隠れた老人。魔法属性は「粘液」。
キテン襲撃では自身の魔法をランギルスの空間魔法によって呆気なく破られる。再戦の際に民間人を人質にとるが、アスタ・チャーミー・フィンラルのコンビネーションに倒された。
ダイヤモンド王国からは「前時代の朽ちかけの将」と評されてクローバー王国の戦力を図る捨て駒扱いだった。

ラドロス
声 - 草尾毅
7月4日生まれの20歳。身長180cm。血液型はO型。好きなものは赤い色、ミートソース。
ダイヤモンド王国の八輝将の1人。魔導戦士。ファンゼルの教え子。
元々は陽気な性格のお調子者だが、ダイヤモンド王国の洗脳で、他人を蹴落として上り詰めることに喜びを見出だす残忍で好戦的な性格になっている。
強大な魔力の持ち主だが、魔法の属性が無いことがコンプレックスになっている。ダイヤモンド王国の人体改造によって自身が受けた魔法攻撃を吸収し放射する能力を手に入れた。許容量に限界はあるもののファナの精霊魔法すら時間をかけて吸収し、魔法攻撃に対してはほぼ無敵の防御力を持つ。
マルスと共に魔女の森に侵攻し、そこでかつての師ファンゼルと戦う。ファンゼルを追い詰めるがマルスに邪魔をされ、アスタが弾いたファナの精霊魔法を喰らい戦線離脱した。その後、時間を掛けて精霊魔法の魔力を吸収し、ファナのと戦いで消耗したアスタたちを襲う。しかし、調子に乗って油断した隙に宿魔の剣を突き刺されて魔力を失い、追い詰められてファナの魔力を吸収し、絶大な力を手に入れるが、魔女王の力で反魔法の枷を外したアスタに敗北。魔導石が砕けたことで本来の性格に戻った。騒動終結後は、国を変えようとするマルスに協力する。

#### 軍属
ロータス・フーモルト
声 - 堀内賢雄
12月1日生まれの36歳。身長184cm。血液型はO型。好きなものは妻と娘たち。魔法属性は「煙」。
ダイヤモンド王国の魔導士。飄々とした性格の中年男性。戦闘経験豊富な実力者で「奈落のロータス」の異名を持つ。かつてヤミと戦ったことがあり、胸元に大きな傷が残っている。既婚者で3人の娘がおり大切に思っているが、娘たちの成長につれ、自身への態度が冷たくなってきた現実には心が傷ついている模様。
「煙魔法」の使い手で、魔力の感知能力に優れていて、魔法で作り出した煙の中を高速で移動しながら敵の位置を把握することができる。戦闘の経験値の高さから状況判断に優れており、相手を観察し力量を計りながら戦術を立てていく戦巧者。勝てないと見れば潔く逃げるのも辞さないが、重傷を負っても手ぶらでは帰らない、一筋縄ではいかない人物。
魔宮にある古代魔法の探索軍隊を率いる。途中存在を感知したラックと戦闘。魔法を巧みに扱いラックを追い詰めていくが、アスタとノエルが助太刀に来たことで3人と戦うことになる。3人の連携を受けて重傷を負い撤退するが、実は透明になる魔法を使って、宝物殿までたどり着いており、宝物とアスタたちとの戦闘に敗れ傷付いていたマルスを回収していた。
その後は国境付近の町キテンの侵攻部隊に副将として同行。ヴァンジャンスが発動した世界樹魔法の脅威にはいち早く気づき、三人の八輝将に戦況報告しつつ、自身は「金色の夜明け」団長ヴァンジャンスを捕らえようとするが、ヤミに横槍を入れられ失敗し、即座に撤退した。ヤミ本人は自身について全く記憶しておらず、胸の傷を見せた時は一蹴されている。その後戦場で得た情報をダイヤモンド王国に報告する。
魔女の森の一件でマルスがダイヤモンド王国へ帰還後、モリスと共にスペード王国へ亡命することとなり、漆黒の三極性のクリフォトの樹生成計画に加担する。しかし、途中でモリスの作ろうとしている世界では家族は笑うことができないと判断したことで裏切り、ドロシーと共にモリスに挑むも敵わず、駆けつけた黒の暴牛に助けられる。

ガレオ
ダイヤモンド王国の中隊長。魔法属性は「空間」。空間魔法の達人だが、それ以外に特徴はない小人物と評されている。
国外逃亡者を処罰する部署にいた時に捕まえたマリエラに仕事の大半を代行させて手柄を独り占めしていた。クローバー王国に潜んでいた諜報員たちを集めてファンゼルを捕まえようとしていたが、マリエラの裏切りで黒の暴牛のアジトに攻め込んでしまい部隊は全滅。自身もアスタたちに敗れる。

ハリス
ダイヤモンド王国の諜報員。クローバー王国の平界リャッケの魔法学校に潜入していたが、調査にきたヤミとマグナに捕まる。

モリス
声 - 赤坂柾之
5月21日生まれの28歳。身長177cm。血液型はAB型。好きなものは魔導学と知らないことを知ること。
ダイヤモンド王国の魔導学者。生まれつきの盲目。国王が危篤状態のダイヤモンド王国を裏で操っているとされる。
ダイヤモンド王国が行っている「魔導戦士」を生み出す実験も主導していたが、魔女の森の戦いでアスタと交友を深めたマルスがこれまでのモリスらの所業を暴露したために、八輝将の数名とロータスを引き連れてダイヤモンド王国へ亡命し、そこでダンテら漆黒の三極性のクリフォトの樹生成計画に加担、その際悪魔憑きの才能に恵まれていたことから、悪魔の力を得た自身の魔法でハート王国女王・ロロペチカに集約されたハート王国の知識を自身に移植し、クリフォトの樹の生成スパンを大幅に早め、自身の力も相まって冥府の門を開いて現世に悪魔を大量に招き入れた。漆黒の三極性が全員倒された後、ルチフェロの新たな契約者となる。その力を使って駆けつけたドロシーと裏切ったロータスを圧倒するも、ヤミを助けに来た黒の暴牛に自身の魔法を無力化された上、逆に自身の魔力を吸収され、手も足も出ずに敗北。冥府の門を開くための生贄にされた。

### ハート王国
ロロペチカ
声 - 芹澤優
2月21日生まれの21歳。身長165cm。血液型はA型。好きなものはハート王国、可愛いもの。魔法属性は「水」。
ハート王国の王女。普段は瓶底眼鏡をかけた地味な風貌でズボラかつドジな性格だが、水属性の精霊ウンディーネと契約し、歴代の女王の力を継承しているため彼女一人でクローバー王国の全魔法騎士団に匹敵する実力を擁し、自身の精神中にこれまでの女王が培ってきた知識が図書館として収められている。マナゾーンを駆使し国境一帯の霧の結界や水の階段を一人で操り、国内の全ての事象を見通していることから「全智の魔導士」と呼ばれる。魔導書も通常の数倍近い大きさとなっている。一方で優しすぎる余り、一切の攻撃魔法を覚えられず、それ故に聖域には至れなかった（ウンディーネも彼女を気遣い聖域の存在を伝えなかった）。
メギキュラの呪いに蝕まれ余命1年となっており、自らの命が尽きる前にメギキュラを倒すべく、悪魔に対抗できる力を持つアスタの実力を測るために入国してきたアスタ一向に敢えてガジャを差し向けるが、彼らの実力を確かめると打倒メギキュラのために共闘を表明し、クローバー王国に存在する悪魔と戦える可能性を持つ魔導士たちを集め精霊守による修行を提案する。
アニメオリジナルの修行編では、黒の暴牛団長であるヤミのことを既に知っていた他、アスタが見せた「氣」の力にロロペチカと共に興味を持ち、彼はまだまだ強くなれると確信。修行開始後はノエルとセクレに直接修行を行い、同時に因縁のあるスペード王国の漆黒の三極性の一角にして悪魔メギキュラを宿すヴァニカへの対抗策を編み出す。
半年後、スペード王国軍によるハート王国侵攻では王宮に攻め込んできたヴァニカと交戦するも、ウンディーネには呪いをかけられ、自身は力及ばず拉致されてしまう。スペード王国では、ダイヤモンド王国から亡命した魔導学者・モリスの魔法と悪魔の力によりによりハート王国の知識を奪われ、クリフォトの樹の生成スパンを早めて開門させてしまう。さらにヴァニカの呪いによって操られてしまい、本人の嫌いな攻撃魔法でシャーロットやリルを追い詰め、駆けつけたガシャと交戦する。さらに現れたメギキュラによって悪魔にされてしまい、ガシャの身体を貫いてしまうが、覚悟を決めた彼によって一瞬動きを止められ、命を賭けてメギキュラに攻撃を放った彼の姿に涙を流す。その後メギキュラに呪いを爆発されそうになるもアスタによって止められ、気絶する。目を覚ました後、ミモザによって傷が完治したガジャから告白された。

ガジャ
声 - 置鮎龍太郎
魔道階域 - 第零域
1月29日生まれの27歳。身長176cm。血液型はO型。好きなものはクリムゾンオレンジ。魔法属性は「雷」。
ハート王国の精霊守の一人。左頬に傷のある男性。かつてハート王国に留学していたミモザとは面識がある。
「雷魔法」の使い手だが、ハート王国独自の魔法術式を用いることで箒なしで空を飛んだり自身の魔法に追尾機能を付与するなど高い実力を持つ。さらに自然の魔の力を借りることでより強力な「真雷魔法」を操ることもできる。かつてユリウスとも互角以上の勝負をした実力者で精霊守の中でも突出した実力を誇るが、メギキュラには敵わず、頬に傷を付けられている。攻撃魔法を覚えられない心優しいロロペチカのために最強の攻撃魔導士になることを決め、それ故に高い攻撃力の魔法を使用する。
ミモザの協力で入国したアスタらの魔道階域を測るために敢えて戦闘を仕掛ける。その後はロロペチカの提案で他の精霊守と共にアスタらに修行をつける。
アニメオリジナルの修行編ではラックとマグナの修行を担当し、マグナが離脱したため、ラックに修行をしつつアスタの実力を測るために手合わせを行う。
修業後、ハート王国へ襲撃してきたヴァニカおよびメギキュラを止めることができずロロペチカの誘拐を許してしまう。ヴァニカの放った呪いの爆弾から辛うじて生き残り、その後はパトリらによりエリュシアへ運ばれ、彼らの究極魔法で強くなることを決意しスペード王国にて戦線復帰。ノエルと共にシャーロットたちのもとへ駆けつけ操られたロロペチカと交戦。彼女を助けるために立ち向かうもメギキュラによって悪魔と化した彼女によって胴体を貫かれる重症を負う。それを利用してノエルに魔法で自分の意思を伝え、ロロペチカの動きを封じる。そして国よりもロロペチカを護りたい自分は精霊守失格だと自嘲しながらもロロペチカを救うために命を捨ててメギキュラに攻撃を放つが、すぐに再生されそのまま死亡する。しかし、直前に発動していたリルの魔法によって一時的に蘇生し、ラックと共にノエルを援護した。メギキュラの消滅後、リルの魔法が切れたことで再び瀕死の状態になるもミモザに助けられ、一人の女性としてロロペチカを愛していることを告白した。

ポトロフ
声 - 藤井隼
ハート王国の精霊守の一人。恰幅の良い男性。魔法属性は「植物」。
アスタたちの修行の際にチャーミーの修行を担当したが、結果的に彼女がハート王国の森で暴食を行うきっかけとなってしまう。スペード王国のヴァニカ率いる部隊の襲撃でハールベートに敗北する。
アニメオリジナルの修行編では当初はリルの修行を担当し、後からやって来たチャーミーの修行も行うも、奔放な2人に手を焼く様子が描かれている。

フローガ
声 - 左座翔丸
ハート王国の精霊守の一人。魔法属性は「炎」。
レオポルドの修行を担当し、フエゴレオンやメレオレオナとの実力差に劣等感を抱いていたレオポルドに自分の長所に目を向けるようアドバイスを送る。スペード王国のヴァニカ率いる部隊の襲撃でシーヴワルに敗北する。

サラード
声 - 桃江トウコ
ハート王国の精霊守の一人。魔法属性は「土」。筋肉質の女性。
ハート王国に攻め込んできたスペード王国軍と交戦するも、漆黒の使徒に敗北する。
アニメオリジナルの修行編では原作に先駆けて名前が明かされた。ミモザとシャーロットの修行を担当したが、大雑把な性格で魔言の説明に擬音を用いるなどしたため2人を困惑させてしまった。

スムリク
声 - 槙野旦
ハート王国の精霊守の一人。魔法属性は「風」。掴み所のない性格の壮年男性。
ハート王国に攻め込んできたスペード王国軍と交戦するも、漆黒の使徒に敗北する。
アニメオリジナルの修行編では原作に先駆けて名前が明かされた。フィンラルの修行を担当し、修行内容や目的を明かさずに他の4人以上の実戦形式の修行を行っている。

### スペード王国

#### 漆黒の三極性
ダンテ・ゾグラティス
声 - 小山力也
4月28日生まれ。身長182cm。血液型はB型。好きなものは自分、悪意。魔法属性は「重力」。
漆黒の三極性のリーダー格。比較的冷静かつ温厚な性格だが、人の本性は恐怖・憎悪・復讐・破壊などの「悪」であると持論している。元々はスペード王国軍に所属していたが、当時から強い悪意を持っており、自分の悪意を満たしてくれる者が現れないことに退屈していた。
ルチフェロと契約して「重力魔法」の使い手となり、悪魔の力を一定以上開放すると角が生えるなど悪魔に近い風貌となる。また、「重力魔法」とは別に自身の本来の魔法である「肉体魔法」の使い手でもある。悪魔の力を開放する度に重力魔法や肉体魔法を強力にしている。
アニメオリジナルの修行編では原作よりも早い段階で登場し、部下からラルフが国外逃亡した報告を受けるも、気にもとめていない様子だった。
こちらの世界と冥府を繋ぐために必要となる「クリフォトの樹」と呼ばれる魔法の経路を生み出すのに必要となる冥域の魔導士であるヤミとヴァンジャンスを狙ってクローバー王国への襲撃を目論み、ゼノンが金色の夜明けのアジトを襲撃したのと同時期にスペード王国との国境付近に待機していた黒の暴牛アジトを急襲し、バネッサやゴーシュ、悪魔化したアスタを悉く圧倒、ヤミとも互角以上の勝負を繰り広げ、激戦の末に両者に敗れ瀕死の重傷に追い込まれるが、直後に現れたゼノンにより回収、ダイヤモンド王国から亡命してきた科学者・モリスにより治療および再生能力の強化が行われ、クローバー王国から侵入してきたジャックおよびナハトと対峙、重力魔法で2人を圧倒していくがジャックの裂断魔法が重力に適応してしまったことで戦局が一転したかに見えたが、戦いの最中でクリフォトの樹により冥府の門が開かれ、悪魔の力を100%引き出し戦いを継続、現れた最上級悪魔に歓喜し、ジャックと交戦して圧倒するもマグナとゾラに妨害され、彼らの圧倒的な魔力の低さに失望するも油断してマグナの魔法を喰らい強制的に魔力を均等化されて至近距離での激闘を繰り広げ、重力魔法による攻撃と肉体魔法による再生力を活かして優位に立ちかけたが、マグナの魔法により同格となった故に普段以上に消費が激しいことに加え、魔力を半分奪われた状態でいつものように魔法を使っていたせいで全く予想していない早さとタイミングでダンテ自身の魔力が枯渇し、それによりルチフェロとの交信も途絶えてしまったことで一切の魔法が使えない状態になったことに愕然、動揺しながらも同時に魔力切れとなったマグナとの激しい殴り合いの末敗北した。その後恐るべき魔力回復速度で即座に肉体を再生するも魔法が制御できずに暴走し、ジャックによって倒される。

ゼノン・ゾグラティス
声 - 鈴木達央
12月28日生まれ。身長178cm。血液型はA型。好きなものは特になし。魔法属性は「骨」。
漆黒の三極性の一角。任務遂行にあたって目標以外の魔導士は殺していいなど、非情な性格で、かつてゾグラティス兄弟が反乱を起こした際にも加担している。徹底した実力主義者でありリアリストで、弱者は部下でも即座に見限る一方で、腕の良いユノやランギルスは見下しつつも実力を認めていた。クリフォトの樹生成計画の指揮を執っており、ダイヤモンド王国から亡命してきた科学者・モリスと協力してクリフォトの樹を生成したり、古の魔神を復活させるなどしている。自身の快楽のために行動していたダンテやヴァニカとは違い、どのような手段を用いても、誰も死なない世界を実現するために行動していた。
「骨魔法」の使い手だが悪魔と契約しており、その魔力で骨魔法を強力な性能にしている他、契約した悪魔の持つ「空間魔法」も同時に兼ね備える。また悪魔の力を一定以上開放すると角が生えるなど悪魔に近い風貌となる。悪魔の力を完全に解放すると身体が骨に覆われたような姿になり、ユノたちとの戦いでは悪魔の心臓までも手に入れた。
幼少時は大人しく内向的な人物で、実力も低くダンテとヴァニカからも馬鹿にされていた。周囲からも不気味な魔法を使うとして虐められていたが、偶然そこに通りかかった少年アレンに助けられたことで仲良くなり、魔導防衛隊総隊長になるという彼に並び立つため自身も総隊長になると約束し、アレンとライバルになる。その後も二人で切磋琢磨して実力を磨き、天才と称されるほどの実力を手にしてアレンと共に入団した。しかし、任務に向かった先で封印されていた悪魔と遭遇し、圧倒される。全力の魔法を当てることができれば勝てるものの隙がなく追い詰められていたが、諦めずに挑んだアレンにより、アレン諸共ならば悪魔を殺せる隙が生まれ、仲間や街の人々の命と天秤にかけた上で涙を流しながらアレンと悪魔を殺害した。この一件で力が無ければ想いも執念も無駄であると悟り、悪魔憑きとなって自身の理想とするスペード王国を作ることを決意した。
アスタたちがハート王国を訪れているのと同時期に単独でダイヤモンド王国を襲撃し、魔導戦士を含む軍隊を壊滅状態にした。その後冥域の魔導士である金色の夜明け団長のヴァンジャンスを狙い、漆黒の使徒のガデロア、フォヤルらを従えて団アジトを襲撃。真っ先にヴァンジャンスと遭遇し、早々に骨魔法を発動させてヴァンジャンスを瀕死に追い込んで拘束した。その後現れたユノ、クラウス、レトゥアも骨魔法でまとめて致命傷を負わせ、ヴァンジャンスを誘拐して去っていく。その中でヤミとアスタの前に敗れたダンテを回収、そしてヤミを撃破して彼も連れ去っていった。クリフォトの樹生成が始まると、スペード王国のレジスタンスに対しては古の魔神を嗾けるがナハトの策によりメレオレオナ一人に倒され、さらにクローバー王国の精鋭やスペード王国のレジスタンスの侵入を許してしまい、侵入してきたユノおよびランギルスと対峙。彼らの金色の夜明け団のプライドを賭けた戦いの中でランギルスの空間魔法を完封するが、進化したユノのスピリット・ダイブ・ボレアスにより致命傷を負う。しかし、戦いの最中でクリフォトの樹により冥府の門が開かれ、悪魔の力を100%引き出したことで傷が治癒する。そのまま二人を圧倒したが、マナゾーンに到ったランギルスによって時間を稼がれ、ユノの一撃で致命傷を負う。その際に放ったユノの言葉に自身の過去を思い出しながらもベルゼブブと取引して悪魔の心臓を手に入れ復活。ユノを倒し、ランギルスも追い詰められるが駆けつけたフィンラルに妨害される。それでも圧倒的な力で二人を追い詰めたが、その間に気絶から目を覚まし、星魔法に目覚めたユノが復活。自身と似た境遇にありながらも自身と違う道を進むユノに強い殺意を抱きながら交戦。激闘の末ユノを追い詰めるも、聖域の力まで覚醒させたユノの一撃に敗北した。

ヴァニカ・ゾグラティス
声 - 小倉唯
6月27日生まれ。身長166cm。血液型はO型。好きなものは血の滾る戦い。魔法属性は「血液」と「呪符」。
漆黒の三極性の紅一点。メギキュラを宿した狂気的かつ好戦的な性格で、ハート王国のロロペチカに悪魔の呪いを掛けた張本人であり、ノエルの親の仇でもある。自身の部下を悪魔の力で不死にしており、部下からは慕われているようだが、彼女自身は部下は捨て駒程度にしか思っていない。普段は笑顔を浮かべているが、自身の興味のないものに対する態度は冷たい。
「血液魔法」と「呪符魔法」の使い手で、力を解放すると体の半分にメギキュラが現れ、一つの口から別々の言葉がでるようになる。
ロロペチカを殺すためにハート王国に部下と共に襲撃を掛け、ノエルとロロペチカと交戦する。彼女たちの連携によって魔法の威力が下がっているにもかかわらずノエルを相手に圧倒し、本気を出して殺そうとする。その瞬間を待っていたネロに悪魔の力を封印されかけるも自身の魔法で無効化し、全員を吹き飛ばす。さらにウンディーネにも呪いを掛けてロロペチカを無力化させる。それでもまだ戦えるのではないかとロロペチカに声を掛けるもすっかり戦う気力を無くしてしまった彼女に興味を無くし止めを刺そうとする。しかし、ロロペチカを助けようとしたノエルの攻撃に自身がダメージを受けたことから、今度はノエルに興味を持ち、ロロペチカを殺さずにノエルと再戦するための人質として連れ去り、姿を消す。クリフォトの樹生成が始まった際にはクローバー王国から城内へ侵入してきたシャーロットおよびリルと対峙。モリスの改造と自身の呪いを施すことで強化したダイヤモンド王国の八輝将の2人を前座として戦わせるが、シャーロットが発現させた改荊魔法により撃退され、自身も呪いを使役する力を持っていたために真荊魔法に包み込まれてしまう。しかし、戦いの最中でクリフォトの樹により冥府の門が開かれ、悪魔の力を100%引き出したことで脱出。さらに呪いによってロロペチカを操り彼女たちを追い詰める。そして駆けつけたノエルと交戦するがシャーロットによって呪いの力を使えなかったのもあり、聖域の力を手にした彼女に敗北する。さらにメギキュラによって半ば強引に体の支配権を奪われる。

#### 漆黒の使徒
ガデロア・ゴドロック
声 - 菊池通武
魔道階域 - 第零域
5月20日生まれの26歳。身長180cm。血液型はB型。好きなものは身体を動かすこと、スパイスの効いた肉料理。魔法属性は「岩石」。
ゼノンの直属の部下で、モヒカン刈が特徴の大柄な男性。狂気的かつ好戦的な性格で、相手を倒すことを快楽としている。自分の魔法で好きなだけ暴れることができればよいとしており、平和主義だった前王を殺害して自分たちに力を与えてくれた漆黒の三極性を崇拝している。
「岩石魔法」の使い手だが、悪魔の力の影響で鉄や鋼を上回る強度を誇り、悪魔の力を最大40％まで解放できる。
冥域の魔導士を狙いゼノンと共に金色の夜明けのアジトを襲撃し団員を次々と殺害、そのことに激怒しスピリット・ダイブを発動したユノと交戦し悪魔の力を40%引き出して善戦するが、岩石を風化させるスピリット・オブ・ゼファーに一閃されたことで敗北した。

フォヤル・ミグストー
声 - 露崎亘
魔道階域 - 第零域
10月28日生まれの25歳。身長182cm。血液型はAB型。好きなものは薄暗い場所、薄味の魚料理。魔法属性は「霧」。
ゼノンの直属の部下で、ウェーブがかかった長髪が特徴の細身の男。漆黒の三極性に力を与えられた自信を天才と称する傲慢な性格。
「霧魔法」の使い手で悪魔の力も併せて広範囲に霧を展開することで、自らの位置を探知できなくする・自身の幻影を多数生み出す・広範囲からの攻撃が可能など、様々な魔法を使う。ただし霧の特性故、霧を吹き飛ばすユノの風魔法とは相性が悪い。
冥域の魔導士を狙い、ゼノンやガデロアと共に金色の夜明けのアジトを襲撃し、団員を次々と殺害、クラウスの鋼魔法をものともせず一方的に攻撃を続け、満身創痍のクラウスに止めを刺す寸前、霧を吹き飛ばして乱入したユノを霧霊封手で拘束するが、それにより自身の位置を知られたことでレトゥアのアナザー・アトラスで自身の周囲の霧を剥ぎ取られたうえ、クラウスの渾身の攻撃により敗北した。

スヴェンキン・ガタード
魔道階域 - 第零域
4月21日生まれの27歳。身長201cm。血液型はO型。好きなものはヴァニカ、体づくり。魔法属性は「皮膚」。
ヴァニカの直属の部下で、オネエ言葉を話す大柄な男。ヴァニカを妄信し、彼女のお気に入りと称する傲慢な性格。「皮膚魔法」の使い手。
冥域の魔導士を狙ってヴァニカたちと共にハート王国を襲撃し、精霊守を撃破後にラックと交戦、皮膚魔法で圧倒するも、真雷魔法を身に着けたラックの渾身の攻撃により敗北した。その後、ヴァニカから与えられた悪魔の力で復活、再びラックと交戦したが、自身や他の漆黒の使徒も用済みと判断したヴァニカにより、彼女の呪符魔法で周囲を巻き込んで爆死した。

シーヴワル・スナイル
魔道階域 - 第零域
9月14日生まれの25歳。身長179cm。血液型はA型。好きなものはあら探し。魔法属性は「眼（まなこ）」。
ヴァニカの直属の部下で、釣り目の細身な男。これまでの戦闘で一度も傷を負うことも痛みを感じたこともないことを自慢としている傲慢な性格。「眼膚法」の使い手。
冥域の魔導士を狙い、ヴァニカやスヴェンキンらと共にハート王国を襲撃し、炎の精霊守・フローガを撃破後にレオポルドと交戦、眼魔法の性質でレオポルドの動きや攻撃を予測し一方的な攻撃を続けたが、攻撃を受けながらも耐え忍びながらつくった彼の魔法術式による真炎魔法を受け、その痛みから悲鳴を上げたことで居場所を特定されてしまい、敗北した。その後、ヴァニカから与えられた悪魔の力で復活、再びレオポルドと交戦したが、自身や他の漆黒の使徒も用済みと判断したヴァニカにより、彼女の呪符魔法で周囲を巻き込んで爆死した。

ハールベート・シュヴール
魔道階域 - 第零域
9月19日生まれの25歳。身長168cm。血液型はB型。好きなものは美しい自分。魔法属性は「髪」。
ヴァニカの直属の部下で、長髪の女。自らの美しさに絶対の自信を持つ傲慢な性格。「髪魔法」の使い手。
冥域の魔導士を狙い、ヴァニカやスヴェンキンらと共にハート王国を襲撃し、植物の精霊守・ボトロフを撃破後にチャーミーと交戦、当初こそチャーミーを圧倒するも、食べ物が豊富なボルンフルームの森を破壊したことで彼女の怒りを買い、食魔法を覚醒させた彼女に敗北した。その後、ヴァニカから与えられた悪魔の力で復活、再びチャーミーと交戦したが、自身や他の漆黒の使徒も用済みと判断したヴァニカにより、彼女の呪符魔法で周囲を巻き込んで爆死した。

ロベロ・リンゲルト
魔道階域 - 第零域
1月18日生まれの24歳。身長210cm。血液型はO型。好きなものは気に入ったものを舐め回す。魔法属性は「舌」。
ヴァニカの直属の部下で、肥満の男。ヴァニカに罵倒されることを喜ぶマゾヒスト。「舌魔法」の使い手。
ヴァニカと共にハート王国を襲撃し、ノエルやロロペチカ、ミモザがいる神殿に襲撃するも、ミモザの魔法により速攻で倒される。その後、ヴァニカから与えられた悪魔の力で復活。再びミモザと戦うが、自身や他の漆黒の使徒も用済みと判断したヴァニカにより、彼女の呪符魔法で周囲を巻き込んで爆死した。

ヒッシャー・オング
魔道階域 - 第零域
4月26日生まれの24歳。身長191cm。血液型はO型。好きなものは近頃料理にはまっていた模様。魔法属性は「爪」。
ヴァニカの直属の部下で、おかっぱ頭の男。「爪魔法」の使い手。
ヴァニカと共にハート王国を襲撃し、土の精霊守・サラードを撃破するも、援軍に来たガシャにより倒される。その後、ヴァニカから与えられた悪魔の力で復活。再びガシャと戦うが、自身や他の漆黒の使徒も用済みと判断したヴァニカにより、彼女の呪符魔法で周囲を巻き込んで爆死した。

#### 軍属
カンデロ兵長
アスタが交戦したカンデロの兵長。魔法属性は「毒」。
魔道階域は上域で悪魔の力を扱えるため並みの魔導士よりは遥かに強いが、解放できる力は5％程度とスペード軍の中ではかなり劣る。
強魔地帯縦断のために魔道階域が下域の国民たちから強制的に魔力を奪っていたが、国民を犠牲にする非人道的な手口がアスタの怒りを買い、要塞ごと魔法を叩き切られて敗北した。

#### その他
ラルフ・ニアフレム
声 - 高橋大輔
12月4日生まれの32歳。身長181cm。血液型はO型。好きなものはダズイモ（スペード王国原産）のポタージュ、幼い頃スペード王国で過ごした日々。魔法属性は「炎」。
代々グリンベリオール家に仕えてきた一族の出身で元スペード王国魔導防衛隊第一師団長の息子。
漆黒の三極性を止めるために強魔地帯を超えてハージ村の教会に辿り着き、連絡を受けて駆けつけてきたユノにスペード王国とユノの関係を明かした。
アニメオリジナルの修行編ではレジスタンス数名と共に強魔地帯越えを行うも、国境で兵士たちの待ち伏せを受け、仲間たちの魔力を託され、捨て身の覚悟で強魔地帯に突入した様子が描かれている。

ロイス、シエル
ユノの両親で王族。故人。謀反を起こしたダンテたちに殺害された。スペード王国の王家には代々似た特殊な魔法が引き継がれており、父ロイスは太陽、母シエルは月の魔法を持ち、息子のユノは星の魔法を持っていた。

ルシウス・ゾグラティス
10月5日生まれの44歳。身長180cm。星座は天秤座。血液型はAB型。好きなものは人間の救済。魔法属性は「霊魂」。
ゾグラティス四兄弟の一人であり、作中での言動からゾグラティス家の長男と思われる男。顔などは明かされていないが、車椅子に座っていたり咳などをしているため身体は弱い模様。しかし悪魔憑きとしての力は強く、ダンテやヴァニカよりもゼノンの方が才能があることを見抜いていた。
　その正体はかつてのパトリのように魔法帝であるユリウスとの身体を共有するもう一つの人格。自分が何をすべきなのかを探してアスタロトを従えた結果数万の未来を見たことでこの世界を真の平和にする方法を知ることになり、それを己の生きる目的としている。その平和な世界とは全ての人間を一度滅ぼしてから魔法で再生、修繕して全ての人々を平等にし、間違いが起こらないように自分が全てを管理するという酷く身勝手なもので、実際にユリウスからも受け入れられなかった。
ユリウスにはその意識が無かったが、クリフォトの樹に必要なヤミとヴァンジャンスに興味を持ったことや彼の一部の行動はルシウスの影響を受けたものであった。いつからかは不明だが、アドラメレクとはかなり前から手を組んでおり計画についても話していたらしい。
自身の計画通りにルチフェロが倒されると自分の存在に気が付いたユリウスから肉体を奪い取りその場にいたダムナティオの動きを封じる。そしてアドラメレクから受け取ったルチフェロの心臓を手に入れ、さらに冥府にいるルチフェロを倒し彼の力を全て奪い取る。さらには冥府にいる全ての悪魔を掌握し、ユリウスの精神も殺害。アスタの受勲式の直後に彼の見た未来の中で唯一存在しなかったアスタの前に現れ、魔力を持たない彼を正しい未来のための「欠陥」として攻撃する。戦いの最中に近くにいたシスターを自身の魔法によって新たな上位生命体の聖騎士（パラディン）へと変貌させ、アスタに重傷を負わせた後「魔法大帝」になることを宣言。アスタを始末すると7日後に人類最後の聖戦を始めると伝えて姿を消す。そして唯一自分を止められる可能性のあるユノの殺害を宣言した。

アレン・フィアレイン
ゼノンの親友にしてライバル。故人。17歳（享年）。身長168cm。誕生日4月10日。血液型はO型。好きなものは暖かいダズイモのスープとパン。魔法属性は「炎」。
アスタと似た容姿の正義感の強い少年。スペード王国の人々を守り、凍えた大地に希望の火を灯す存在になりたいという夢を持ち、そのために魔導防衛隊総隊長を目指していた。
幼少時の頃虐められていたゼノンを助け、不気味がられていたゼノンの魔法を強そうな魔法と褒めたことで彼と親しくなる。ゼノンとはどちらが総隊長になるか勝負をしており、共に切磋琢磨し、ゼノンもアレンの存在から一度は悪魔憑きとなるのを止めていた。ゼノンと一緒に第四師団に入り、新人ながらに即戦力として認められていた。しかし、任務で悪魔と遭遇した際に、諦めずに突撃して悪魔の隙を作ったことでゼノンに背後から悪魔諸共殺されてしまい、彼の人生を大きく変えた。

### 日ノ国
龍頭 龍彌（りゅうどう りゅうや）
日ノ国の将軍。
夜見 一花（やみ いちか）
龍禅七人衆の1人でヤミ団長の実妹。
闇妖術
闇纏・黒武者

黒星

黒三日月

無生ヶ嶽縁（むしょうがたけ よすが）
龍禅七人衆のリーダー格にして最強の剣士。
鉄妖術
鐡ノ武神

天満屋敷富士央（てんまんやしき ふじお）
龍禅七人衆の1人。猫を肩に乗せている旅芸人風の男。
音妖術
奮闘人応援歌

華蔵閣銀之丞守冬（けぞうかく ぎんのじょうもりふゆ）
龍禅七人衆の1人。儚げな美女であるが、刀を抜くと豹変する。
雪妖術
血染め衣の白銀狐

刎ヶ辻浄蔵（はねがつじ じょうぞう）

風妖術
颬颬羅殺刃

大岡大左衛門（おおおか だいざえもん）

土妖術
明王大太郎法師

伊万里小鞠（いまり こまり）

雷妖術
金剛夜叉姫☆五重舞々

御厨文人（みくりや ふみと）

### 白夜の魔眼
リヒト（パトリ）
声 - 櫻井孝宏、柚木尚子（幼少期）
12月24日生まれの26歳。身長172cm。血液型はO型。好きなものはエルフの同胞たち。
「白夜の魔眼」の頭首。額に魔眼の紋章のような物を付けている男性。魔法属性は「光」。
四つ葉の魔導書の持ち主で、クローバー王国の歴史上数人しかいないといわれる「光魔法」の使い手。魔法帝以上に速い光速移動から見えない速度の光の剣を放つ。
その正体はヴァンジャンスの身体に転生したエルフ族の少年パトリ。リヒト似の姿に転生したことでリヒトを名乗り、転生したエルフたちを復活させ人間への復讐を決意、最初にライア、ヴェット、ファナの魂を禁術魔法で復活させた後、全てのエルフを転生させる禁術魔法を発動するための魔石を集めるため、「クローバー王国を滅ぼし、独立国家を建国する」ことを建前に人間たちを利用し、白夜の魔眼を結成した。
ネアンの洞窟でサリーを助けるため姿の全貌を明かし、救援に来たヤミと交戦、相性の悪さから敗れてしまうが、三魔眼の救援を受けしばらくはファナの回復魔法を受けて一旦戦線を離脱、ヤミの奇襲を受けるも光魔法でカウンターを決めようとするが、飛び込んできたアスタの反魔法の剣の攻撃で倒れ、かけられていた封印魔法が解かれてしまい、暴発寸前の所で三魔眼の封印魔法で抑え込められ撤退を余儀なくされた。
王撰騎士団がアジトを襲撃している頃、ユリウスと交戦するも劣勢に立たされ、かかっていた封印を解いて全国民の命に狙いを変え、時間反転魔法によって全国民の命を救ったユリウスの隙をついて致命傷を負わせ、魔石を奪いアジトへと逃走、石版に全ての魔石を入れ、「白夜の魔眼頭首リヒト」としての言葉を述べた後に本心を語り、大規模な転生魔法を発動させた。
その後は影の王宮で最後の魔石を手に入れるためにユノを狙うが、その最中にロンネに取りついていたザグレドによりライアが重傷を負い、実体化したザグレドからエルフ滅亡の真実を聞かされたことで激昂、攻撃するが逆に言霊魔法で囚われ、さらにエルフの転生の真実を聞かされ自分が駒でしかなかったことに絶望し、魔導書を五つ葉の魔導書に変質させられ奪われてしまう。その後ダークエルフとなり「魔光魔法」を発動、人間に対する怨嗟を吐きながらアスタたちを襲うが、乱入したノゼルと戦い水銀魔法で拘束され、滅魔の剣の力で自身の精神世界に侵入したアスタに怒りをぶつけるも、アスタの説得により正気を取り戻した。復活したルミエルや記憶を取り戻したリヒトのサポートの下、アスタやユノと共にザグレドと戦い勝利。その後は滅魔の剣の力で他のエルフと共に転生を解除されたが、ラデスの腹いせに近い死霊魔法でリヒトの複製体の肉体に魂を入れられたことで蘇生し、ヴァンジャンスと初めて生身の肉体で対面したうえで現代で生きていくこととなった。
その後はリヒトとテティアが身籠った双子のうちの一人の子孫が築いたエルフの秘境の地であるエリュシアで過ごしており、護り神の巨木・ドリアーデのご神託により、ハート王国でヴァニカが放った呪い爆弾の爆発から生き残ったノエルたちを運んできた。半年かけても敵わなかったヴァニカおよびメギキュラの打倒に闘志を燃やす彼女たちをさらに強くするため、エルフの究極魔法を用いることを提案する。修業後は自身もスペード王国での対決に参戦。

#### 三魔眼（サードアイ）
ライア
声 - 新井浩文 → 森田成一
推定年齢25歳。身長181cm。血液型はA型。好きなものは酒の席と日向ぼっことエルフの同胞。
「不実」を冠する三魔眼の一人。魔法属性は「模倣」で、「模倣魔法」の使い手。
自分のことを「嘘つきで面倒くさがりで不実」と称し、かつて模倣魔法の魔導書に選ばれた時も「中身が空っぽな自分にはお似合い」と自嘲していたが、「人を見るのが好きだから模倣魔法になった」「人を真摯に見なければ使うことができない優しい魔法」とリヒトが言ってくれたことに、内心嬉しく思っていた。
相手が嘘を付いているかどうかを見抜くことができるため、アスタが魔法帝になって差別の無い国を作りたいと言ったことに嘘がないことや、ロンネ（に取り憑いたザグレド）の言葉に嘘があることを見抜いたりしている。またエルフ族の中では、本物のリヒトを除いて唯一ルミエルが裏切っていなかったことを理解していたものの、少しでも人間への憎しみを削ぎたくなかったこと、そして本物のリヒトをはじめとした他のエルフ族に再度会いたかったことからその事実を伏せていたが、それによりパトリが人間に対し強い復讐心を抱き続け、結果的にザグレドの計画通りにことが進むこととなった。
ネアンの洞窟で倒れていたリヒト（パトリ）を助けるために登場、そのままシャーロットと交戦するが、リヒト（パトリ）が暴走したため3人で「封印魔法」を使い、暴走を止め一時撤退。その後は魔法によって魔法騎士団団長の誰かに変身してクローバー王国に潜入していた。
白夜の魔眼のアジトでメレオレオナと交戦するが、まるで歯が立たず他の三魔眼同様に自爆魔法で道連れにしようとするが、アスタによって阻止され、アスタがメレオレオナに話した魔法帝になって作りたい国を聞いたことで一瞬心を動かされるも、もう止められないと話し、直後に魔石による転生魔法の発動によりエルフ本来の力を取り戻しアスタたちを襲った。
影の王宮出現後は、ロンネに乗り移っていたザグレドの存在に気付くも直後に重傷を負わされ、その後アスタと共に乱入したミモザの治癒魔法で一命をとりとめ、ザグレド撃破後は2度目の転生で魂が肉体に定着していたため、ファナ、ヴェットと共に現代で生きていくことを決める。
その後はエルフの秘境の地であるエリュシアで過ごしている。

ヴェット
声 - 高塚正也
推定年齢28歳。身長196cm。
「絶望」を冠する三魔眼の一人。野獣のような大柄で筋肉質の男性。冠する名の通り圧倒的な力で相手をいたぶって、絶望させることにこだわる。人間を「ゴミ」「虫けら」と呼んで見下し、特に王族の人間を「穢れた一族」と呼ぶほど憎悪している。魔法属性は「獣」で、「獣魔法」の使い手。
何らかの迫害を受けて倒れていたところをエルフのヴェットに似ていると認識したリヒト（パトリ）に拾われ、禁術魔法「邪眼」によりエルフのヴェットに肉体を乗っ取られ転生したことが示唆されている。
魔力の総量が桁違いで、常にあふれる魔力で護られ並の魔導士の攻撃では防御しなくても通用しない。一撃で死にかねない攻撃力に氣を読んでも対応できない速さ、さらに敵の氣を読むことで接近戦では無類の強さを誇る。
ネアンの洞窟で倒れていたリヒト（パトリ）を助けるために登場、ジャックと交戦するが、リヒト（パトリ）が暴走したので決着がつけられないまま撤退。
海底神殿にある魔石を狙って、数名の魔導士を引き連れて乱入、黒の暴牛の団員や海底神殿の神官魔道士を次々倒していき、アスタ・フィンラル・バネッサの3人との戦いでは3人の連携の前に翻弄され、絶望させるためにワザと宿魔の剣を腹部に受けてアスタの両腕を捕らえボロボロにするもそれが仇となって宿魔の剣に魔力を吸われて弱体化し敗北、最期にアスタたちを道連れに自爆しようとするが、現れたヤミに一刀両断され絶命した。
パトリが魔石の力で転生魔法を発動した際、サリーが作った複製体にヴェットの魂が宿り再び転生する形で15歳の容姿で復活し、影の王宮でメレオレオナと交戦するも彼女の一撃の前に敗北した。ザグレド撃破後は2度目の転生で魂が肉体に定着していたため、ライア、ファナと共に現代で生きていくことを決める。
その後はエルフの秘境の地であるエリュシアで過ごしている。

ファナ
声 - M・A・O
「憎悪」を冠する三魔眼の一人。額に魔導石が埋め込まれている虚ろな目をした女性。
「炎魔法」の使い手で、元々は回復魔法が得意だったが、サラマンダーが宿ったことにより、圧倒的な攻撃力を誇る精霊魔法を放つ。三つ目が開眼するとサラマンダーが巨大化するのに加えて「鉱石魔法」が使えるようになる。
本作では同名の人物が2人存在するため、以下分割して記載。
ファナ（人間）
3月24日生まれの19歳。身長162cm。血液型はA型。好きなものはマルスと陽の光。魔法属性は「炎」。
ダイヤモンド王国の孤児で魔導戦士候補としてマルスと共に訓練を受け、最終試験での殺し合いでマルスを生かすため自ら討たれた後、息を吹き返したことでモリスに魔導石を取り付けられるが、死にかけで魔力が増大しなかったため捨てられたところを、容姿や魔がエルフのファナと似ていると認識したリヒト（パトリ）に拾われ、禁術魔法「邪眼」を使われてエルフ（自身と同名のファナ）に乗っ取られた。
魔女の森での戦闘でマルスの声を聴いたことで記憶を取り戻し、アスタによって魔導石と邪眼を破壊されたことで禁術魔法から解放され、騒動終結後はファンゼルたちと共にマルスの帰りを待つ。
ファナ（エルフ）
「邪眼」によって人間のファナの肉体にエルフのファナが転生した姿。本来は人間のファナと同様明るい性格だが、「邪眼」の影響で精神が不安定となっており、「憎い」が口癖になっているなど、冠する名の通りその言動は憎悪に基づいたものとなっている。火属性の精霊サラマンダーを宿している。
ネアンの洞窟で倒れていたリヒト（パトリ）を助けるために登場、リヒト（パトリ）の傷を癒しながらノゼルと交戦するが、リヒト（パトリ）が暴走したので決着がつけられないまま撤退。
魔女の森にある魔石を狙って、数名の魔導士を引き連れて侵入、これを阻止するために来たアスタたちと交戦、追い詰められて自爆しようとするが、マルスの声を聴き、禁術魔法から解放されて人間のファナが記憶を取り戻したことでエルフとしての魂は体から離れた。
パトリが大規模な転生魔法を発動させたことでエルフの魂がサリーが作った複製体に再び転生したことで15歳の容姿で復活、影の王宮でのノエルとの交戦時、サラマンダーが不在ゆえに炎精霊魔法が使用できないながらも、あちらの世界の魔により強大な炎の魔法を扱うことができるようになっていた。ザグレド撃破後は2度目の転生で魂が肉体に定着していたため、ライア、ヴェットと共に現代で生きていくことを決める。
その後はエルフの秘境の地であるエリュシアで過ごしている。

#### 構成員
ヒース・グライス
声 - 置鮎龍太郎
11月14日生まれの31歳。身長184cm。血液型はA型。好きなものは予定通りと時間厳守。魔法属性は「氷」。
「白夜の魔眼」に所属する魔導士。額の右から左頬にかけて大きな傷がある男。左手に持った懐中時計で常に時間を気にしており、自分の決めた時間通りに事が運ばないと苛立ちを見せる神経質な性格。魔（マナ）が少なくあまり魔法の使えない下民を「劣等種」「モノを扱えない獣」と侮蔑する差別主義者でもある。
「氷魔法」の使い手で、部下の霧魔法と複合することで更なる力を発揮する。また、自分の氷は自在に氷解することができる。
数人の部下と共に魔石を探してソッシ村を襲撃し、アスタ・ノエル・マグナと交戦する。アスタの魔法を無効化する剣を危険視し、防ぐことのできないほどの数の魔法でアスタを圧倒。しかし、村人を守りたい想いで覚醒したノエルの魔法と、決して諦めないアスタとマグナの連携の前に倒れ、マグナに拘束されるも、体内に仕込んだ魔導具によって部下共々氷結、粉砕し自害した。

フルス
「白夜の魔眼」に所属する魔導士。魔法属性は「水」。
ヒースの指揮下でソッシ村を襲撃。拘束される寸前に逃亡に成功し、魔石の情報を持ち帰った。

ラデス / ラデス・スピーリト
声 - 赤坂柾之
12月17日生まれの21歳。身長は174cm。血液型はA型。好きなものはローストビーフ、自分の言うことをきくもの。魔法属性は「屍霊」。
「白夜の魔眼」に所属する魔導士。左眼の方を眼帯で覆っている長髪の男。
かつては魔法騎士団「紫苑の鯱」に所属していたが、使用する魔法が禁術とみなされ追い出された。自分を認めなかったクローバー王国に対して強い恨みを抱き、独断で王都を襲撃する。
非常に短絡的な思考の持ち主であるが、王族並の魔力を持ち、入団試験ではトップ合格だった。自分の魔力に絶対の自信を持っている反面、所持している魔導書は一ページしかなく（魔法が一つしか使えない）、そのことに対して強い劣等感を持っている。
死体に魔力を張り巡らせて操る「屍霊魔法」の使い手。自身の魔力の量も多いため、数百の死体を操ることができ、誘導や攻城戦に適している。また、その人物が生前に使っていた魔法を駆使することが可能。
王都襲撃の計画の中では自身の復讐を最優先にして行動を起こし、「紅蓮の獅子王」団長フエゴレオンとの戦いに敗れると当初の計画の実行（フエゴレオンの持っている魔石の奪取）に移行し、自身も撤退しようとする。だがそれを許さないアスタと交戦することとなり、アスタに傷を負わせられてから撤退した。
王都襲撃後は操れる死体をほとんどを失うも、魔力を持っていないにもかかわらず自分を追いつめたアスタに敵愾心を燃やし、アスタを倒すために新たに死体の軍団を集めている。黒の暴牛のアジトから魔石を奪うが、禁術魔法を発動させるための「途方もない魔力と犠牲」の生贄としてリヒト（パトリ）に利用される。しかし、利用されて殺された怒りで死霊魔法を魂を操る真の死霊魔法に成長させ肉体に魂を戻し生還。リヒト（パトリ）への復讐のため黒の暴牛と手を組む。影の王宮崩壊時はヴァルトスの魔法で脱出し、転生が解除され成仏するパトリの魂を利用された腹いせに魔法で抜け殻となったリヒトの複製体に憑依させた。
クローバー王国が漆黒の三極性の一角・ゼノンおよびダンテにより襲撃された後、ナハトの率いる対スペード王国の精鋭の一人として選ばれている。

ヴァルトス
声 - 濱野大輝
12月27日生まれの25歳。身長178cm。血液型はA型。好きなものは静かな場所。魔法属性は「空間」。
「白夜の魔眼」に所属する魔導士。両目に傷のようなものがある細身の男。魔眼の構成員の中でも一際リヒト（パトリ）への忠誠心が高い。黒の暴牛のアジトから魔石を奪うが、禁術魔法を発動させるための「途方もない魔力と犠牲」の生贄としてリヒト（パトリ）に利用される。しかし、ラデスの成長した死霊魔法により生還しリヒト（パトリ）の真意を確かめるため黒の暴牛と手を組む。この時、チャーミーにはガリガリの容姿を心配されて食事を差し伸べられている。一連の騒動後はこれまでの罪を償う決意をし、影の王宮崩壊時には言霊魔法の悪魔の浸食する魔法に飲み込まれゆくすべての魔導士たちを空間魔法で救い、その後はゲルドルやラデスらと共に復興作業に従事している。
クローバー王国が漆黒の三極性の一角・ゼノンおよびダンテにより襲撃された後、ナハトの率いる対スペード王国の精鋭の一人として選ばれている。冥府の門が開かれた際は、空間魔法によりスペード王国民を避難させている。

キャサリン
声 - 実川貴美子
4月20日生まれの56歳。身長165cm。血液型はO型。好きなものはラズベリーパイ、若いイケメン。魔女の森出身。
「白夜の魔眼」に所属する魔導士。魔女の格好をした女性。魔法属性は「灰」。
他者から魔力を奪う能力を持ち、奪われた相手は体が老化する。本来の姿は老婆だが、他者から魔力を奪って若い姿を保っている。
王都襲撃の際にユノと戦い優位に立つが、シルフの力をコントロールしたことで逆転されて、吹っ飛ばされた先にいたチャーミーに倒され捕縛される。
禁術魔法を発動させるための「途方もない魔力と犠牲」の生贄としてリヒト（パトリ）に利用されて死亡した。

サリー
声 - 津田美波
3月17日生まれの17歳。身長160cm。血液型はB型。好きなものは面白い研究対象。魔法属性は「ゲル」。一人称は「僕」。
「白夜の魔眼」に所属する魔法科学者。眼鏡をかけ、露出度の高い服を着ている少女。狂気に満ちた言動をするマッドサイエンティスト。
「ゲル魔法」の使い手で、ビームを曲げたり、毒を中和したりと防御力が極めて高い。魔法に様々な特性を加えることができる魔道具を所持し、自身や味方を強化して戦う。
反魔法の力を扱えるアスタに強い関心を抱いており、仲間たちの反対を無視してアスタを拠点まで連れて帰ろうとするほどに、アスタの身体や魔導書を研究し尽くしたいと考えている。黒の暴牛のアジトから魔石を奪うが、禁術魔法を発動させるための「途方もない魔力と犠牲」の生贄としてリヒト（パトリ）に利用される。しかし、ラデスの成長した死霊魔法により生還しアスタが研究に協力する条件で黒の暴牛と手を組む。転生魔法でエルフに支配されたドロシーが使用した夢世界内では、ドロシーの魔法の欠点にいち早く気づいている。一連の騒動後は復興作業に従事している。
アニメオリジナル版の悪魔に対抗するための特訓編で黒の暴牛団の前にマルクスらと共に登場し、ユリウスの命令で新たな魔道具を作ろうと団員たちに薬を注入しドタバタ騒ぎを起こした。最後には、アスタが言った「人の役に立つ研究」に強い興味を抱いて去っていった。
クローバー王国が漆黒の三極性の一角・ゼノンおよびダンテにより襲撃された後、ナハトの率いる対スペード王国の精鋭の一人として選ばれている。

ゲオルク
声 - 露崎亘
「白夜の魔眼」に所属する魔導士。王都襲撃の際ラデスに加勢に来た5人の一人。魔法属性は「風」。
撤退後アジトに現れたユリウスに捕まり、そのままキャサリンと共に情報を引き出すための捕虜となる。
禁術魔法を発動させるための「途方もない魔力と犠牲」の生贄としてリヒト（パトリ）に利用されて死亡した。

ザリック
声 - 露崎亘
「白夜の魔眼」に所属する魔導士。海底神殿襲撃の際、ヴェットに従っていた3人の1人。魔法属性は「鎖」。
原作ではゴーシュを苦戦させたものの、名前も不明でその具体的な強さも詳しく描かれなかったが、アニメではザリックという名前と、攻撃魔法を即座に感知して反撃する、攻防一体の「鎖魔法」の使い手という説明がなされた。
ゴーシュ曰く「顔もしゃべりもザコっぽいのにとんでもない強さ」であり、窮地に追い込むが、グレイの変身能力を利用したゴーシュの奇襲の前に敗れ去る。戦闘終了後、捕虜として王都に送られる。

ズータ
声 - 赤坂柾之
「白夜の魔眼」に所属する魔導士。海底神殿襲撃の際、ヴェットに従っていた3人の1人。魔法属性は「蔓」。
「蔓魔法」の使い手で、引っ掛かった相手から蔓で魔力を吸い取る罠魔法を得意としている。ゴーシュとグレイを捕えるも、チャーミーの「眠れる羊の一撃」で吹っ飛ばされ敗北。戦闘終了後、捕虜として王都に送られる。
原作では名前は出なかったが、アニメではズータという名前と、「老け顔の20歳」という設定が与えられた。

アバリ
声 - 光秀
「白夜の魔眼」に所属する魔導士。海底神殿襲撃の際、ヴェットに従っていた3人の1人。魔法属性は「空間」。
ヤミとジフソがいた岩窟を強力な空間魔法で封じ、ヤミを足止めするも、ヴェットを相手に誰一人諦めることなく奮戦するアスタたちの戦いを見て次元斬りを習得したヤミに、空間魔法を破られて倒される。戦闘終了後、捕虜として王都に送られる。
ザリック、ズータと同じく原作では名前は出ず、アニメでは名前が与えられた。

トイケ
声 - 宮本淳
「白夜の魔眼」に所属する魔導士。アニメオリジナルキャラクター。原作ではいなかったヴェットの4人目の部下。魔法属性は「モスキート」。
蚊の口吻を針として使い、羽音を音波攻撃に変える異色の魔法の使い手。バネッサを追い詰めたが、油断した隙に糸で操られてしまい、自分の魔法で自滅した。語尾に「〜か」とつけるのが口癖。

### 海底神殿
ジフソ
声 - チョー
9月5日生まれの88歳。身長150cm。血液型はO型。好きなものはゲームと魚介のカルパッチョ。魔法属性は「遊戯」。
海神を崇める海底神殿の大司祭。ゲーム好きで陽気な性格の老人。
「遊戯魔法」の使い手で、海底神殿に客がくると神官魔道士たちとゲームで戦わせる。

カホノ
声 - 潘めぐみ
11月15日生まれの15歳。身長157cm。血液型はA型。好きなものは歌うこととお金とアイス。魔法属性は「歌」。
海底神殿の神官魔道士。大司祭の孫でキアトの妹。
人懐っこい天真爛漫な性格。「歌魔法」の使い手でアイドルになる夢を持つ。
浜辺でノエルと出会い、魔力をコントロールしようとする彼女にアドバイスを送る。海底神殿にてノエルと再び出会い、戦いの中でノエルが既に魔力を制御できていると伝えた。ヴェットの襲撃を知ると、ノエルと共にアスタたちのもとへ駆けつけ、キアトとの連携でヴェットに善戦するも喉を潰されてしまうが、最後の力を振り絞ってアスタを回復させた。アスタたちが持ち帰った魔女王の滅呪の血籠り繭を封じた薬で再び声が出せるようになった。

キアト
声 - 細谷佳正、小若和郁那（幼少期）
2月4日生まれの18歳。身長176cm。血液型はA型。好きなものは踊ることとラクエで食べた肉料理。魔法属性は「舞踏」。
海底神殿の神官魔道士。大司祭の孫でカホノの兄。
「舞踏魔法」の使い手で、二本の宝剣を使った剣舞で戦う。踊ることで無意識のトランス状態になるので相手は動きを予測しにくい。
当初はアスタと交戦していたが、ヴェットの襲撃を受けアスタと共に交戦する。駆けつけたカホノとの連携で善戦するも敗れ、右足を切断されてしまう。その後アスタが持ち帰った魔女王の滅呪の血籠り繭を封じた薬で接合した。

ジオ
声 - 赤坂柾之
海底神殿の神官魔道士。大司祭の息子でキアトとカホノの父親。魔法属性は「水」。
海底神殿最強の実力者で、マグナとラックの二人を相手に余裕を見せるが、ヴェットには歯が立たなかった。
黒の暴牛との別れの際にはいいところがなかったと嘆いていた。

### 魔女の森
魔女王（本名不明）
声 - 魏涼子
11月3日生まれ。身長170cm。血液型はO型。好きなものは赤ワインと魔女の森の霧がかった朝。魔法属性は「血液」。
魔女の森を治める長。全ての魔女の母なる存在で、何百年もの時を生きている。完璧なものを求めており、「不完全」なものは排除しようとする。
「血液魔法」の使い手で、多数の高度な魔法を操り、武者修行に魔女の森に訪れたヤミでも今の自分では勝てないと撤退したほどの実力者。また、占いによって未来を予知することができる。
直談判に来たバネッサの願いを一度は断るが、魔女の森に同じタイミングで侵攻に来たダイヤモンド王国と白夜の魔眼に対処するため、アスタの両腕を自身の魔法で一瞬にして治す。戦闘後、アスタを操って反魔法の力を手に入れようとするが、バネッサが運命を操る魔法に覚醒したことで敗北。騒動終結後は、アスタの持つ2本の剣がかつて人間に滅ぼされたエルフ族の長が所有していた物であることを教えた。

### 精霊
シルフ / ベル
声 - 内田彩
身長15cm。好きなものはユノとユノ以外を小ばかにすること。
四大属性「風」の精霊。魔宮の奥の宝物殿の巻物にユノが触れたことで、ユノの魔導書に宿って力を貸し、彼が「風精霊魔法」が使えるようになる。ユノには「ベル」、アスタには「(ちっちゃい)精霊さん」と呼ばれている。
一息吹いただけで、マルスの創成魔法を粉々にする強力な魔力を持っている。最初はユノが気付かないため協力できなかったが、キャサリンとの戦いでユノが感知できるようになってから、お互い意思疎通ができるようになる。ヤキモチ焼きな性格で、日頃自分には素っ気ないユノが、アスタに対しては笑顔を見せるため、アスタに嫉妬している。ユノが好きなチャーミーとは仲が悪い。ユノがエルフ化した際にはシルフも同じように耳が尖り、また胸が肥大化している。魔導書の持ち主の自我がエルフの魂に打ち勝っていれば精霊もエルフの支配を受けない模様。
サラマンダー
四大属性「火」の精霊。四大精霊の中でも最も攻撃力が高いとされて存在自体が一国の軍事力に匹敵する。魔導書に宿ると持ち主は「炎精霊魔法」が使える。
ネアンの洞窟の時はトカゲの状態であり、ヤミは「未発達」と述べていた。魔女の森を攻める際には羽が生えファナを乗せられるほど大きくなっている。
当初は三魔眼の一人ファナに宿っていたが、魔女の森の戦いで一時的にラドロスに吸収された後に行方不明となる。パトリの転生魔法発動によるエルフたちの襲撃の際、仲間や王国を守るため戦い続けなければならないフエゴレオンの意思に魅かれて彼に宿った。その際、切り落とされ失っていた彼の片腕を炎で義手として構成しており、姿は成長したままのもの。
ウンディーネ
声 - 植田佳奈
四大属性「水」の精霊。水でできた身体を持つ女性の姿をしており、代々ハート王国の王女と契約している。現在はロロペチカと契約しており、ズボラな彼女をフォローしている。クローバー王国の魔導騎士とタッグを組んでロロペチカと共にヴァニカおよびメギキュラと対決する最中でメギキュラにより呪われた。

### エルフ族

#### セフィラの徒
天の啓示を受け取れる、以下の10人のエルフたち。一定人数が集結すれば影の王宮への入り口を開くことができる。
リヒト
声 - 櫻井孝宏
エルフ族の長。魔法属性は「剣」。
四つ葉の魔導書を持つ「剣魔法」の使い手。アスタが持つ反魔法の剣と魔導書の元の持ち主で、反魔法に変質した魔法剣を本来の力で使うことができる。
自然の魔が暴走して出来た竜巻に困っていたテティアを助けたことがきっかけとなり、テティアとテティアの兄であるルミエルと懇意となり、自身の子を身ごもったテティアと結婚するも、結婚式の日にザグレドに唆された人間の王族の襲撃により他のエルフたちとテティアが死亡、それにより深い絶望に飲まれたことで自身の所持する四つ葉の魔導書が悪魔を受容できる五つ葉の魔導書に変質してしまい、恐ろしいほどの負の魔に満たされ自由がきかないこともあってそのまま体を乗っ取られそうになったが、直前にルミエルが駆け付けたことで心を持ち直し、体と魔法を明け渡さないように自分を殺してほしいと頼むとルミエルの制止も振り切って最上級禁術魔法で肉体を魔神に変化、彼の思いを汲んだルミエルと激しい戦いの末討たれた。
パトリが魔石の力で禁術の転生魔法を発動したことで、サリーが作った複製体の肉体にその魂を宿すも意識が未だにしっかりしていない状態だが、転生したエルフ2人を倒したアスタとユノと交戦、アスタから宿魔の剣を奪い、宿魔の剣の本来の力を遺憾なく発揮して追い詰めるが、決して諦めないアスタとユノの攻撃を受けて、滅魔の剣がアスタに渡ってしまい、その後2人とミモザを魔法で追い出すとライアと共に行動、ザグレドが出現した際には覚醒が完全に済んでいない状態で剣魔法も次第におされてゆくが、境地に立たされた際にシャルラとヤミに救われ、そしてその後現れたルミエルとセクレにより転生の封印が完全に解除されて覚醒復活、アスタたちと共にザグレドと交戦、撃退後は転生解除に伴い、宿魔の剣をアスタに返還、今は五つ葉となったかつての自分の魔導書についても今ではアスタのものであり、共に未来を歩ませてやってほしいと願い、アスタたちに礼を言いながら他のエルフと共に天に還った。なお、複製体の肉体から彼の魂が抜けたが、ラデスの死霊魔法によりパトリの魂が入れられ、リヒトが宿っていた肉体でパトリが現世を生きていくこととなった。
作中でリヒトが使用した魔法剣は宿魔の剣と滅魔の剣のみで、断魔の剣のみ使用した描写が無い。

パトリ
セフィラの徒の一人。リヒトに憧れるエルフ族の少年。人間を嫌っていたもののリヒトが幸せそうになったことで人間たちを信用し始めた矢先に、人間の襲撃が起こり死亡、数百年後、リヒトに似た姿の人間・ヴァンジャンスに転生した。その後の経緯は「リヒト（パトリ）」を参照。
ライア
セフィラの徒の一人。「ライア」を参照。
ヴェット
セフィラの徒の一人。「ヴェット」を参照。サリーが作った同じ魔を持つ複製体を使い15歳の姿で復活した。
ファナ
セフィラの徒の一人。「ファナ」を参照。サリーが作った同じ魔を持つ複製体を使い15歳の姿で復活した。邪眼の影響がなくなったため以前よりも感情豊かになっている。
ユノ
セフィラの徒の一人。正確には、ユノに転生したリヒトとテティアの赤子エルフ。「#主要人物」を参照。
リラ
声 - 花江夏樹
セフィラの徒の一人。転生先はリル・ボワモルティエ。生前の魔法属性は「落書き」。
カイゼル
声 - 松田健一郎
セフィラの徒の一人。転生先はカイゼル・グランボルカ。魔法属性は「渦」。エルフ特有の膨大な魔力により、渦魔法で炎の精霊サラマンダーの攻撃を容易に防ぐ他、渦で相手の魔を自動で感知して乱す、攻撃するなども可能となっている。
ドロワ
声 - 日野聡
セフィラの徒の一人。転生先はゴーシュ・アドレイ。
パトリが影の王宮に向かう際に、アスタたちの交戦を引き受け、妹のエクラとのコンビネーションで追い詰めるも、ヘンリーの決死の行動で勝機を掴んだアスタの攻撃を受けてしまい、自身の敗北を受け入れ、アスタに自身とエクラの転生魔法を解除されるなか、滅魔の剣の代償に気を付けることをアスタに伝え、エクラと共にその魂は天に還った。
レーヴ
声 - 伊瀬茉莉也
セフィラの徒の一人。転生先はドロシー・アンズワース。魔法属性は「夢」。生前も現在のドロシーと同様常に寝ていたらしい。
バネッサやチャーミーと言った戦闘をサポートする魔法騎士を夢の世界へと引き込み追い詰めるも、ラックとサリーのアイデアで作り出された人形を見たことで本物のドロシーを出現させてしまいドロシーと交戦、しかし2人分の夢想に空間が耐え切れなくなったことで、マグナらの脱走を許してしまう。空間が消えゆく中でドロシーの言葉で人間に対する理解を垣間見せた。現実世界でマグナとラックの同時攻撃を受け気絶し、そのままアスタに自身の転生魔法を解除された。

#### その他に転生したエルフ
ルフル
声 - 村瀬歩
転生先はラック・ボルティア。魔法属性は「雷」。
転生後近くにいたノエルたちを襲い、ノエルたちに逃げられた後は平界の町を襲い駆け付けたマグナ・バネッサと交戦、アスタも加わり激闘の末、3人の連携の前に敗れるも、自身が持つ全魔力を放出して道連れにしようとしたが、アスタの嘆きを聞き仲良くなれる可能性のある人間がいることを知り、笑顔で消滅していった。
ロッサ
声 - 露崎亘
転送先はルベン・シャガー。魔法属性は「岩石」。
転生後、メレオレオナを岩石魔法で閉じ込めるも脱出されてしまう。また、メレオレオナの殺意にルベンの身体が彼女の扱きの記憶から慄いたことで、ロッサ自身も肉体が反応する形で一瞬怯んでいる。
シャルラ
声 - 小林ゆう
転生先はシャーロット・ローズレイ。魔法属性は「荊」。
転生後すぐに碧の野薔薇団員たちに攻撃し、次に出くわしたヤミと交戦。ヤミを退け、転生したエルフ2人を連れてパトリたちと合流しに向かった。影の王宮では悪魔の出現によりヤミと共闘し、その中で打ち解けてゆく。ヤミ曰く性格はシャーロットとほぼ同じで「アナザートゲツン女王」と呼ばれていた。弟がいるらしいが、過去のエルフの回想からそれはルフルであると推測できる。

ラトリ
声 - 石川界人
転生先はランギルス・ヴォード。パトリの従兄弟。魔法属性は「空間」。
キヴンやバヴァルからは「性格がひねくれている」と言われており、ラトリ自身もパトリと同じくひねくれた性格だと認めている。
転生後同じく金色の夜明け団員の体に転生したエルフ族と共に、国王と三大王家の居城・クローバー城に襲撃、自身は国王が住む中心部に向かい国王とその場にいたヴォード家を殺害しようとした時、救援に来たヤミ・ジャック・フィンラルを3人相手に交戦、自動防御機能付きの空間魔法で翻弄し、フィンラルの決死の判断でヤミとジャックを自身の間合いを詰められ峰打ちを受けるも、魔力が暴走し憎悪のまま全てを消滅させようとするが、フィンラルの空間魔法で近くまで移動させられ、そのまま殴られたことで気絶した。
キヴン
声 - 綾瀬有
転生先はレトゥア・ベクトル。クローバー城に襲撃したエルフの中心メンバーの1人。魔法属性は「羅針盤」。
クローバー城襲撃ではシルヴァ家を襲いその場にいたものを次々と殺害し、見つけ出したネブラとソリドを仕留めようとしたところに救援に来たノゼルとノエルと交戦。エルフの魔力で桁違いの性能となったアナザー・アトラスで両者に優位対し圧倒的優位に立つが、ノエルの奇策や覚醒した魔法により状況が次々と覆され、ノエルの攻撃により気絶してしまう。
バヴァル
声 - 佐原誠
転生先はダヴィド・スワロー。クローバー城に襲撃したエルフの中心メンバーの1人。魔法属性は「ダイス」。
クローバー城襲撃ではヴァーミリオン家の方に向かい、救援に来たミモザたちと交戦せず、諦めて死を受け入れることを勧め、さらにエルフ族の転生の仕組みをミモザたちに伝えた。
影の王宮では侵入したヤミとジャックをダイス魔法の出目「6」で一時足止めをしていた。その後ザグレドが支配しているロンネにより気絶させられているが、実際はヴァーミリオン邸を襲撃した時点でザグレドに乗っ取られており、影の王宮では言霊魔法でダイス魔法を再現し、ヤミたちを足止めしていた。
エクラ
声 - 咲々木瞳
ドロワの妹。転生先はマリー・アドレイ。魔法属性は「瞳」。
常にドロワの側におり、戦闘時でもドロワと共に魔法による連携攻撃を行う。
「瞳魔法」の使い手で、彼女の瞳を見た者の動きと魔力を束縛する。

ロンネ
声 - 露崎亘
魔石による転生魔法で転生したエルフ。「入れ替え魔法」の使い手で、自分と別のものの位置を入れ替えることが可能。この能力で、ライア曰く「かくれんぼでは誰にも負けたことがない」。実はザグレドに憑依されており、影の王宮侵入時にバヴァルを倒すが、実際はザグレドに憑依されていたバヴァルに倒され、逆に身体を乗っ取られていた。パトリ・ライアとユノの対決の最中でライアの腹部に風穴を開けて、ザグレドが正体を現したことでロンネ自身は気絶した。

### 500年前の人物
ルミエル・シルヴァミリオン・クロ－バー
声 - 光秀
500年前に実在したクローバー王国の王子。魔法属性は「光」で、四つ葉の魔導書を所持。
魔法や魔道具の研究・開発を行っていた。エルフ族と人間が共に歩む未来を理想とし、同じ理想を抱いていたリヒトとは親友と呼べる間柄だった。しかし、リヒトとテティアの結婚式の当日、ザグレドの謀略により捕まってしまい、エルフ族への襲撃を止めることができなかった。
その後、魔神と化したリヒトを倒し初代魔法帝として語り継がれる一方、自身はセクレの封緘魔法により、石像の中で命をつなぐことになる。
当時では最強の魔力を持つ魔導士で、この時代の人間ながらも既に「マナゾーン」が使用可能など非常に強力。この力とリヒトの剣魔法、アスタ、ユノ、パトリとタッグを組んで言霊魔法の悪魔を撃退した後、現代と今後のクローバー王国の安泰を垣間見てこの世から消えていった。
彼が生前に作っていた魔導具の一つ「燕紋（スワローテイル）」は、後にパトリに殺害されたユリウスが時間魔法と併せて使って復活することに貢献している。

テティア
声 - 宝木久美
ルミエルの妹。エルフたちからは「王女」と呼ばれる。魔法属性は「風」。リヒトの子を身ごもったが結婚式の日に人間によるエルフ族への襲撃に巻き込まれ、瀕死の重傷を負うも、セクレの魔法で命を取り留めていた。身籠っていた子供は双子であり、そのうちの一人はユノに転生した赤子エルフであったが、もう一人は生き延びておりエリュシアで子孫を作って暮らしていた。
セクレ・スワロテイル
声 - 佐倉綾音
魔道階域 - 冥域 / 第六域（ハート王国入国時）
ルミエルに仕えていた少女。魔法属性は「封緘（ふうかん）」。温泉が好き。
ルミエルの魔道具の研究を手伝う中で彼の人柄を知り、全幅の信頼を寄せていた。ルミエルと魔神化したリヒトの戦いの後、五つ葉となったリヒトの魔導書を奪わせないため、禁術の反動を省みず魔石で底上げた封印魔法でザグレドを封印、さらに傷ついたルミエルを石像の中に封印することでその命をつなぎ、自身は魔石を使用した反動でアンチドリの姿になった。
その後はリヒトの魔導書を見守っていたが、アスタがその魔導書を手に入れたことでアスタのローブに隠れ、そのままアスタに付いてきた。最初は魔石を集めるためにアスタを利用し、魔法帝になる夢も内心無理だと思っていたが、アスタと過ごしていくうちにアスタを信じ、賭けるようになった。
転生したエルフたちにより影の王宮が出現した後、ザグレドが受肉を果たしたのと時を同じくしてフィンラルをたたき起こし、片言で指示しながらルミエルの封印を解き、それにより自身も黒い角が生えた状態で元の姿に戻った。
ルミエルと共に影の王宮に侵入し、ザグレドと相対、禁術の影響で縛りつけられたリヒトの魂を解放した。騒動後は禁術に手を出したとしてアスタと共に魔法議会で裁かれそうになるも、乗り込んできたヤミによって黒の暴牛に迎え入れられた。
団員として悪魔と呪いの調査を命じられ、アスタらと共にハート王国へ入国し、ロロペチカとウンディーネに誘拐されたアスタと共闘。その後は打倒悪魔のため、ハート王国で半年間の修行を積む。
ハート王国へヴァニカらが襲来した際にはロロペチカ、ノエルと共ヴァニカおよびメギキュラと交戦。封緘魔法でヴァニカの魔力を封じめるなどサポートに徹するがメギキュラの魔力には通用せず、結果的にロロペチカが誘拐される事態となる。漆黒の使徒が呪いの爆弾により爆発させられる中で辛うじて生き延び、パトリらによりエリュシアへ運ばれ、そこで生活していたリヒトとテティアの子孫と会い、テティアが生きて命を繋いでいたことを知り、彼らの究極魔法で強くなることを決意。スペード王国での戦いでは自身の魔法で仲間を回復させつつ合流しヤミを助け出すことに成功。ルチフェロが不完全ながらも顕現した際にはゾロとの連携でルチフェロの攻撃を防ぎ、アスタの傷を癒した。

ネロ
声 - 咲々木瞳→佐倉綾音
セクレが魔石を使用した反動でアンチドリになった姿。魔法騎士団入団試験会場より、アスタのローブに隠れアスタに付いてきた。名付け親はラック。アスタには「トリタロウ」、ノエルには「シルヴァンタスシュナウザー」と命名されるが、無反応に拒否していた。
魔力の低い者に集まる習性を持つ普通のアンチドリとは、模様や尾羽の形などは所々異なる。
目付きが悪くよくアスタをくちばしで突ついている。ノエルからは小憎たらしい目付きがカワイイと思われた。
ソッシ村の村長宅や海底神殿から魔石を運びアスタに渡したり、魔宮ではアスタを宿魔の剣がある場所まで案内するなど、500年前に関する遺物をアスタたちに見つけさせ回収させていった。
アスタの頭の上にいる理由は、居心地の良いからとのこと。

### 悪魔
リーベ
声 - 松田健一郎→岡本信彦
最下級悪魔。「反魔法」を持つ。アスタが五つ葉の魔導書を手にした時に影として現れた。五つ葉に変質したリヒトの魔導書に宿り、反魔法の魔導書としてアスタに所持される。笑い方は「ゲゲゲ」。精神世界にてアスタとはじめて邂逅した際は巨大な姿だったが、実際はアスタとほぼ同じ身長で、顔立ちもアスタに似ている。
相手を小馬鹿にするような言動で、特に同じ悪魔に対してはさらに見下すような態度をとり、ルチフェロに対しては後述の理由で激しい憎悪を抱いている。
元々は冥府出身。アスタと同じく魔力を持たずに生まれたために他の悪魔に虐げられる日々を送るなか、上級悪魔の気まぐれにより本来行けるはずのない現世へ投げ飛ばされ、悪魔である故に人々の迫害から逃れるなか行き倒れたところをリチタに保護される。冥界出身であることと魔力を持たないことから、魔力や生命力を奪ってしまう彼女の体質の影響を受けなかったため、彼女の子供として平穏な日々を送る。しかし、ある日突如ルチフェロに現世に顕現するための足掛かりとして体を乗っ取られかけ、リチタの命と引き換えに魔法で五つ葉の魔導書に封じ込めて守られる。その生い立ちから自身に「リーベ」という名を与え「息子」として愛したリチタを封印際に「母さん」と呼び慕い、封印されて以降は、魔導書の中で件の元凶であるルチフェロや悪魔への憎悪を滾らせながら成長。悪魔を呪い続けたことで反魔法を発現するも魔導書から出られなくなっており、その魔導書がアスタを選んだことで彼の肉体を奪ってでも悪魔への復讐を決意した。
ラドロスの攻撃を受け意識を失ったアスタの精神世界に現れ、上述の復讐を果たす足掛かりとして現世に実体を持つためにアスタの肉体を奪おうとしたが、逆にアスタに飲み込まれて失敗。ザグレドがやられた際には精神世界にて彼を先輩と呼びつつも馬鹿にした。アスタとダンテの戦いでは、ダンテの中にいるルチフェロへの怒りからアスタに力を貸し、代償として彼の片腕を奪った。その後ナハトにより従魔の儀にて現世へ抜け出し、アスタの身体を奪うべく五つ葉の魔導書に収納された剣を操ってアスタを攻撃してゆくが、アスタの今までの魔法剣士の経験と努力に加え、どこかリチタを彷彿とさせる彼を本気で殺害する気にはなれず敗北、自身が殺す気が無かったこと、誰かのために憎んだり悲しんだりできる存在であることをアスタに見抜かれ友達としての契約を求められ、その言動からアスタがリチタの子供と確信し、これを承諾したことで、本来の従魔の儀とは違う形での契約が成立、共にスペード王国の悪魔を倒すため共闘の道を歩んだ。当初は悪魔同化ができなかったが修行の末制限時間付きで可能となり、アスタと共に魔神を倒してスペード王国へと向かう。
なお、最下級悪魔であるためかザグレドはリーベの存在を知らず、ルチフェロは過去に一度リーベとやり取りをしているが、当時は魔法が顕現していなかったためか気付かなかった。
ザグレド
声 - 森久保祥太郎
上級悪魔。エルフに関する騒動の全ての元凶。魔法属性は「言霊」。500年前は黒い靄のような姿だったが、受肉を果たした現代では全身が黒づくめで細長い身体をしている。笑い方は「ンッンッンッ」。
誰に対しても丁寧語で話すが、エルフ滅亡の真実と、自身が駒に過ぎなかったことを知り絶望するパトリを嘲笑い、人間やエルフを「ゴミ」と称するなど、本性は残忍。逆上すると身体中から無数の口が現れ、口調も荒くなる。
「言霊魔法」の使い手で、自身が発した言葉を顕現した事象を発生させる。「刃の嵐」という名詞を述べる他、「〜なさい」の命令形の言葉でも魔法が発生する。また心臓さえ無事な場合、肉体が跡形もなく消滅しても言霊魔法で再生できる。
500年前は現世に実体として現れるため、まず大臣に取り憑いて王族の人間を唆し、リヒトとテティアの結婚式当日では一人呼び寄せたルミエルを予め準備しておいた言霊魔法で拘束した後、王族の人間を差し向けたうえで、魔導具や術式で強化した言霊魔法で再現した光魔法でエルフたちを次々に殺害、一度はルミエルの裏切りによる人間の襲撃と誤解したリヒトを絶望させ、それによりリヒトの四つ葉の魔導書を悪魔が受容できる五つ葉の魔導書に変えた。しかし受肉する直前にルミエルが駆け付けたことでリヒトが心を持ち直し、さらに魔法と体を明け渡さないために魔神化したリヒトをルミエルが倒したことで受肉に失敗、リヒトの魔導書だけでも回収しようとするも、魔石で底上げしたセクレの封緘魔法により封印されるが、その寸前に魔石の力と禁術魔法でエルフの魂を未来に送り、後の現代でパトリにエルフの転生を行う禁術魔法を発動させるように仕向けた後、自身は禁術魔法により自分の封印が解けるのと同時期にエルフたちの転生が行われるよう仕組んでおり、ウィリアムにパトリが転生した時点で魂だけの状態で活動できるようになっていた。
現代では転生したエルフ・バヴァルを経て同じくエルフ・ロンネに取り憑いており、影の王宮内では自身の言霊魔法でロンネの魔法を再現しながらユノから魔石を奪ったが、その際自分が発した言葉の嘘をライアに指摘されたことで本性を表し、言霊魔法でライアに重傷を負わせた後ユノから奪った魔石を台座に嵌め込み、不完全ながらも自分の体を手に入れた。エルフ滅亡の真実をパトリに嘲りながら話し、激昂したパトリの魔法を言霊魔法で防ぎながら捕らえ、続けてユノや乱入したアスタをも圧倒、エルフの転生の真実を話すことでパトリを絶望させ、直後にアスタとユノの連携攻撃を受けるも言霊魔法ですぐに再生、五つ葉に成ったパトリの魔導書を奪った後、ダークエルフに変貌したパトリをけしかけて、出口を目指し最上階へと飛び去った。最上階に到達した後、待ち構えていたリヒトや途中から乱入したシャルラ、ヤミを相手に戦い、さらにアスタ、ユノ、パトリや封印から目覚めたルミエル、人間の姿に戻ったセクレと激しい戦闘を繰り広げ、一度はアスタに心臓を貫かれ倒されたかに見えたが、咄嗟に心臓を別の場所に移動させたことで難を逃れ、反魔法によるダメージを受けたことに逆上、命を貪る魔法を次々と発動しながらアスタやユノと襲い続ける中、二人の同時攻撃を受けるも言霊魔法で防ぎ続け、アスタの限界が来てしまったことで攻撃の手が緩んだ隙に二人を捕らえたが、遠く離れた場所から放たれたヤミの「次元斬り・彼岸」により体を真っ二つに切られ、血反吐のようなものを吐きながら追撃を仕掛けるもユノに防がれ、最期はセクレに体のダメージを封印されたアスタの力を振り絞った一撃で自身の心臓を切られ敗北、直後目の前に現れたリーベに「先輩」と呼ばれると同時に敗北者と嘲笑われながら消滅した。

メギキュラ
声 - 室元気
悪魔の一体。当初は後ろ姿の黒いシルエットのみだったが、不完全ながらも顕現した時は、山羊のような黒い角に蝙蝠のような翼、そして額に目が付いている少女の姿をしている。
目的のためなら契約者であるヴァニカを犠牲にすることもいとわないなど冷酷であるが、一方で人間の行動理念や考えには興味を持っており、自身の魔法がその人間に通じるか確かめるなど研究熱心な一面や、冥府の門による顕現を保険としつつ自らの魔法による完全顕現を目指すために策を講じるなど用意周到さもある。
「呪符魔法」により精霊にも通用する様々な呪いを扱うことができ、「この世の全ての呪い」の原点はメギキュラとされる。ノエルの母・アシエを殺害したとされ、ロロペチカにも呪いをかけている他、アグリッパ家の先祖とも何らかの関りがある模様。その実力はザグレドを上回るとされ、現在は漆黒の三極性の一人であるヴァニカに宿ることでスペード王国に巣喰い、スペード王国を利用することで周辺国を侵略するための力を蓄えている。
クリフォトの樹発動後、ノエルとの戦いで死にかけたヴァニカの体を乗っ取るような形で不完全ながらも顕現、ロロペチカへの呪いを強めて悪魔へと変え、さらにシャーロットとリルを再起不能にし、ノエルも追い詰め、ガジャの命懸けの攻撃も即座に再生し圧倒的なまでの絶望を見せるが、それでも諦めないノエルたち人間に疑問を抱き、興味を持ちつつも完全顕現するべくロロペチカを爆破し城にいる人間を皆殺しにしようとしたが寸前で駆け付けたアスタによって阻止され、リルの魔法によって倒したはずのシャーロットたちも復活、漆黒の使徒たちの死体を操るも駆けつけたラックや蘇生されたガジャに倒され、それでもノエルを倒そうとするが敵討ちに来たノゼルに防がれ、二人の連携攻撃によって心臓を破壊され敗北、ノエルたちの力を警戒しながらも負けることはないと慢心していたことを自覚し、だからこそ人間の「想いの力」に興味を持ってしまったことを悟りながら消滅した。
なお、ルチフェロや他の悪魔を出し抜いての完全顕現を狙っていたが、当のルチフェロには見抜かれていた。

ベルゼブブ
最上級悪魔の一体。笑い方は「ブフッブフッブフッ」。
「空間魔法」を持っており、悪魔の魔力によりランギルスの攻撃空間魔法さえも制圧可能な他、ゼノンの骨魔法をさらに強力にしている。
ルチフェロ
最上級悪魔。「重力魔法」を持つ。クリフォトの樹では最下層に控えており10体の悪魔の中でも最強。ダンテに宿っており、悪魔の魔力を引き出すことでダンテの肉体魔法に強力な再生能力を与えている。
最下級悪魔のリーベがかつて冥府から現世へ飛ばされリチタと契約無しに共に平穏な日々を過ごしている中で、自身が永遠に現世へ君臨する術を模索するためリーベの体を乗っ取ろうとした際、リチタの命と引き換えにリーベを守る形で妨害され失敗、以降リーベから憎まれるようになった。
非常に高い力を持っている分他の悪魔よりも傲慢かつ不遜でプライドが高い。人間を塵や虫呼ばわりして常に見下しており、同族の悪魔に関しても捨て駒のように扱っていたりと残虐な性格をしている。一方でその高いプライドから沸点がかなり低く、自ら触れたにもかかわらずかすり傷がついただけで激しく怒り、諦めずに挑んでくる相手に声を荒げ、自分の思い通りに行かなければすぐに癇癪を起こす。そのような性格からかアドラメレクに偉そうに命令した際には即座に断られ、メレメレオナからは「人望がない」と笑われた。
重力魔法の使い手でその力は腕の立つ魔法士でも立つことも敵わず、団長並の実力者が魔法による強化をして漸く動ける。さらに魔力が凄すぎて身体能力も非常に高く、悪魔同化をしたアスタの攻撃を簡単に片手で受け止め、団長が数人で挑んでもほぼ無傷で圧倒するほど。
スペード王国にてダンテがマグナに敗北し、さらにジャックに倒されたことで彼を見限り、新たにモリスと契約、グリフォトの樹を自身の魔法で造り変えることで二つ目の冥府の門を開こうとしている。モリスが黒の暴牛に敗れるとモリスの命を代償に二つ目の冥府の門を開き、クリフォトの樹と多数の悪魔を自身の顕現の依代にして巨大な姿で暴れ回る。黒の暴牛の奮闘とアスタの渾身の一撃によって完全顕現には失敗するも半分は顕現に成功しており、不完全ながらも顕現。完全顕現を防ぎ、自分に傷をつけられるアスタに腹を立て殺そうとするも駆けつけたヤミとヴァンジャンスを除く魔法騎士団団長とメレメレオナに妨害され、団長たちを容易く圧倒し再度アスタを殺そうとするも駆けつけたユノに妨害される。モミザによって最低限傷を癒したアスタとナハトも歯が立たず、アスタを今度こそ殺そうとするもまたもや復活したヤミやゾラとセクレに妨害される。さらにヤミとナハトの連携で自身に傷をつけられたことでようやく人間には自分を倒す可能性があることを認め、本気を出すことを宣言。アスタ、ユノ、ヤミ、ナハトを相手に激闘を繰り広げる。そしてユノに重傷を負わせ、意表を突いたヤミとナハトにも致命傷を与えると、真の悪魔同化を会得したアスタに圧倒され、下半身を切り飛ばされる重傷を負う。それでも悪魔同化が解けたアスタを倒そうとしたがヤミとナハトに妨害され、悪あがきに逃げようとするもユノによってアスタが回り込んだことで失敗し、そのまま倒される。さらに冥府に残った半身もルシウスに倒され、その力を奪われてしまった。
リリス & ナマハー
最上級悪魔。クリフォトの樹では第一階層に控えている2体。双子のようなデザインで、リリスは左側に、ナマハーは右側に、それぞれ巨大な角と腕を持っている。また、リリスはスカートのようなものを身に着け胸があることから女性のようであり、ナマハーは長いズボンのようなものを身に着けて胸筋が目立つことから男性のようなイメージを持つ。常に「クスクス」と笑い声を上げており、遊び感覚で他者を甚振る非道な性格。
魔炎魔法と魔氷魔法の使い手で存在しない概念すらも全てを燃やし、全てを凍らせる。
モリスによりクリフォトの樹の冥府の門が開かれた際、ナハト&ジャックvsダンテの場に突如出現し、氷柱と炎弾を超スピードで広範囲に放った。その後ナハトによって場所を移され、彼と遊び感覚で交戦し圧倒するが駆けつけたアスタに妨害され、ナハマーが殺害される。リリスがナハマーを吸収することで姿を変え大幅にパワーアップするもなおアスタに圧倒され、恐怖を覚えて逃げようとするもナハトの妨害に遭い、アスタに敗北する。
アドラメレク
最上級悪魔。クリフォトの樹では第二階層に控えている。若い青年のような風貌で羊のような角が生えている。人間を見下す様子は見せているものの、他の悪魔と比べると温厚でルチフェロの顕現が半分終わっていることを伝え、逃げるように諭している。ルチフェロにさんを付けているが慕っているわけではないらしく、協力を求められても軽い感じで断っている。
ルチフェロがモリスの命を引き換えに第二の門を開いたことで現世に来た。ルチフェロを倒したと思い込んで喜んでいる者たちの前に突如現れると、呆れ半分ながらも早く逃げるように言い、ルチフェロの重力場で動くアスタに興味深そうな様子を見せた。その後はアスタたちとルチフェロの戦いを観戦しており、ルチフェロにユノとメレメレオナの相手をする様命じられた際には戦いを見ている方が楽しいからと断った。ルチフェロが敗北すると素直にアスタたちを称賛し、目的のルチフェロの心臓らしきものを奪うとその場を去った。そして正体を現したルシウスと合流する。
ルキフグス
ルチフェロ、ベルゼブブ、そしてもう一体の最上級悪魔を支える最上級悪魔。冥府の支配者の一体。
過去にナハトによって現世に召喚され力を抑えられていてなお圧倒的な威圧感を放った。ナハトの両親を含めた周りの人物を一瞬で殺害したがモルゲンが儀式を妨害したことで冥府へと戻った。

### 映画版の人物
コンラート・レト
声 - 関俊彦
『魔法帝の剣』に登場。
乱れた黒髪と頭の右側に緑色の斑点がある背の高い男。元魔法帝。魔法属性は「鍵」。

プリンシア・ファニーバニー
声 - 沢城みゆき
『魔法帝の剣』に登場。
ピンク色の長い髪を持つ女性。元魔法帝。魔法属性は「軍隊（レギオン）」。
真面目でプライドが高い性格。

ジェスター・ガランドロス
声 - 高橋文哉
『魔法帝の剣』に登場。
元魔法帝。魔法属性は「結界」。

エドワード・アバーラシェ
声 - 大塚芳忠
『魔法帝の剣』に登場。
白髪で鋭い口髭と顎髭を生やした年配の男。元魔法帝。魔法属性は「氷楔」。

ミリー・マクスウェル
声 - 飯豊まりえ
『魔法帝の剣』に登場。
中程度の長さのウェーブがかかった緑色の髪を、赤いヘッドバンドで後ろに纏めたスレンダーな女性。

## 用語

### 魔法関連
魔法
魔（マナ）と呼ばれる、人間の潜在能力を引き出し体外に表出するエネルギー。
攻撃系魔法を使う者が回復系魔法を使うことは珍しいらしく、マルスが使った際は周囲に驚かれた。
またリヒト（パトリ）のように魔に好かれていると、様々な系統の魔法を扱える。
なお魔力は遺伝するらしく、、作中の描写からすると子供は両親のどちらか、あるいは両方の複合属性、もしくはその属性から派生した属性の魔法が使える模様（使えるものは攻撃魔法や回復魔法など、様々な種類がある）。
創成魔法
自身の魔法属性を使って物を創り出す。
拘束魔法
相手の動きを封じる。単純に動きを封じるものから、魔法を封じるものなどがある。
回復魔法
傷を癒す。現在の回復魔法では傷口をふさぐ程度が精一杯のため、ヴェットの魔獣魔法による右腕の復活は驚かれた。
複合魔法
仲間との魔法を同時に発動する連携技。合体魔法ともいわれる。
弱体魔法
魔法を受けた者の身体能力や感覚などを弱らせる。
精霊魔法
シルフやサラマンダーといった精霊の力を借りる魔法。創成魔法などとの兼ね合わせも可能。
呪詛魔法
放つ攻撃に呪いを込めて、攻撃を受けた者に呪いの効果を及ぼす。
強化魔法
魔法により身体能力を強化する。
罠魔法
魔法陣を仕掛け、一定の条件化で発動させる。
進化したカウンター罠魔法は500年前には存在せず、エルフが転生した際に初めて知った「人間が長い期間を経て進化させた魔法」の一つ。
禁術魔法
通常の魔法では不可能な事象を可能にする魔法。作中では転生魔法、最上級禁術魔法が登場。
発動するには膨大な魔と何かしらの犠牲が必要なため、ただの人間には手が出せず、エルフでも容易に使用できないが、魔石の力を使えば発動するための条件が緩くなる。
なお最上級禁術魔法には冥府の力が深く関わっているため、使用者または最上級禁術魔法の魔力を吸収した者が使用する魔法は、悪魔の魔法に対抗できるようになる。
魔言術式（マナメソッド）
ハート王国が得意とする。自然の魔で魔法を強化する言語。この言語を組み合わせることで術式とし、「追いかけろ」「大きくなれ」といった簡単な命令を魔法に付与することができる。炎や雷といった自然の魔法属性ほど術式の効果を発揮できるという。習得にあたって魔導階域は最低でも第三域以上でなければならず、その上魔力量の少ない魔導騎士では習得不可能。だが、魔力量の少ない魔導騎士でも魔言術式は使用可能であり、微弱な魔力で作った魔言は微弱過ぎるために消えずに残る特徴があり、それを利用することで、複雑な術式を長時間かけて作ることができる。ゾラによるとハート王国の魔導騎士は魔言術式を瞬時に作り魔法に組み込むスタイル故に、使い熟すには多くの魔力とセンスと瞬発力が必要不可欠とのこと。
「真」魔法
雷や炎など本物の自然現象を発生させる魔法。その性質上自然由来の魔法属性を持つ者でなければ修得は容易ではなく、ハート王国精霊守のガジャでも修得には2年を要している。
「究極」魔法
真魔法の遥か上をいくエルフの秘奥義。影の王宮内でリヒトがザグレドに対し、初めて剣究極魔法を披露した。後にスペード王国の悪魔憑きに対抗すべく、ドリアーデの協力の下でパトリらがノエルたちに伝授することになるかな。
術者の魔法そのものを体現するため、その性質は唯一無二となる。肉体を限りなくマナに近づけ膨大な魔力を要するため、選ばれたエルフしか使用することはできない。
ただし自身が保有する以上の魔力を用いる真魔法が使える者であれば、それを応用することで疑似的に究極魔法を発現させることができる。
魔導書（グリモワール）
全ての国民が十五歳になったとき持つことを赦される魔法の書籍。年に一度魔導書の授与式が開かれ、集まった者たちの元に適合した魔導書が与えられる。
表紙、サイズ、ページ数は一定ではないが、クローバー王国が管理する魔導書には全て三つ葉のクローバーが刻印されている。また、例外として四つ葉が刻印された伝説の魔導書や、五つ葉が刻印された魔導書、魔法帝ユリウスが所有する表紙のない魔導書、ハート王国女王ロロペチカが所有する巨大な魔導書が存在する。ダイヤモンド王国の魔導士の魔導書にはダイヤ、ハート王国の魔導士の魔導書にはハート、スペード王国の魔導士の魔導書にはスペードが刻印されている。
魔導書は魔道士の証であるのと同時に、魔力の増幅・強化を担う重要なアイテムとしての側面も併せ持っており、持ち主の成長や心の在り方によって、新たな魔法がページに刻まれていく。魔法が発現する最大の条件は先天的な素質にあるが、研鑽を重ねることで発現することもある。
また持ち主が死ぬと消滅することから、持ち主の生命力の指標にもなっている。
四つ葉の魔導書
選ばれた者だけが手にできる特別な魔導書。通常の三つ葉の魔導書の葉にはそれぞれ「誠実」「希望」「愛」が宿っており、四つ葉のものの4枚目の葉には「幸運」が宿るとされている。所有する魔導士は極めて数少なく、作中で明らかになっているのはユノ、パトリ、リヒト、ルミエル。
五つ葉の魔導書
五つ葉のクローバーが刻み込まれた表紙が黒い魔導書で、5枚目の葉には「悪魔」が宿る。四つ葉の魔導書の持ち主が深い絶望に飲まれることで刻印されたクローバーの葉が五つ葉に変わり、表紙も黒く染まる。
五つ葉の魔導書に変質すると、悪魔を受容できる、または悪魔自身がその魔導書を使用できるようになり、本来の魔導書に記された魔法ではなくその悪魔の魔法に変わる。
ページ内はアスタたちの住む世界には無い言語で記されており、その世界の人間には読むことができない。
魔道士
魔導書を持ち、魔法を使える者を指す名称。
火・風・水・地の四大元素のいずれかの「魔」が宿っていて、その魔、あるいは派生した属性の一種類の魔力しか使うことができないのが原則。
自然の魔の力を借りることでより強力な魔法を使えるようになるが、クローバー王国では自然の魔の庇護と引き換えに鎖や鋼のような自然ではない魔法を生み出したため、ゴーシュ（鏡）、パトリ（光）、フィンラルら（空間魔法）の使い手たちのように、四大元素や派生属性に当てはまらない属性の魔を持つ者もいる。特にヤミ（闇）やユリウス（時間）のような魔法はイレギュラーとされている。
魔道士同士による戦いでは人数よりも魔法の力が重要視され、何十人が束になっても一人の才能のある魔道士に敗北することもある。そのため魔法国家間の戦争では、「魔道階域」と呼ばれるランクで戦力を測定し、第零域の魔道士をどれだけ擁しているかがその国の強さとなる。
魔道階域（まどうかいいき）
魔導士の魔法の実力や才能をランク付けしたもの。
第九域から第零域の10段階存在し、数字が零に近くなるほど能力が高くなる。魔法国家間の戦争では第零域の魔道士をどれだけ擁しているかが重要となるとされ、悪魔との戦いになると第一域以上でなければ付いて行けないとされるが、悪魔によっては第零域の魔道士でも敵わないこともある。
なお、クローバー王国では使用されていないため、アスタは魔道階域の存在を知らなかった。
冥域（めいいき）
闇魔法のヤミや時間魔法のユリウスなど「自然ではない魔法の中に生まれたイレギュラーな魔法」を使う者や、反魔法を使うアスタ、禁術を用いた古の封緘魔法を使うセクレのように「魔法の域から外れた不可解な力」を持った者たちの総称。冥域は魔道階域10段階の枠には入らず、冥域でも実際の強さは最低の第九域であるなどの場合もある。
魔（マナ）
世界、または人々の内に存在する超常的なエネルギーで、魔道士はこれを消費して魔法を発動する。
魔のコントロールレベルによっては、マナスキンなどのさらに上の扱い方をすることが可能。人間に宿るマナの量は先天的に決まっているが、自身の周囲の空気や火、水、土、植物などの自然の魔の力を借りることで、自身の魔力を高めることも可能。
常人程度はそれほど差を高めることはできないが、テレジアやエルフ族、ハート王国の魔導士など長年自然の魔と関わって来た者はある程度魔力を高めることが可能で、人によっては絶大な力を生むこともできる。
マナスキン
魔を身体能力向上に使い続けることで魔導士の魔力に磨きがかかり、極致領域に達した状態。
マナスキンを使用することで、自分のグリモワールの属性魔力を常時身に纏うことが可能。
マナゾーン
マナスキンにさらに磨きがかかった状態。自分の周囲の魔を自分の味方として、自由自在に操ることができる。
魔に関して特に機敏となるため、同名の技でもさらに効果は増す。また自分以外の場所の魔から自分の魔法を解き放ったり、宙を移動することもできるようになる。その他にも感知能力が向上するなどの様々な恩恵を受けることが可能。
魔宮（ダンジョン）
過去の人間たちが遺した、遺物が眠る場所。
強力な古代魔法の使用法や貴重な魔道具が眠っているが、魔法を悪用されないように罠魔法が設置されており、危険な場所である。
魔法騎士団は危険性の高さと邪な理由で遺物が奪われないために、調査を任務の一環として務めている。

### クローバー王国関連
魔法騎士団
『金色の夜明け』『銀翼の大鷲』『黒の暴牛』『紅蓮の獅子王』『紫苑の鯱』『碧の野薔薇』『翠緑の蟷螂』『珊瑚の孔雀』『水色の幻鹿』の計九つの騎士団から編成された、魔法帝直属の戦闘特化型魔道士軍団。
命を懸けて国を護ることを使命とする英雄軍にして国民の憧れだが、騎士団内部でも身分差別が横行し、王族・貴族出身の団員が幅を利かせ、権力を笠に着て横暴なふるまいをする団員もいる。
各魔法騎士団は下記の「星」の取得数を競いあっているが、それ故によほどの緊急時でない限り他の団と協力することはない。
アニメ版ではエルフの騒乱後は各地の復興作業に従事しているが、被害の大きさに対して騎士団員の人手が足りておらず、全ての被災地を支援できていない状況に加え、騒乱の詳細な裏事情を知らない民の中にはエルフに乗っ取られた騎士団員に襲われたことから魔法騎士団に不満を持つ者も多くいる。
年に一度有望な新人を引き入れる入団試験を執り行う。
下記の「星」と等級はユリウスが魔法帝となって以降に導入されたシステムであり、アニメ版では下民初の魔法騎士となったザラがその活躍を妬んだ身分が上の団員たちに謀殺された事件を受け、魔法騎士団員が身分に関係なく正当に評価されるように考案されたことが語られている。
星
魔法騎士団の功績を表す指標。魔法帝に活躍が認められることで授与されるが、功績によっては一度に複数の「星」が授与されることもあり、功績よりも被害が大きくなった場合は「星」がマイナスとなる。「星」の取得数は騎士団の名誉であり、互いに競いあっている。
等級
ユリウスが導入したクローバー王国の魔法騎士団員の階級。
等級は上から魔法帝、大魔法騎士、上級魔法騎士、中級魔法騎士、下級魔法騎士に大きく分けられ、上級から下級はさらに一等から五等の五つに分けられる。
年一回開催される叙勲式の際までに規定数の星を取得していると等級が上がり、魔法帝により新しい等級が授与される。
魔法騎士団の団長は大魔法騎士、副団長は一等上級魔法騎士が務めている。
星果祭（せいかさい）
年に一度、魔法騎士団のその年の星取得数などの功績発表が行われる大規模なイベント。
王撰騎士団（ロイヤルナイツ）
白夜の魔眼のアジトを総攻撃するために集められた選抜隊。選抜試験から抜粋された団員の他、魔法騎士団長なども数名参加している。パトリが魔石による転生魔法を発動したため、メンバーの大半がエルフ化し王撰騎士団は実質的に壊滅した。
魔晶石破壊バトルトーナメント
王撰騎士団選抜試験。異なる騎士団の3人がチームを組んで、エリアに配置された自軍の魔晶石（クリスタル）を守りながら、敵の魔晶石を破壊したほうの勝利となる。
トーナメント方式で勝負の結果が試験の合否に直結するわけではないが、勝ちあがるほど自分の実力をアピールできる。
魔法騎士団長 団体戦
半年間の修行編（アニメオリジナル）にて団員たちの士気を上げるためにユリウスが企画した、魔法騎士団長らのチームによる魔晶石破壊バトル。ルールは王撰騎士団選抜試験時と同様に、チームに与えられたクリスタルが破壊された時点で敗北。チームはヤミ・ジャック・ノゼル・カイゼルと、ヴァンジャンス、ドロシー、フエゴレオン、シャーロット。リルは個人の意向により出場を拒否。結果は両チームのクリスタルをヤミが同時に破壊してしまったことでドロー。
デビル・バニッシャー
アニメオリジナル。悪魔の存在を憎む者たちで構成された地下組織。通称悪魔の滅びを願う者。
元々はエルフの騒乱で家族を亡くした平民の女性・ダズーがアスタとネロの判決延期に不満を持っていたダムナティオの部下・カブエと接触したことが始まりであり、その後同士を集め、アスタたちを自分たちの手で始末するために結成されたが、実際はデビル・ビリーバーの隠れ蓑に過ぎず、アスタの魔導書とネロを手に入れた後、カブエを含むデビル・バニッシャーの構成員はダズーらデビル・ビリーバーに始末された。
デビル・ビリーバー
ダズーとボゥを中心に結成された組織。通称悪魔をあがめる者。悪魔の力でアスタのような強さを得るために、スペード王国への逃亡を企てる。
構成員の大半は魔力が高くない平民が中心となっており、魔力の低さなどによる不当な扱いを受けたことが原動力となっている。
表向きはデビル・バニッシャーとしてアスタたちを自分たちの手で始末するために行動していたが、実はアスタやネロを手土産にスペード王国へ亡命することが目的であり、アスタの魔導書とネロを手に入れた後、カブエを含むデビル・バニッシャーの構成員を始末し、他の魔力の低さ故に不当な扱いを受けた平民・下民を連れてスペード王国に向かった。国境を目前にしたところで説得に現れたアスタとノエルを人質とするも、増援として現れたヤミら魔法騎士団長らの説得を受けて賛同者たちは離散し、残ったダズーら首謀者たちは誘拐や騒乱などの罪に問われ国外追放となり、行き先は自分たちで決めるとして死を覚悟の上でスペード王国へ向かった。

### ダイヤモンド王国関連
魔導戦士
ダイヤモンド王国が人工的に生み出した秘密兵器。
幼い頃から魔力の高い子供を選定し厳しい競争にかけ、殺し合いをさせるなどの非人道的な実験によって、生き残った者に魔力を高める魔道具を体内に埋め込む人体改造を施す。改造と同時に洗脳されているため精神状態がかなり不安定になっている。
八輝将（はっきしょう）
ダイヤモンド王国最強の8人。クローバー王国での魔法騎士団団長クラスが務めている。
8人中5人が魔導戦士であり、魔導戦士ではないラガス・ブロッコス・ヤーゴスの3人は「前時代の朽ちかけの将」と言われている。
魔導戦士のうち2名は科学者・モリスと共にスペード王国へ亡命し、悪魔の力を得る強化改造を施され、スペード王国の漆黒の三極性の一角・ヴァニカおよび悪魔メギキュラに呪いをかけられる。

### ハート王国関連
精霊守（せいれいのかみ）
ハート王国に5人いる魔道階域が第零域の実力者たち。精霊守の一人であるガジャはかつてユリウスとも互角以上の勝負を行うなど高い実力を持つ。

### スペード王国関連
漆黒の三極性（ダークトライアド）
悪魔そのものと契約を交わし、スペード王国を恐怖支配している三名の魔導士で、かつてスペード王国を治めていたグリンベリオール家を追放したゾグラティス兄弟の総称。悪魔の力を最大80％まで引き出し、第零域の魔導士を圧倒する規格外の攻撃を行うことが可能で、冥府の門が開かれた際には100%の力を発揮できる。クリフォトの樹生成のために闇魔法のヤミ、世界樹魔法のヴァンジャンスおよび冥域の魔導士を狙って各国に襲撃する。
漆黒の使徒（ダークディサイプル）
漆黒の三極性から悪魔の力の一部を与えられて適合した者たちの中でも精鋭とされる第零域の魔導士。悪魔の力を40％程度まで引き出すことができる。
カンデロ
スペード王国が強魔地帯縦断のため、モリスにより複数機開発された「魔力を動力とする巨大移動要塞」。節足動物の足のような複数の脚部の上部に動力源となる魔力を吸い取るスペース、そのさらに上に軍兵の駐屯スペースが存在する。スペード王国軍兵長クラスが管理し、自国の魔道階域が下域の国民たちから無理矢理魔力を吸い取らせており、強魔地帯を抜けるのに動力とされた国民の半数が残れば良いほうとされる。
アニメオリジナルの修行編では建造中の様子が描かれている。

### 日ノ国関連
龍禅七人衆
日ノ国で最強の妖術使い。将軍に仕えている。妖術は勿論のこと、氣の達人であり、全員が絶天を扱える。妖術を使用しなくとも悪魔同化したアスタを圧倒する実力を持つ。
夜見一族
かつて鬼人と呼ばれていた暗殺者集団の末裔であり、戦乱の世にて数々の武功を上げた。領主である龍頭家が治める五州の守護を任されていた。ある事件で滅んでおり、現在はヤミとその妹の一花しか生きていない。
五頭龍
遥か昔に日ノ国で暴れていた五本の頭を持つ龍。領主の住む五州にて天女と呼ばれる存在に封印された。それでも染み出た力によって周囲の海は黒く澱んでいる。
シスターたちによって封印を解かれ、日ノ国を襲撃する。
氣
人の目線、呼吸音、匂い、筋肉の動き、何となくの気配、そういった人から発せられる生体エネルギーの総称。活力の流れであり、無意識にそれを操作して妖術などを放っている。これを読み取ることで魔の感知ができなくても相手の気配や動き、魔を消している存在をも察知することができ、さらに相手の心理状態なども察することが可能となる。
絶天
氣を極限まで極めた熟練の妖術使いでも何年もの修練の末に会得できる技術。本来は無意識に操る氣を意図的に高精度で行い、瞬間的に体内から噴出することで技の威力を最大限に高めることができる。名前はこの技を生んだ者が一撃で天を割るほどの妖術を放ったという伝説に由来している。
妖術

妖力

巻物

### 白夜の魔眼関連
白夜の魔眼
四つ葉の魔導書を持つリヒト（パトリ）が6年前に結成したクローバー王国に対して強い復讐心をもつテロ組織。構成員は白いフード付きのコートを着ている。
独立国家の建国を最終目的とし、生命の木の石碑を所有しており、そこにはめ込む10個の魔石を探している。
リヒト（パトリ）と三魔眼を最高戦力とし50名ほどの魔道士で構成され、恵外界にあるアジトを転々としている。ただし、エルフ族を前世に持つ三魔眼以外はリヒト（パトリ）にとっては利用しているだけの捨て駒に過ぎず、魔石を集めた後は転生魔法発動の生贄にされた。
三魔眼（サードアイ）
白夜の魔眼において最強と呼ばれる三人の魔道士。リヒト（パトリ）が禁術魔法「邪眼」を使い不完全ながら転生させたエルフを前世に持つ三人。その実力は戦闘においては私より上だとリヒト（パトリ）が豪語し魔法騎士団長以上に強いと語る。
それぞれがクローバーの葉に秘められている「誠実」「希望」「愛」に対となる言葉を冠し、禁術魔法によって三つ目の姿になるとさらに魔力を増大させ、禍々しくなる。
魔石
白夜の魔眼が狙う10個の宝石。装着者の魔力を高める魔道具の一種で、全て集めると魔と密接に繋がった真の姿に生まれ変わり強大な力が手に入るとされる。
しかしその力を使いこなせるのはエルフ族のみで、他の者にとっては「そんな石で良いなら」と言って簡単に他人にあげられる只の石。

### 地理

#### 国
大陸に存在するクローバー王国、ダイヤモンド王国、スペード王国、ハート王国の四大国は、国土も広く強大な力を持っている。またクローバー王国・ダイヤモンド王国・ハート王国の三国とスペード王国の間にはどこの国にも属さない中立地帯を含めた強魔地帯が存在する。
クローバー王国
四大国の一つ。広大で肥沃な大地と豊富な資源、多種多様な魔法文化を誇るが、古来より階級制度が存在し、王族・貴族が暮らす「王貴界」、平民が暮らす「平界」、下民が暮らす「恵外界」の3つの区分があり、上に住む者ほど魔力が高いとされるが、平民や下民の中にも極少数ではあるが高い魔力や魔法の素質を持つ者もいる。「恵外界」に住む下民は生活に役立つ程度の魔法しか使えない者がほとんどでまともな教育すら受けられていない状況のため被差別意識が強い。「平界」に住む平民は下民よりは魔法が使えるが、アニメ版では平民の中には一般的な下民よりも魔力が低い者がいることが描かれているなど、魔力量の個人差が国民の中で最も大きい様子が見られる。
エルフによる騒乱で多くの街が甚大な被害を受け、騒乱後は各地で復興作業が進んでいる。しかしアニメ版では被害の大きさに対して復興支援を行う人手が足りておらず、復興が進まない地域もある現状が続いている。さらにそうした者たちが貧困から村単位で盗賊行為を行ったりする事例が発生している。
四大国の中でも資源が豊富のため、周辺国家から常に狙われている。
恵外界
ハージ
アスタとユノの故郷の村。「最果ての町」と言われる。初代魔法帝の彫像が、彼が倒した魔神の残骸とともにのこされている。
ラヤカ
ハージより少し上にある村。マグナの故郷。
ソッシ
アスタが初めての任務で訪れた村。
平界
キッカ
平界の上部中央にある城下町。市場が栄えており、色々な魔道具が置いてある。また、路地裏を抜けると「闇市（ブラックマーケット）」もある。
ネアン
ゴーシュの妹マリーが暮らす町。
リャッケ
平界の最北端にある町。
キテン
ダイヤモンド王国との国境付近にある街。国境防衛の重要な要とされている。
王貴界
王都
王族と貴族が暮らすクローバー王国の中心都市。魔法騎士団本部や王宮もこの町にある。外部からの不穏分子・敵勢力の侵入防止のため、常に魔法障壁が張られているが、「紫苑の鯱」団長だったゲルドルの策略で障壁魔導士が誘拐され、白夜の魔眼の侵入を許している。
ラクエ
強い魔の影響でいつも暑く、貴族や魔法騎士団のリゾート地として人気の場所。ここの海底に強魔地帯の一つの海底神殿がある。
ダイヤモンド王国
クローバー王国の東に位置する隣国。クローバー王国とは敵対関係にある。緑が少なく荒れ地や鉱山が多く、ロータスによると資源不足で侵略行為を続けている。そのため家族を養うために職業魔導士になる者も多い。国王は現在危篤状態で、魔道学者モリスが国を裏から操っているとされる。国内では革命の動きもあるが、クローバー王国での悪魔との騒乱から暫く経った頃にスペード王国の漆黒の三極性・ゼノン一人によって魔導戦士を含む軍隊を壊滅状態に追い込まれ、その後半年でスペード王国によりほぼ制圧状態に置かれる。
ハート王国
クローバー王国の西に位置する隣国。水と緑の国・秘境国家とも呼ばれる中立国で、資源豊かな国である。その豊かな自然の魔とそのまま受け入れることで独自の魔法を究めているとされる。
アスタたちが訪れた時点で建国1200年を迎え、女王は代々巫女として水の精霊ウンディーネと契約し、力を後代の王女に継承し続けている。女王はその水魔法で水と樹々の力を借り、招かれぬ者の入れない魔深い国として魔法文明を発展させてきた。
クローバー王国とは友好関係にあるが、国境には独自の罠魔法を敷いており、無断で入ると即犯罪者扱いとなり、国際問題となるため、ハート王国王女の許可がなければ入国はできない。ただし定期的に国外からの渡航者を募集しており、クローバー王国の一部の貴族たちはその時期に留学を名目に入国している（限られた範囲でしか活動できない）。
他の三国と異なり軍事力はそれほど高くなく、精霊守5名が国を守る要とされる。
ポルンフルームの森
果実が豊富に実っている森。
スペード王国
中立地帯を挟んでクローバー王国の北に位置する国。冬の国・霧の国とも呼ばれる謎多き軍事大国で、「魔神国家」とも呼ばれる。ダイヤモンド王国と同じく侵略国家と認定されている。四大国の中で最も領土が大きく、その広大な大地に眠る古の災いを従え覇権を成そうとしているとされる。
かつてはグリンベリオール家により善政が敷かれ、極寒の中でも国民たちは平和に暮らしていたが、約16年ほど前に悪魔憑きとなったゾグラティス兄弟（現在の漆黒の三極性）率いる一派がクーデターを起こして国王や王族を殺害して以降は漆黒の三極性による恐怖支配が行われるようになる。現在では漆黒の三極性により悪魔の力を与えられた者たちを中心とした軍が幅を利かせ、魔力が低い国民たちは移動要塞の動力源となる魔力を強制的に奪われるようになっている。これらの背景にはメギキュラが国に巣喰い、力を蓄えるために国そのものを利用しているとされ、ダイヤモンド王国を制圧するなど暗躍を重ねている。
トロン
スペード王国西側の強魔地帯に程近い町。軍に占拠され住民たちは移動要塞カンデロに軟禁され、稼働に必要な魔力を強制的に奪われていた。駐屯部隊は魔道階域が二域以下の魔導士で構成されていたが、アスタによってカンデロに捕らえられていた住民が解放され、ラックとレオポルドによって駐屯部隊が壊滅してからはロロペチカにより町の周囲にハート王国国境に敷かれているものと同じ霧の結界を張られ、ハート王国の管理下に置かれる。
日ノ国
クローバー王国から海を超えた遠くにある島国。ヤミの故郷。その距離からクローバー王国でも噂でしか知られず本当に存在するかも不明だった。
魔法を妖術、魔力を妖力、魔導士を妖術使いと呼称する。魔導書の代わりに巻物を使用して妖術を使う。
五州
日ノ国の果てにある五頭龍を封印された伝説のある土地。代々領主一族（魔法帝のような存在）の龍頭家が治めている。かつてはその守護として夜見一族がいた。

#### 強魔地帯
魔の力場が強く、様々な魔法現象が起きている特定地域全般。クローバー王国・ダイヤモンド王国・ハート王国の三国とスペード王国の間にある中立地帯も強魔地帯となっている。
海底神殿
ラクエの海の底にある強魔地帯。魔によって起こる海流が強すぎて上等な魔道士でも近づくことができない。ただし満月の夜のみ魔が弱まって行ける可能性が出てくる。
魔女の森
クローバー王国東の恵外界とダイヤモンド王国の国境付近にある自治地域。人口の全てが女性で、バネッサやドミナント、ドロシーの出身地。魔女王が治めている。
「魔女は魔女の森でしか生きてはならない」という掟が有り、それを破り外で生きている者は逃亡者とみなして厳しい制裁が待っている。ただし、ドロシーのように外の世界で一定の地位を得ている者もいる。
ユルティム火山
常に噴火し続ける火山。近づくだけで呼吸もままならないほどの熱気。夜になると噴火が止み、山頂に温泉がでてくる。
このエネルギーは洞窟地下から湧き上がる膨大な魔が影響しており、深部へ行くほどその影響も強くなる。火山の魔に影響された突然変異の魔獣が棲んでいる他、古代の術式に守られたダンジョンも存在。
メレオレオナはこのエリアを利用して魔導騎士たちにマナスキンの特訓をしている。
グラビド岩石帯
恵外界外部の山脈に取り囲まれた湖沼の上に浮遊する岩石帯。ハージのほぼ真北に位置する。岩石帯の中の浮遊魔宮内部に白夜の魔眼アジトがある。
エリュシア
ハート王国奥地の秘境。かつてリヒトとテティアが身籠っていた双子エルフのうち生き残っていた一人の子孫が築いたエルフの里。巨大な大木・ドリアーデはこの里の護り神とされる。
ザグレドの事件後、パトリ・ライア・ファナ・ヴェットらはこの地で身を潜めていた。

### その他の用語
エルフ族
500年前に現在の恵外界付近に生息していた高魔力保持種で耳が尖っているのが特徴。一人一人の魔力が非常に高く、魔女王に匹敵する者も何人もいたとされたが、人間の襲撃を受けて滅び去り、魔神化したエルフの長（リヒト）も初代魔法帝（ルミエル）との戦いで倒された。
現在のクローバー王国では、おとぎ話の中で「この世界を自分たちだけのものにしようとした魔族」として語られている。
親しい間柄となったルミエルの裏切りによる手引きで王族の人間たちに皆殺しにされたとエルフたちに思われていたが、実はザグレドが自身の受肉とリヒトの魔導書を手に入れるために人間を唆し、さらに人間の仕業に見せかけて言霊魔法で再現した光魔法でリヒト以外のエルフを全て殺害、そのザグレドに自身の体と魔導書を明け渡さないためにリヒトが魔神化しルミエルに自身を討たせたことが真相だった。
最初に転生し目覚めたパトリが、ライア、ヴェット、ファナを禁術魔法で復活させて白夜の魔眼を結成、人間たちを利用しながら全ての魔石を集め、白夜の魔眼の構成員である人間たちを生け贄に大規模な転生魔法を発動し、全てのエルフを他の人間の体を乗っ取る形で転生、ザグレドに植え付けられた人間への憎悪からクローバー王国各地で暴れまわり、アスタたちがザグレドを倒した後も復讐心に囚われたままだったが、パトリの頼みでアスタに転生魔法を解除され、元に戻ったヴァンジャンスの世界樹魔法と、リヒトが持つ宿魔の剣、そしてアスタの滅魔の剣の力により全ての転生魔法が解除、ライア、ヴェット、ファナ、パトリを除くエルフたちの魂は天に還った。
ダークエルフ
邪心に満ちたエルフ族の末路。体中が黒く染まっている。憎しみや怒りといった負の感情に支配され、本能の赴くままに戦闘する。この状態で使用する魔法は桁違いに強力で、悪魔の魔法にもある程度は対抗できる。
転生
禁術魔法の一つで、パトリ曰く「この世の理に反する行為」。冥府に存在する魂を、別の人間を依代として植え付けるもの。依代の人間の前世があの世の魂というわけではなく、魔力や容姿などが似ている生者に別の魂が宿る。一つの肉体で2つの魂を共有しているため、互いの魂が好きなタイミングで人格を入れ替えたり、片方の魂の我が強ければもう一方を封じておくことも可能。影の王宮にて完全な転生が行われた場合、元の魂をあの世へ送る代わりに転生した魂がその肉体の主となることが可能。
魔神
作中の世界で古くから語り継がれてきた巨大な怪物。悪魔のような角と、四つの腕、黒い翼、長い尻尾、背中に複数の刺、そして三つの眼を持つ。
腕を振るい、魔法を放つなどの短調的な攻撃しかしないが、一撃一撃が必殺クラスであり、並の魔法では防げない。また、魔神の体そのものが超強大な魔力の塊であるため、如何なる魔法もはね除けてしまう。
その正体は、最上級禁術魔法で変貌した術者の成れの果て。人の憎悪と冥府の力が相まって生まれる奇跡と言われる。
作中で登場した魔神は以下の三体。なお、体格はそれぞれ多少は異なるものの基本的な体形は同じである。
クローバー王国の魔神
500年前、現在のクローバー王国の恵外界に現れた。現在のクローバー王国では、おとぎ話の中で「魔族の長が禁術魔法で変身した怪物」と語られている。原作では腕から強大な魔法を放つのみだったが、アニメでは、口からレーザー状の光線を放つ、地中から大量の土柱を出現させる、相手を凍らせる、バリア、背中の複数の刺から相手を追尾する光線を放つことができる。
その正体は、最上級禁術魔法で肉体を変化させたリヒト。ザグレドに体と魔法を明け渡さないため魔石の力を使用、ルミエルに自分を殺してくれるよう頼むと魔神に変貌、その後はリヒト自身の意識が無いままクローバー王国を滅ぼそうとし、リヒトの想いを受け取ったルミエルと対峙、激しい攻防の末、強大な魔法で国ごとルミエルを消し去ろうとした時、セクレが運んできた魔道具をルミエルが使用、魔力を全て吸収しようと試みるも全ての魔力を吸収しきれず魔道具は破損、しかしそれにより僅かに意識を取り戻したリヒトにより魔力が抑えられたことでそのままルミエルに倒され、残骸は恵外界（現在のハージ村付近）に遺された。
アニメ版においては冒頭に魔神と魔法帝の伝説を語るアバンが流れているが、第117話ではアバンに代わって魔神・ルミエル・セクレの戦いが描写され、第118話以降はルミエルの名と生前の本人が登場する新たなアバンが用意され、第125話以降はアスタが登場するアバンが用意された。
スペード王国の魔神
かつてスペード王国の王族であり、凄まじい魔力を持った二人の青年が変貌した姿。伝承では、元々は親友同士であったがいつしか憎しみ合うようになり、ついには互いに魔神になってまで争うようになったことで封印されたという。その後、漆黒の三極性の企みにより、モリスの手で覚醒した。
ダンテの策で一体はスペード王国のレジスタンス制圧のために、もう一体はクローバー王国奇襲のためにそれぞれ差し向けられたが、前者は魔そのものとなる力を得たメレオレオナに圧倒され、後者は悪魔同化を会得したアスタにより討滅された。
現世
アスタたちが住んでいる作中の主な世界。
冥府
現世とは異なる別の世界。作中当初はエルフたちや悪魔から「あちらの世界」に呼ばれ、悪魔はその世界の住人と言われている。
悪魔
冥府から来た存在で、その世界の住人。2本の角に蝙蝠のような翼、尻尾がある基本的な悪魔の容姿や、それ以外にも異形の姿をしているが、共通している点として全身のほとんどが黒ずくめとなっている。
大半が残忍な性格で、人間を弄ぶことを史上の悦楽としており、人間のいる現世に行きたがっている。また、生まれた時から序列が決まっていてそれが覆すことはなく、上級悪魔が暇潰しに下級悪魔を虐げ、下級悪魔はさらに下の悪魔を虐げるなど、悪魔同士でも争う。
何らかのイレギュラーがない限りは現世に現れることができず、魔道士が禁術で何かを代償に悪魔と契約し、制限付きでその悪魔の振るえる程度だが、悪魔と契約を交わしたり契約した魔導士から悪魔の力を与えられた場合は絶大な力を解放することができ、悪魔と契約を交わしたスペード王国の漆黒の三極性は約80％、漆黒の三極性から悪魔の力を与えられた漆黒の使徒は40％、スペード王国軍兵長クラスは5％まで悪魔の力を解放できる。
悪魔憑き
悪魔の力を持つ者、または悪魔そのものを宿す者。
悪魔と契約することで、自身の魔法が桁違いに強力になり、その身に宿す悪魔の力を他の魔導士にも与えることができる。契約した悪魔の魔法も使用可能で、悪魔の力を引き出すほどに自身の体も悪魔に近い姿に変貌する。また、自身の体を代価に悪魔の力そのものを得ることができる。ただし、契約者自身の魔力が切れると悪魔との交信が途絶え、一切の魔法が使えなくなる。
作中では、アスタ、漆黒の三極性、ナハトが悪魔憑きとされている。
従魔の儀
特定の条件を満たし現世へ降臨した悪魔と戦い勝利することで、悪魔の力を自分のものとする契約を可能とする禁忌の儀式。
儀式にあたっては悪魔との因縁がある何かしらの遺物を介して悪魔を現世へ一時的に呼び出す必要があるが、アスタのような魔導書に宿る悪魔などの例外的な存在の場合でも呼び出すことが可能。
悪魔との戦いに敗れた場合、その肉体は悪魔のものとなり異形の怪物と化す。
降魔（サモン）
従魔の儀を執り行うにあたり、悪魔を現世へ呼び出す行為。
轍（ヴェーグ）
人間が禁術や悪魔の力を使う際、頭に生える黒い角。ユリウスによれば、人間が禁術の領域に踏み込み冥府に通じた証であり呪いとも言われている。作中では、セクレが禁術魔法を使用した時や、アスタが反魔法の力を解放した時に黒い角が生えている。
クリフォトの樹
現世と冥府を繋ぐ魔法の経路。闇魔法と世界樹魔法によって生み出されるとされ、冥府の門が開くことにより現世と冥府が繋がると、悪魔が現世に流れ込む。樹が成長すると、根が大気の魔を吸い上げていく。
クリフォトは木の根のように下層に広がっており、全7下層の中に7つの門と計10体の悪魔が控えている。7つ全ての門が開いた時点で、クリフォトの触媒となる闇・世界樹魔法の魔導士は絶命する。クリフォト下層に行くほど悪魔の力は強大となり、上層の時点でも漆黒の三極性と同等クラスの強さを持つ。最下層に控えている悪魔はルチフェロ。
また、冥府の門は悪魔との契約にも関わっており、門が開かない状態だと契約自体が不完全なものとなり、悪魔憑きが発揮できる悪魔の力を100%まで発揮できない。

## 社会的評価
2016年、日本出版販売による「全国書店員が選んだおすすめコミック2016」の第3位にランクインした。
オリコンの調べでは第1巻は38,128部を売り上げ、オリコン週間漫画チャート2015年6月1-7日の第23位に入った。第2巻は61,918部で17位、第3巻は80,462部で17位、第4巻は93,866部で第13位、第5巻は108,503部で第15位、第6巻は118,783部で第11位だった。
発行部数は2019年1月に700万部以上であり、2021年3月には1200万部以上、2022年1月は1700万部を超えた。
2019年11月、海外で本作を配信しているクランチロールが発表した「2010年代のベストアニメトップ100」の中に入る。2020年にクランチロールで最も視聴されたアニメであり、北米、南米、中央アメリカ、ヨーロッパ、中東、北アフリカ、アフリカ、アジア、オセアニアを含む87の国と地域で視聴された。ダンテとの戦いは、クランチロールによって2021年のアニメでの戦闘の中でベスト6に選出された。

## 書誌情報

### 漫画
- 田畠裕基 『ブラッククローバー』 集英社〈ジャンプ コミックス〉、既刊36巻（2024年2月2日現在）
各コミックスのカバー裏表紙は魔導書がデザインされており、その次の巻の背表紙の人物がその持ち主となっている。23巻は1巻背表紙のアスタのものであり、ここで物語の内容と共に一区切りとなっている。24巻以降は当巻の人物が持ち主である。
  1. 「少年の誓い」2015年6月9日発行（6月4日発売[集 1]）、ISBN 978-4-08-880416-3
  2. 「護る者」2015年8月9日発行（8月4日発売[集 2]）、ISBN 978-4-08-880452-1
  3. 「王都集結」2015年10月8日発行（10月3日発売[集 3]）、ISBN 978-4-08-880489-7
  4. 「紅蓮の獅子王」2015年12月9日発行（12月4日発売[集 4]）、ISBN 978-4-08-880567-2
  5. 「光」2016年3月9日発行（3月4日発売[集 5]）、ISBN 978-4-08-880630-3
  6. 「死を斬る男」2016年5月7日発行（5月2日発売[集 6]）、ISBN 978-4-08-880672-3
  7. 「魔法騎士団団長会議」2016年8月9日発行（8月4日発売[集 7]）、ISBN 978-4-08-880751-5
  8. 「絶望 VS 希望」2016年10月9日発行（10月4日発売[集 8]）、ISBN 978-4-08-880792-8
  9. 「最強の団」2016年12月7日発行（12月2日発売[集 9]）、ISBN 978-4-08-880823-9
  10. 「戦場の決断」2017年3月8日発行（3月3日発売[集 10]）、ISBN 978-4-08-881023-2
  11. 「何でも無い」2017年5月7日発行（5月2日発売[集 11]）、ISBN 978-4-08-881073-7、
    - アニメDVD同梱版、ISBN 978-4-08-908288-1

  12. 「荊乙女の憂鬱」2017年8月9日発行（8月4日発売[集 12]）、ISBN 978-4-08-881192-5
  13. 「王撰騎士団選抜試験」2017年10月9日発行（10月4日発売[集 13]）、ISBN 978-4-08-881210-6
  14. 「金と黒の火花」2017年12月9日発行（12月4日発売[集 14]）、ISBN 978-4-08-881287-8
  15. 「勝者」2018年3月7日発行（3月2日発売[集 15]）、ISBN 978-4-08-881358-5
  16. 「終わりと始まり」2018年5月7日発行（5月2日発売[集 16]）、ISBN 978-4-08-881513-8
  17. 「滅亡か救国か」2018年8月8日発行（8月3日発売[集 17]）、ISBN 978-4-08-881567-1
  18. 「黒の暴牛爆進!!!」2018年11月7日発行（11月2日発売[集 18]）、ISBN 978-4-08-881686-9
  19. 「きょうだい」2019年1月9日発行（1月4日発売[集 19]）、ISBN 978-4-08-881693-7
  20. 「これまで生きてきた意味」2019年4月9日発行（4月4日発売[集 20]）、ISBN 978-4-08-881757-6
  21. 「500年の真実」2019年7月9日発行（7月4日発売[集 21]）、ISBN 978-4-08-881840-5
  22. 「夜明け」2019年10月9日発行（10月4日発売[集 22]）、ISBN 978-4-08-882049-1
  23. 「真っ黒けっけ」2020年1月9日発行（1月4日発売[集 23]）、ISBN 978-4-08-882176-4
  24. 「希望と絶望の幕開け」2020年4月8日発行（4月3日発売[集 24]）、ISBN 978-4-08-882254-9
  25. 「人間と悪」2020年7月8日発行（7月3日発売[集 25]）、ISBN 978-4-08-882346-1
  26. 「黒の誓い」2020年10月7日発行（10月2日発売[集 26]）、ISBN 978-4-08-882422-2
  27. 「従魔の儀」2021年1月9日発行（1月4日発売[集 27]）、ISBN 978-4-08-882529-8
  28. 「開戦」2021年4月7日発行（4月2日発売[集 28]）、ISBN 978-4-08-882594-6
  29. 「朝が来ない夜」2021年7月7日発行（7月2日発売[集 29]）、ISBN 978-4-08-882712-4
  30. 「福音」2021年10月9日発行（10月4日発売[集 30]）、ISBN 978-4-08-882795-7
  31. 「正邪の恒心」2022年1月9日発行（1月4日発売[集 31]）、ISBN 978-4-08-882878-7
  32. 「言い訳」2022年4月9日発行（4月4日発売[集 32]）、ISBN 978-4-08-883071-1
  33. 「最終宣言」2022年11月9日発行（11月4日発売[集 33]）、ISBN 978-4-08-883195-4
  34. 「夜を見る」2023年3月8日発行（3月3日発売[集 34]）、ISBN 978-4-08-883410-8
  35. 「天晴れ」2023年6月7日発行（6月2日発売[集 35]）、ISBN 978-4-08-883557-0
  36. 「黒い絆」2024年2月7日発行（2月2日発売[集 36]）、ISBN 978-4-08-883665-2
- 田畠裕基（原作） / 田代弓也（作画） 『ブラッククローバー外伝 カルテットナイツ』 集英社〈ジャンプ コミックス〉、全6巻
  1. 「未来から過去へ」2019年1月9日発行（1月4日発売[集 37]）、ISBN 978-4-08-881709-5
  2. 「荊と闇」2019年7月9日発行（7月4日発売[集 38]）、ISBN 978-4-08-881868-9
  3. 「それぞれの戦い」2019年10月9日発行（10月4日発売[集 39]）、ISBN 978-4-08-882135-1
  4. 「開戦の緋」2020年4月8日発行（4月3日発売[集 40]）、ISBN 978-4-08-882275-4
  5. 「黒の希望」2020年7月8日発行（7月3日発売[集 41]）、ISBN 978-4-08-882370-6
  6. 「過去から未来へ」2020年10月7日発行（10月2日発売[集 42]）、ISBN 978-4-08-882488-8
- 田畠裕基（原作） / 小林拙太（作画） 『ブラッククローバーSD アスタくん魔法帝への道』 集英社〈ジャンプ コミックス〉、全3巻
  1. 「アスタくん登場！」2019年1月4日発売[集 43]、ISBN 978-4-08-881705-7
  2. 「アスタくんと魔法騎士団！」2021年7月2日発売[集 44]、ISBN 978-4-08-882725-4
  3. 「アスタくん魔法帝になる！」2021年7月2日発売[集 45]、ISBN 978-4-08-882726-1

### 公式ガイドブック
- 田畠裕基 『ブラッククローバー 16.5 公式ガイドブック 魔導書の栞』2018年5月2日発売[集 46]、ISBN 978-4-08-881551-0

### 小説
- 田畠裕基（原作・イラスト） / ジョニー音田（著）、集英社〈ジャンプ ジェイ ブックス〉、既刊3巻（2019年10月4日現在）
  - 『ブラッククローバー 暴牛の書』 2016年8月4日発売[集 47]、ISBN 978-4-08-703400-4
  - 『ブラッククローバー 騎士団の書』 2017年10月4日発売[集 48]、ISBN 978-4-08-703429-5
  - 『ブラッククローバー ユノの書』 2019年10月4日発売[集 49]、ISBN 978-4-08-703487-5
- 田畠裕基（原作） / ジョニー音田（映画脚本・著）、集英社〈ジャンプ ジェイ ブックス〉『映画ブラッククローバー 魔法帝の剣』2023年6月9日発売[集 50]、ISBN 978-4-08-703535-3
- 田畠裕基（原作・総監修・キャラクター原案） / ジョニー音田（映画脚本） / くまあたろう（著）、集英社〈集英社みらい文庫〉『映画 ブラッククローバー魔法帝の剣 ノベライズ みらい文庫版』2023年6月9日発売[集 51]、ISBN 978-4-08-321787-6

## イベント上映版アニメ

### JSAF2016版
原作第1話を描いたアニメが、2016年11月27日から開催されたジャンプスペシャルアニメフェスタ2016にて上映され、2017年5月2日発売のコミックス第11巻アニメDVD同梱版に収録された。スタッフ、声優はテレビアニメ版と異なっている。ナレーションは石塚運昇が担当。

#### スタッフ（JSAF2016）
- 原作 - 田畠裕基
- 企画 - 木下暢起、高橋雅奈
- プロデューサー - 森亮介
- アシスタントプロデューサー - 篠崎真哉
- プロデュース - 大好誠、阿相道広、千野孝敏
- キャラクターデザイン・キャラクター総作画監督 - 実原登[7]
- クリーチャー・プロップデザイン、クリーチャー作画監督 - 大浪太
- 美術デザイン - 青木隆
- 脚本 - 鴻野貴光[7]
- 絵コンテ - 能戸隆、久行宏和
- キャラクター作画監督 - 長屋侑利子、実原登
- 動画検査 - 糟谷里奈
- 動画検査補佐：田中杏奈
- 色彩設計・指定検査 - 池田歩美
- 美術監督 - 谷岡善王
- 撮影監督 - 都築悠一
- 音響監督 - 亀山俊樹[7]
- 音響効果 - 倉橋裕宗
- 音楽 - 森悠也[7]
- 編集 - 渡辺直樹
- 設定・CG制作・デスク・演出助手 - 明官ゆう子
- 制作進行 - 三上勇太、奥村光孝
- 監督・演出 - 能戸隆[7]
- アニメーション制作スタジオ - XEBECzwei[7]
- 製作 - 集英社[7]

#### 主題歌（JSAF2016）
エンディングテーマ
「Dream on」
作詞 - atsuko / 作曲 - atsuko、KATSU / 編曲 - KATSU / 歌 - angela

### JSAF2018版
『ブラッククローバー オール魔法騎士感謝祭』は、『ジャンプスペシャルアニメフェスタ2018』で上映されたオリジナル作品。2018年12月2日よりdTVでも配信。テレビシリーズ第IX巻の特典映像および『ブラッククローバーアニメスペシャル』DVDにも収録された。
スタッフ
- シナリオ - 筆安一幸
- 絵コンテ - 神谷純
- 演出 - 向山鶴美
- 作画監督 - 張益、富田美文、暁・火鳥動画制作集団（謝宛倩、張紹偉）、EverGreen（虞剣、李慶）
- 総作画監督 - JIWOO ANIMATION PRODUCTION（Kim kyoung hwan、Kim yoon joung）

主題歌
- オープニングテーマ「ガムシャラ」
- エンディングテーマ「ハルカミライ」

## テレビアニメ
2016年12月18日開催の「JF2017 ジャンプスーパーステージ」にてテレビアニメ化が発表され、2017年10月3日から2021年3月30日までテレビ東京系列にて放送された。全170話。制作はstudioぴえろが担当する。ナレーションは松田健一郎が担当する。2018年10月15日から2019年4月1日まで「ブラッククローバー セレクション 〜黒の暴牛傑作選〜」のタイトルで、2019年10月21日から同年12月23日まで「ファンが選ぶ!ブラッククローバー神回傑作選」のタイトルで、2020年1月13日から3月16日まで「ブラッククローバーセレクション<激闘!影の王宮編>」のタイトルで月曜（日曜深夜）枠にてセレクション放送を実施していた。
基本的に原作準拠でストーリーが展開されていくが、所々にアニメオリジナル要素が含まれ、原作にないアニメオリジナルストーリーが放送されることもある。また原作では名称不明であったり名前のみで苗字が不明だったキャラクターのフルネームが原作に先駆けて明かされることもある。また、130話以降はアニメオリジナルストーリーとしてアスタたちの半年間の修行が開始されるまでの様子が描かれる他、142話から148話はアニメオリジナルの組織「デビル・バニッシャー」との対立を描いたストーリーが展開され、これまで原作・アニメでほとんど描かれなかった魔法騎士団の戦いの裏で発生していた「民間人の被害」「民間人から見た魔法騎士団の印象」もピックアップされている。155話以降は原作では断片的にしか描かれなかった半年間の修行の詳細がアニメオリジナルストーリーとして展開される。
新型コロナウイルスの感染拡大の影響により、2020年5月5日に放送予定であった第133話とそれ以降の放送を延期することになり、同日より第1話からの再放送が行われた。第133話以降は同年7月7日より再開された。
2025年7月6日に2nd Seasonの制作が発表された。

### スタッフ
- 原作 - 田畠裕基
- 監督（第1 - 152話）→総監督（第153 - 170話） - 吉原達矢[55]
- 助監督（第28 - 152話）→監督（第153 - 170話）- 種村綾隆
- シリーズ構成 - 筆安一幸[55]（第1 - 152話）→加藤還一（第153 - 170話）
- キャラクターデザイン - 竹田逸子[55]
- サブキャラクターデザイン - 徳永久美子[55]
- プロップデザイン - 高橋恒星[55]
- メインアニメーター - 砂川貴哉、赤坂俊士
- アクションアニメーター - 椅子汰、岩澤亨（第28 - 64話）、中道紘彬（第116 - 170話）
- 美術監督 - 前田有紀
- 美術設定 - 深井亮太
- 色彩設計 - 篠原愛子[55]
- 撮影監督 - 國井智行
- 編集 - 奥田浩史
- CGディレクター - 前島亮太
- 音響監督 - 髙桑一
- 音楽 - 関美奈子[55]
- 音楽制作 - エイベックス・ピクチャーズ
- プロデューサー - 菅沢正浩（第1 - 128話）→奈良初男（第129 - 170話）、礒谷麻依子、小松尚実
- アニメーション制作 - studioぴえろ[55]
- 製作 - テレビ東京、ぴえろ

### 主題歌
オープニングテーマ
「ハルカミライ」（第2話 - 第13話）
作詞 - 秋月琢登 / 作曲 - 秋月琢登、横山直弘 / 編曲・歌 - 感覚ピエロ / レーベル：JIJI INC.
第1話ではエンディングテーマとして使用。
最終話では、歌詞が新たに追加されたlast page ver.が挿入歌として使用された。
「PAiNT it BLACK」（第14話 - 第27話）
作詞 - beat mints boyz / 作曲 - 松隈ケンタ / 編曲 - SCRAMBLES / 歌 - BiSH
「Black Rover」（第28話 - 第39話）
作詞・作曲・編曲・歌 - ビッケブランカ
「Guess Who Is Back」（第40話 - 第51話）
作詞 - BACK-ON & Kumi Koda / 作曲・編曲 - BACK-ON / 歌 - 倖田來未
「ガムシャラ」（第52話 - 第64話）
作詞 - ノマアキコ・みゆな / 作曲・編曲 - 成田ハネダ / 歌 - みゆな
「落書きペイジ」（第65話 - 第76話）
作詞・作曲 - 秋月琢登 / 編曲 - 感覚ピエロ、JIJI INC. / 歌 - 感覚ピエロ
「JUSTadICE」（第77話 - 第94話）
作詞・作曲・歌 - 大森靖子 / 編曲 - ANCHOR(ZiNG)
「sky & blue」（第95話 - 第102話）
作詞 - SAKIKA、大知正紘 / 作曲 - 大知正紘、NAOKI-T / 編曲 - NAOKI-T / 歌 - GIRLFRIEND
「RiGHT NOW」（第103話 - 第115話）
作詞 - JxSxK / 作曲 - 松隈ケンタ / 編曲 - SCRAMBLES / 歌 - EMPiRE
「Black Catcher」（第116話 - 第128話）
作詞・作曲・編曲・歌 - ビッケブランカ
「Stories」（第129話 - 第140話）
作詞・作曲・編曲 - HIKARI / 歌 - Snow Man
「永遠に光れ（Everlasting Shine）」（第141話 - 第157話）
作詞 - Yohei / 作曲 - UTA / 編曲 - UTA for TinyVoice,Production / 歌 - TOMORROW X TOGETHER / レーベル：Universal Music LLC
「Grandeur」（第158話 - 第170話）
作詞 - Atsushi Shimada & MiNE / 作曲 - Tommy Clint / MiNE / Atsushi Shimada / 歌 - Snow Man

エンディングテーマ
「蒼い炎」（第2話 - 第13話）
作詞・作曲・編曲・歌 - イトヲカシ
「Amazing Dreams」（第14話 - 第27話）
作詞・作曲 - KOJI / 編曲 -  SWANKY DANK、鈴木Daichi秀行 / 歌 - SWANKY DANK
「Black to the dreamlight」（第28話 - 第39話）
作詞 - beat mints boyz / 作曲 - 松隈ケンタ / 編曲 - SCRAMBLES / 歌 - EMPiRE
「four」（第40話 - 第51話）
作詞・作曲 - 伽羅奢、Sorato、長沢知亜紀 / 編曲 - Sorato /  歌 - FAKY（第40話 - 第49話・第51話）、KAHONO（潘めぐみ）（第50話）
「天上天下」（第52話 - 第64話）
作詞・編曲 - 佐伯ユウスケ / 作曲 - 佐伯ユウスケ・みゆな / 歌 - みゆな
「My Song My Days」（第65話 - 第76話）
作詞 - 藤原優樹 / 作曲 - 和音&江上浩太郎 / 編曲 - 和音&中村仁樹 / 歌 - SOLIDEMO with 桜men
「花が咲く道」（第77話 - 第89話）
作詞・作曲・編曲・歌 - THE CHARM PARK
「against all gods」（第90話 - 第102話）
作詞・作曲・歌 - m-flo / 編曲 - ☆Taku Takahashi
「人生は戦場だ」（第103話 - 第115話）
作詞 - Kalen Anzai / 作曲 - Kazuhito Kikuchi、Tetsuya Yukumi / 編曲 - ats- / 歌 - 安斉かれん
「New Page」（第116話 - 第128話）
作詞・作曲・編曲・歌 - INTERSECTION
「アンサー」（第129話 - 第140話）
作詞・作曲・編曲 - カンザキイオリ / 歌 - 花譜
「A Walk」（第141話 - 第157話）
作詞 - 加藤冴人、モリタコータ / 作曲・編曲 - 加藤冴人 / 歌 - 梶原岳人
「BEAUTIFUL」（第158話 - 第170話）
作詞 - YOSHI,JUN / 作曲 - D&H,SUNNY BOY,JUN / 編曲 - D&H,SUNNY BOY / 歌 - TREASURE

### 各話リスト

#### プチット・クローバー
アニメ最後に放送のショートエピソード。
- 絵コンテ・演出 - 吉原達矢（第3話）
- 作画 - 徳永久美子

| 話数      | サブタイトル                                         |
| --------- | ---------------------------------------------------- |
| ページ1   | （未放送）                                           |
| ページ2   | （未放送）                                           |
| ページ3   | グリモワールの謎                                     |
| ページ4   | アスタVSアンチドリ                                   |
| ページ5   | テンアゲ〜!!                                         |
| ページ6   | 実録！魔法騎士団24時！                               |
| ページ7   | うやまいなさい                                       |
| ページ8   | 夜露屍苦！                                           |
| ページ9   | 別離×そして×再会                                     |
| ページ10  | 一番似ているのは、誰？                               |
| ページ11  | セッケのフッハ講座！                                 |
| ページ12  | セッケのフッハ講座！パート2                          |
| ページ13  | 私の舟                                               |
| ページ14  | 魔ってなぁに？                                       |
| ページ15  | 咲かないロータスはただの蓮だねぇ                     |
| ページ16  | 家族                                                 |
| ページ17  | 宝物殿                                               |
| ページ18  | 我慢強い                                             |
| ページ19  | ちゃんといえるじゃん                                 |
| ページ20  | 僕の魔法                                             |
| ページ21  | 動物さん                                             |
| ページ22  | ラ                                                   |
| ページ23  | 宮廷三秒クッキング                                   |
| ページ24  | 誕生日                                               |
| ページ25  | 見つけられまい                                       |
| ページ26  | さらまんだのどんぶりでどんびき〜                     |
| ページ27  | ヤミ団長の魔法騎士団階級講座                         |
| ページ28  | もしもゴードンとグレイとセッケが一緒に合コンをしたら |
| ページ29  | 心配しているわけではない                             |
| ページ30  | ダブルゴーシュ                                       |
| ページ31  | お留守番                                             |
| ページ32  | ゴーゴー！ゴードン！                                 |
| ページ33  | マリーが危ない                                       |
| ページ34  | （未放送）                                           |
| ページ35  | 声変わり                                             |
| ページ36  | 眠い                                                 |
| ページ37  | 姐さんが変                                           |
| ページ38  | 記憶交信魔法!!                                       |
| ページ39  | ゲーム大会                                           |
| ページ40  | 見なさいよ！                                         |
| ページ41  | 歌回復魔法！                                         |
| ページ42  | 10人いる                                             |
| ページ43  | まぜてもらおうか                                     |
| ページ44  | ビリビリマグナタイフーン！                           |
| ページ45  | 魔法探偵チャーミー                                   |
| ページ46  | 魔獣魔法！                                           |
| ページ47  | サービス魔法                                         |
| ページ48  | 三位一体                                             |
| ページ49  | プロフェッショナル トイレの流儀                      |
| ページ50  | 栄光のフッハ                                         |
| ページ51  | 約束！                                               |
| ページ52  | チャーミー七変化                                     |
| ページ53  | 一緒に！                                             |
| ページ54  | 妹から愛されるお兄ちゃんになる100の呪術              |
| ページ55  | （未放送）                                           |
| ページ56  | （未放送）                                           |
| ページ57  | Gの森                                                |
| ページ58  | まだ早ーい！                                         |
| ページ59  | 何度でも                                             |
| ページ60  | オレには届いています                                 |
| ページ61  | マルスにおまかせ                                     |
| ページ62  | どんな味？                                           |
| ページ63  | （未放送）                                           |
| ページ64  | バネッサは見た…！                                    |
| ページ65  | なんでだろう                                         |
| ページ66  | 祈り                                                 |
| ページ67  | ヒットマン                                           |
| ページ68  | 焼きイカ                                             |
| ページ69  | シャーロット七変化                                   |
| ページ70  | 芸術家リル                                           |
| ページ71  | ドロシーとお話ししよう！                             |
| ページ72  | 疲労回復                                             |
| ページ73  | 温泉ってなんですの!?                                 |
| ページ74  | 次にお会いするときは                                 |
| ページ75  | 見えてる！                                           |
| ページ76  | ちがう！                                             |
| ページ77  | チャーミー七変化 パートII                            |
| ページ78  | ナルシストの一生                                     |
| ページ79  | 姐さんの恋人選び                                     |
| ページ80  | 髪型                                                 |
| ページ81  | ゴールデンタイム                                     |
| ページ82  | （SP ※詳細は各話リスト）                             |
| ページ83  | 名前                                                 |
| ページ84  | （未放送）                                           |
| ページ85  | ヴァンジャンスっていいにくいジャンス                 |
| ページ86  | 金ピカヘンテコ仮面！                                 |
| ページ87  | いろんなローブその1                                  |
| ページ88  | めんどーライア！                                     |
| ページ89  | ゴードンとグレイの漫才                               |
| ページ90  | その時ヴァルトスは                                   |
| ページ91  | （未放送）                                           |
| ページ92  | 先読み                                               |
| ページ93  | 落ち着いてください                                   |
| ページ94  | お勉強                                               |
| ページ95  | サ行の不思議 メガネっ子サリー                        |
| ページ96  | ナ行の美少女 王様ノエル                              |
| ページ97  | （未放送）                                           |
| ページ98  | 寝起き                                               |
| ページ99  | メレオレオナチャレンジ                               |
| ページ100 | （未放送）                                           |
| ページ101 | キルシュのあいうえお                                 |
| ページ102 | （未放送）                                           |
| ページ103 | 別行動                                               |
| ページ104 | （未放送）                                           |
| ページ105 | ラックのラリルレロ                                   |
| ページ106 | ラデスサリーヴァルトス                               |
| ページ107 | ジャック・ザ・立派                                   |
| ページ108 | （未放送）                                           |
| ページ109 | 俺だ                                                 |
| ページ110 | 復活                                                 |
| ページ111 | 見たな                                               |
| ページ112 | 私に任せてっ！                                       |
| ページ113 | （未放送）                                           |
| ページ114 | ウチは嘘がわかる                                     |
| ページ115 | （未放送）                                           |
| ページ116 | （未放送）                                           |
| ページ117 | （未放送）                                           |
| ページ118 | （未放送）                                           |
| ページ119 | （未放送）                                           |
| ページ120 | （未放送）                                           |
| ページ121 | （未放送）                                           |
| ページ122 | 大変だよ！                                           |
| ページ123 | （未放送）                                           |
| ページ124 | （未放送）                                           |
| ページ125 | （未放送）                                           |
| ページ126 | 練習                                                 |
| ページ127 | （未放送）                                           |
| ページ128 | （未放送）                                           |
| ページ129 | （未放送）                                           |
| ページ130 | （未放送）                                           |
| ページ131 | （未放送）                                           |
| ページ132 | 追い越す                                             |
| ページ133 | 再調査                                               |
| ページ134 | （未放送）                                           |
| ページ135 | （未放送）                                           |
| ページ136 | （未放送）                                           |
| ページ137 | （未放送）                                           |
| ページ138 | スーパー魔導士ゾラさん                               |
| ページ139 | （未放送）                                           |
| ページ140 | （未放送）                                           |
| ページ141 | （未放送）                                           |
| ページ142 | （未放送）                                           |
| ページ143 | デビルバニッシャー                                   |
| ページ144 | （未放送）                                           |
| ページ145 | （未放送）                                           |
| ページ146 | （未放送）                                           |
| ページ147 | （未放送）                                           |
| ページ148 | （未放送）                                           |
| ページ149 | （未放送）                                           |
| ページ150 | （未放送）                                           |
| ページ151 | ヤミとヤミ                                           |
| ページ152 | （未放送）                                           |
| ページ153 | （未放送）                                           |
| ページ154 | 副団長、辞めるなら                                   |
| ページ155 | （未放送）                                           |
| ページ156 | （未放送）                                           |
| ページ157 | （未放送）                                           |
| ページ158 | 背比べ                                               |
| ページ159 | 最高のキャンバス                                     |
| ページ160 | ユノのファンクラブ                                   |
| ページ161 | （未放送）                                           |
| ページ162 | （未放送）                                           |
| ページ163 | 今日こそ                                             |
| ページ164 | 耐え忍ぶ強さ                                         |
| ページ165 | ハート王国女王が受け継いだもの                       |
| ページ166 | ペロペロしたい                                       |
| ページ167 | （未放送）                                           |
| ページ168 | （未放送）                                           |
| ページ169 | 副団長                                               |
| ページ170 | （未放送）                                           |

映像特典
| 収録巻       | サブタイトル                                                           |
| ------------ | ---------------------------------------------------------------------- |
| Chapter I    | くっつかないでよ                                                       |
| Chapter II   | 金色の夜明け団の秘密                                                   |
| Chapter III  | 団長たちの昼下がり                                                     |
| Chapter IV   | さらまんだ？それなんだ？                                               |
| Chapter V    | なんつったっけ、アイドル？                                             |
| Chapter VI   | 人生いろいろ？                                                         |
| Chapter VII  | 魔女の天使 クリィミーバネッサ                                          |
| Chapter VIII | なんぎるす？                                                           |
| Chapter IX   | -                                                                      |
| Chapter X    | まぶし                                                                 |
| Chapter XI   | ヴァルキリードレスって、どれっす？                                     |
| Chapter XII  | あくまでも                                                             |
| Chapter XIII | 魔法帝はじめてのおつかい                                               |
| Chapter XIV  | 灼熱！熱血！ファイヤー！ヴァーミリオン家のむわむわ熱くて、蒸し暑い夜!! |
| Chapter XV   | VIVA!ビバ!!フカビーバー!!!                                             |
| Chapter XVI  | -                                                                      |

#### むぎゅっと！ブラッククローバー
2019年7月1日よりdTVで配信のスピンオフショートエピソード。2021年2月5日発売の『ブラッククローバーアニメスペシャル』DVDに収録された。
- 監督・キャラクターデザイン - 西山司
- シリーズ構成 - ふでやすかずゆき
- 脚本 - ふでやすかずゆき、加藤還一
- 制作 - DLE

主題歌「POSSIBLE」
作詞・作曲・編曲 - 徳田光希 / 歌 -Clover×Clover（梶原岳人&島﨑信長）
| 話数  | サブタイトル                                                   | 配信日        |
| ----- | -------------------------------------------------------------- | ------------- |
| 第1話 | 教えて魔法帝！ 魔法帝になるには どうしたらいいの！？           | 2019年 7月1日 |
| 第2話 | 流れ星のスター                                                 | 7月8日        |
| 第3話 | 実績をミルフィーユのように 積み上げるのら、 ららのらららのら！ | 7月15日       |
| 第4話 | ヘベレケ魔女の横で ナンパ魔法騎士は悪夢を見る                  | 7月22日       |
| 第5話 | マリー・マイラブ                                               | 7月29日       |
| 第6話 | どきどきノエル だって私は王族よ                                | 8月5日        |
| 第7話 | 魔神大戦勃発（うそ）                                           | 8月12日       |
| 第8話 | アスタよ、永遠に…                                              | 8月19日       |

### 放送局
| 放送期間                                     | 放送時間                     | 放送局         | 対象地域       | 備考                         |
| -------------------------------------------- | ---------------------------- | -------------- | -------------- | ---------------------------- |
| 2017年10月3日 - 2021年3月30日                | 火曜 18:25 - 18:55           | テレビ東京     | 関東広域圏     | 製作局                       |
|                                              |                              | テレビ北海道   | 北海道         |                              |
|                                              |                              | テレビ愛知     | 愛知県         |                              |
|                                              |                              | テレビ大阪     | 大阪府         |                              |
|                                              |                              | テレビせとうち | 岡山県・香川県 |                              |
|                                              |                              | TVQ九州放送    | 福岡県         |                              |
| 2017年10月7日 - 2021年4月3日                 | 土曜 0:30 - 1:00（金曜深夜） | BSテレ東       | 日本全域       | BS/BS4K放送                  |
| 2017年11月9日 -                              | 木曜 19:00 - 19:30           | アニマックス   | 日本全域       | BS/CS放送 / リピート放送あり |
| テレビ東京系列（BSも含む）では字幕放送対応。 |                              |                |                |                              |

| 放送期間                                                     | 放送時間                     | 放送局     | 対象地域   | 備考   |
| ------------------------------------------------------------ | ---------------------------- | ---------- | ---------- | ------ |
| 2018年10月15日 - 2019年4月1日 2019年10月21日 - 2020年3月16日 | 月曜 1:35 - 2:05（日曜深夜） | テレビ東京 | 関東広域圏 | 製作局 |
|                                                              |                              | テレビ愛知 | 愛知県     |        |
| 2018年10月16日 - 2019年4月2日 2019年10月22日 - 2020年3月17日 | 火曜 1:05 - 1:35（月曜深夜） | テレビ大阪 | 大阪府     |        |

### BD / DVD
| 巻   | 発売日         | 収録話            | 規格品番      | 規格品番     |
| 巻   | 発売日         | 収録話            | BD            | DVD          |
| ---- | -------------- | ----------------- | ------------- | ------------ |
| I    | 2018年2月23日  | 第1話 - 第10話    | EYXA-11775/6  | EYBA-11764/5 |
| II   | 2018年5月25日  | 第11話 - 第19話   | EYXA-11777/8  | EYBA-11766/7 |
| III  | 2018年7月27日  | 第20話 - 第29話   | EYXA-11779/80 | EYBA-11768/9 |
| IV   | 2018年10月26日 | 第30話 - 第39話   | EYXA-11781/2  | EYBA-11770/1 |
| V    | 2019年1月25日  | 第40話 - 第51話   | EYXA-11783/5  | EYBA-11772/4 |
| VI   | 2019年4月26日  | 第52話 - 第63話   | EYXA-12483/5  | EYBA-12471/3 |
| VII  | 2019年7月26日  | 第64話 - 第72話   | EYXA-12486/7  | EYBA-12474/5 |
| VIII | 2019年9月27日  | 第73話 - 第83話   | EYXA-12488/9  | EYBA-12476/7 |
| IX   | 2019年11月29日 | 第84話 - 第90話   | EYXA-12490/1  | EYBA-12478/9 |
| X    | 2020年1月31日  | 第91話 - 第102話  | EYXA-12492/4  | EYBA-12480/2 |
| XI   | 2020年4月24日  | 第103話 - 第112話 | EYXA-12916/7  | EYBA-12483/5 |
| XII  | 2020年7月31日  | 第113話 - 第120話 | EYXA-12918/9  | EYBA-12906/7 |
| XIII | 2020年9月25日  | 第121話 - 第129話 | EYXA-12920/1  | EYBA-12908/9 |
| XIV  | 2020年11月27日 | 第130話 - 第141話 | EYXA-12922/4  | EYBA-12910/2 |
| XV   | 2021年2月26日  | 第142話 - 第154話 | EYXA-12925/7  | EYBA-12913/5 |
| XVI  | 2021年6月25日  | 第155話 - 第170話 | EYXA-13305/7  | EYBA-13302/4 |

### ラジオ
『ブラッククローバーモバイル ブラクロモラジオ団』
2023年4月9日から7月2日まで超!A&G+で放送されていたラジオ番組。パーソナリティはアスタ役の梶原岳人とノエル・シルヴァ役の優木かな。

### テレビ番組
『ブラッククローバーモバイル あきらめないのがオレのTV』
2023年11月4日から12月23日までテレビ東京系列で土曜朝10時から放送されていたゲーム情報番組。出演者はMCのティモンディ、アスタ役の梶原岳人、ノエル・シルヴァ役の優木かな、しろ（GameWith所属）。
| テレビ東京系列 火曜18:25 - 18:55 | テレビ東京系列 火曜18:25 - 18:55 | テレビ東京系列 火曜18:25 - 18:55 |
| 前番組 | 番組名 | 次番組 |
| --- | --- | --- |
| レゴ フレンズ （2017年6月13日 - 9月26日） 【ここまで『レゴタイム』枠】                                                                                            | ブラッククローバー （2017年10月3日 - 2021年3月30日） 【ここまでアニメ枠】                                                                                                   | 火曜エンタ ※18:25 - 19:54 （2021年4月 - ） 【30分拡大】 |
| テレビ東京 月曜1:35 - 2:05（日曜深夜） | | |
| 銀魂. 銀ノ魂篇 （2018年7月9日 - 10月8日） | ブラッククローバーセレクション 〜黒の暴牛傑作選〜 （2018年10月15日 - 2019年4月1日）                                                                                         | 八月のシンデレラナイン （2019年4月8日 - 7月8日） |
| テレビ東京 月曜1:35 - 2:05（日曜深夜） | | |
| BEM （2019年7月15日 - 10月14日） | ファンが選ぶ!ブラッククローバー神回傑作選 （2019年10月21日 - 12月23日） ↓ ブラッククローバーセレクション <激闘!影の王宮編> （2020年1月13日 - 3月16日） 【ここまでアニメ枠】 | 四月一日さん家と （2020年4月6日 - 6月22日） 【ここのみドラマ枠】 |
| テレビ東京系列 土曜10:00 - 10:30 | | |
| ニンジャラ （2022年10月29日 - 2023年9月30日） - ※同番組までアニメ枠、同日7:30 - 8:00に移行して継続。 - ※本番組開始までの間は日曜7:00 - 7:30の番組の傑作選を放送。 | あきらめないのがオレのTV （2023年11月4日 - 12月23日） - ※本番組よりバラエティ番組                                                                                           | ホットウィール モンスタートラック&バービードリームハウスアドベンチャー - ※同番組より『ミックスジュース!』のアニメ枠。 - ※「バービードリームハウスアドベンチャー」は『イニミニマニモ』（ローカル）より移動。 |

## 劇場アニメ
ブラッククローバー 魔法帝の剣
『週刊少年ジャンプ』2021年17号にて製作が発表された。当初は2023年3月31日に、日本を含む全世界においてNetflixオリジナル映画として配信予定であったが、2023年6月16日に延期された。日本では同日より劇場公開された。
主題歌はTREASUREによる「Here I Stand」、挿入歌は感覚ピエロによる「Break Together」および「ハルカミライ」。
- 原作・総監修・キャラクター原案 - 田畠裕基[78]
- 監督 - 種村綾隆[78]
- キャラクターデザイン - 竹田逸子[78]
- サブキャラクターデザイン - 徳永久美子[78]
- プロップデザイン - 高橋恒生[78]
- 音楽 - 関美奈子[78]
- 脚本 - ジョニー音田、折井愛[78]
- 制作 - Studioぴえろ[78]
- 配給 - 松竹ODS事業室[78]

## ゲーム

### コンシューマーゲーム
『ブラッククローバー カルテットナイツ』
2018年9月13日発売、PS4専用魔法バトルアクションゲーム。
- ストリートモードテーマソング「Limits」Da-iCE

### モバイルゲーム
『ブラッククローバー 夢幻の騎士団』
2018年11月14日より配信されているアプリゲーム。2020年12月9日サービス終了。
『ブラッククローバーモバイル　魔法帝への道　The Opening of Fate』
2023年5月25日より配信されているアプリゲーム。

### データカードダス
『ブラッククローバー グリモワールバトル』
2017年11月より稼働されていたデータカードダス。筐体はフラットパネルタイプ。6弾を以て稼働終了。
リリース
- 2017年11月2日 1弾稼働
- 2018年1月18日 2弾稼働
- 2018年3月15日 3弾稼働
- 2018年5月24日 4弾稼働
- 2018年8月2日 5弾稼働
- 2018年10月11日 6弾稼働

## 舞台
ブラッククローバー the Stage
2023年9月14日から18日にシアター1010にて、同年9月22日から24日にKAAT神奈川芸術劇場にて上演。脚本・演出は伊勢直弘。

### キャスト
- アスタ - 植田圭輔
- ユノ - 武子直輝
- ノエル・シルヴァ - 小宮有紗
- マグナ・スウィング - 毎熊宏介
- ラック・ボルティア - 三井淳平
- ヤミ・スケヒロ - 桜庭大翔
- ミモザ・ヴァーミリオン - 加藤夕夏
- クラウス・リュネット - 菊池修司
- ロータス・フーモルト - 萬谷法英
- マルス - 高崎翔太